# Arte efímero

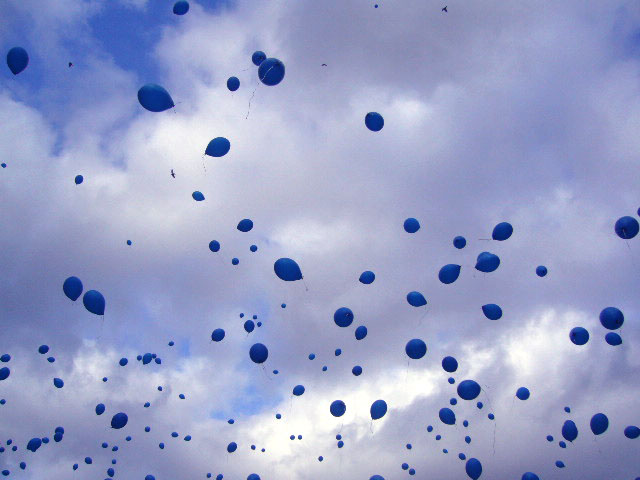
Liberación de 1001 globos azules, «escultura aerostática» de Yves Klein. Reconstrucción realizada en 2007 en la plaza Georges-Pompidou de París, en celebración del cincuentenario del evento realizado por Klein en 1957.

Se denomina arte efímero a toda aquella expresión artística concebida bajo un concepto de fugacidad en el tiempo, de no permanencia como objeto artístico material y conservable. Por su carácter perecedero y transitorio, el arte efímero no deja una obra perdurable, o si la deja —como sería el caso de la moda— ya no es representativa del momento en que fue creada. En estas expresiones es decisivo el criterio del gusto social, que es el que marca las tendencias, para lo cual es imprescindible la labor de los medios de comunicación, así como de la crítica de arte.
Independientemente de que cualquier expresión artística pueda ser o no perdurable en el tiempo, y que muchas obras concebidas bajo criterios de durabilidad puedan desaparecer en un breve lapso de tiempo por cualquier circunstancia indeterminada, el arte efímero tiene en su génesis un componente de transitoriedad, de objeto o expresión fugaz en el tiempo. Es un arte pasajero, momentáneo, concebido para su consunción instantánea. Partiendo de este presupuesto, se denominan artes efímeras a aquellas cuya naturaleza es la de no perdurar en el tiempo, o bien aquellas que cambian y fluctúan constantemente. Dentro de ese género pueden considerarse artes efímeras a expresiones como la moda, la peluquería, la perfumería, la gastronomía y la pirotecnia, así como diversas manifestaciones de arte corporal como el tatuaje y el piercing. También entrarían dentro del concepto de arte efímero las diversas modalidades englobadas en el llamado arte de acción, como el happening, la performance, el environment y la instalación, o bien del denominado arte conceptual, como el body art y el land art, así como otras expresiones de cultura popular, como el grafiti. Por último, dentro de la arquitectura también hay una tipología de construcciones que se suelen expresar como arquitectura efímera, ya que son concebidas como edificaciones transitorias que cumplen una función restringida a un plazo de tiempo.

## Fundamentos del arte efímero

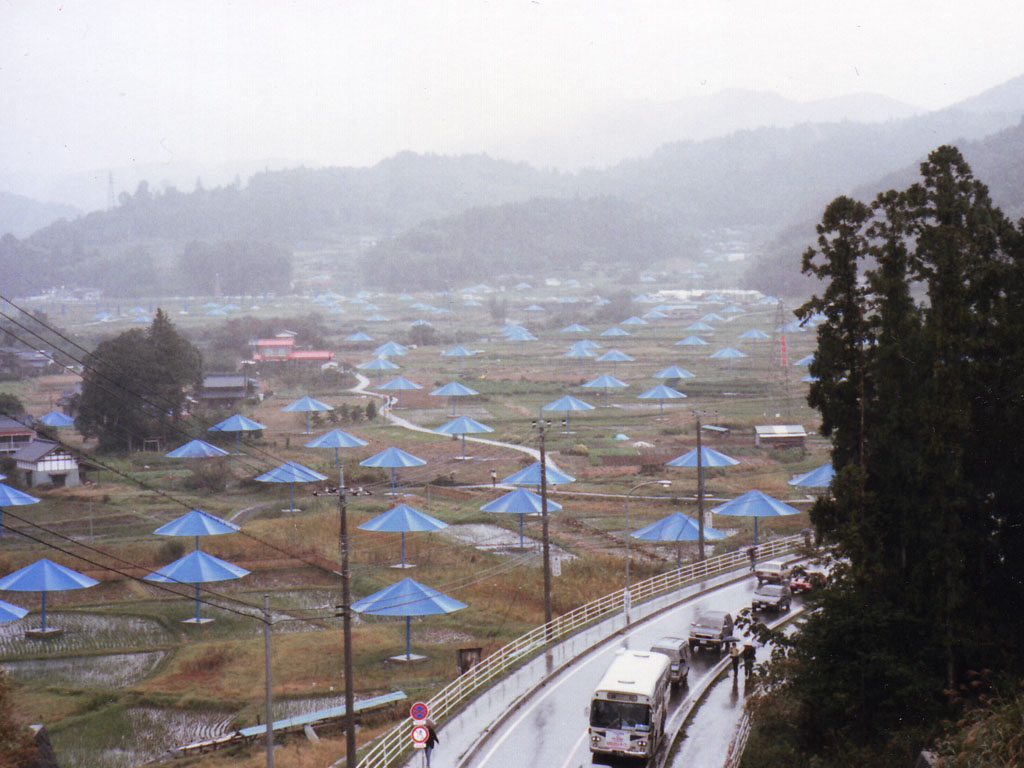
The Umbrella Project (1991), instalación artística de Christo, Ibaraki (Japón).

El carácter efímero de ciertas expresiones artísticas es ante todo un concepto subjetivo supeditado a la propia definición del arte, término controvertido y abierto a múltiples significados, que han ido oscilando y evolucionando con el tiempo y el espacio geográfico, ya que no en todas las épocas y todos los lugares se ha entendido lo mismo con el vocablo «arte». El arte es un componente de la cultura, reflejando en su concepción los sustratos económicos y sociales, y la transmisión de ideas y valores, inherentes a cualquier cultura humana a lo largo del espacio y el tiempo. Sin embargo, la definición de arte es abierta, subjetiva, discutible, no existe un acuerdo unánime entre historiadores, filósofos o artistas. En la antigüedad clásica grecorromana, una de las principales cunas de la civilización occidental y primera cultura que reflexionó sobre el arte, se consideraba el arte como una habilidad del ser humano en cualquier terreno productivo, siendo prácticamente un sinónimo de «destreza». En el siglo II Galeno dividió el arte en artes liberales y artes vulgares, según si tenían un origen intelectual o manual. Entre las liberales se encontraban: la gramática, la retórica y la dialéctica —que formaban el trivium—, y la aritmética, la geometría, la astronomía y la música —que formaban el quadrivium—; las vulgares incluían la arquitectura, la escultura y la pintura, pero también otras actividades que hoy se consideran artesanía. En el siglo XVI empezó a considerarse que la arquitectura, la pintura y la escultura eran actividades que requerían no solo oficio y destreza, sino también un tipo de concepción intelectual que las hacían superiores a otros tipos de manualidades. Se gestaba así el concepto moderno de arte, que durante el Renacimiento adquirió el nombre de arti del disegno (artes del diseño), por cuanto comprendían que esta actividad —el diseñar— era la principal en la génesis de las obras de arte. Más adelante se consideraron actividades artísticas expresiones como la música, la poesía y la danza, y en 1746 Charles Batteux estableció en Las bellas artes reducidas a un único principio la concepción actual de bellas artes, término que hizo fortuna y ha llegado hasta nuestros días. Sin embargo, los intentos de establecer unos criterios básicos sobre qué expresiones pueden ser consideradas arte y cuales no han sido un tanto infructuosos, produciendo en cierta forma el efecto contrario y acentuando aún más la indefinición del arte, que hoy día es un concepto abierto e interpretable, donde caben muchas fórmulas y concepciones, si bien se suele aceptar un mínimo denominador común basado en cualidades estéticas y expresivas, así como un componente de creatividad. Actualmente, a la clasificación tradicional de artes han sido añadidas por ciertos críticos e historiadores expresiones como la fotografía, la cinematografía, el cómic, el teatro, la televisión, la moda, la publicidad, la animación, los videojuegos, etc., y aún existe cierta discrepancia sobre otro tipo de actividades de carácter expresivo.
Un aspecto esencial en la génesis del arte es su componente social, la interrelación entre artista y espectador, entre la obra y su consumidor. Una obra de arte responde a criterios sociales y culturales, de espacio y tiempo, fuera de los cuales, aunque perdure como objeto físico, pierde su significación conceptual, el motivo por el que fue creada. Aun así, el ser humano ha tenido siempre afán por coleccionar y guardar estos objetos por sus cualidades únicas e irrepetibles, como documentos de épocas que perduran en el recuerdo, y que suponen expresiones genuinas de los pueblos y culturas que se han sucedido en el tiempo. Precisamente, el carácter coleccionable de ciertos objetos, frente a otros de consunción más rápida, supuso una primera barrera entre la clasificación de ciertas expresiones como arte y no de otras, denominadas frecuentemente de forma peyorativa como «moda», «adorno», «entretenimiento» y términos similares. Los museos y academias de arte, encargados de la conservación y difusión del arte, se encargaron igualmente de patrocinar y preponderar unas expresiones artísticas frente a otras, y así como cuadros y esculturas entraron sin problema en estas instituciones, otros objetos o creaciones de diverso signo fueron relegados al olvido tras haber cumplido su función momentánea, o como mucho quedaron en el recuerdo a través de testimonios escritos o documentos que diesen fe de su existencia.
Desde antaño se ha especulado con la artisticidad de las expresiones efímeras, de si el carácter efímero del arte y la belleza puede devaluar estos conceptos. La desvalorización de lo efímero arranca con Platón, para el que las cosas bellas no eran perdurables, ya que lo único eterno es la «idea de lo bello». De igual manera, el cristianismo —del que emanó toda la estética medieval—, rechazaba la belleza física como algo pasajero, ya que la única belleza inmutable era la de Dios. Sin embargo, desde el siglo XIX empezó un cambio de actitud respecto a la belleza efímera, que comenzó a ser valorada por sus cualidades intrínsecas. Los románticos valoraban «lo que jamás se verá dos veces», y Goethe llegó a afirmar que solo lo efímero es bello: «¿Por qué yo soy efímera, oh Zeus? dice la Belleza / Yo no hago bello, dice Zeus, más que lo efímero» (Las Estaciones).

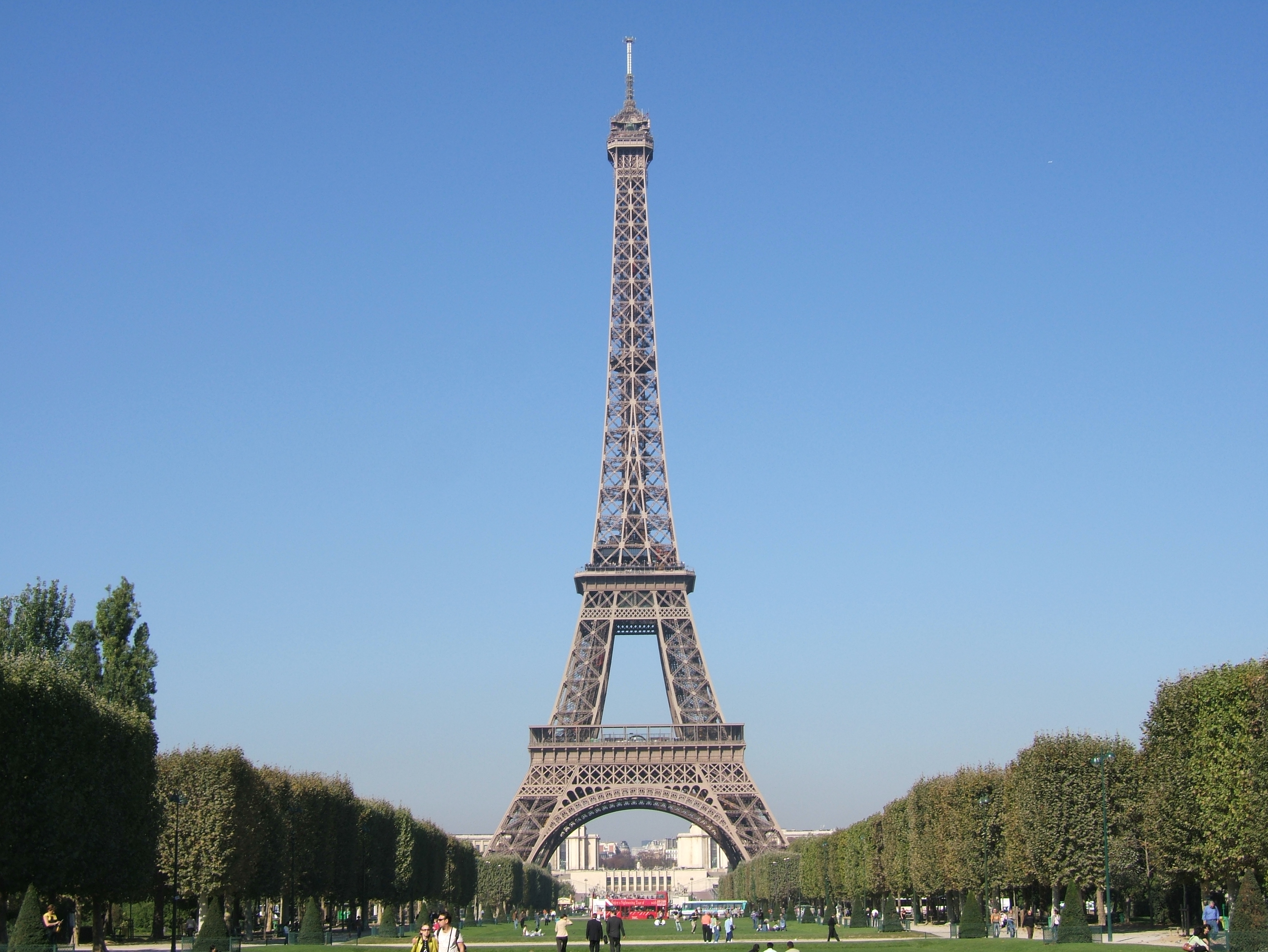
La Torre Eiffel, obra de Alexandre Gustave Eiffel para la Exposición Universal de París de 1889. Aunque se construyó con el propósito de ser perecedera, debido a su éxito se decidió conservarla, llegando a convertirse en un símbolo de la capital francesa.

Aunque diversas manifestaciones que puedan ser consideradas como arte efímero han existido desde los inicios de la expresividad artística del ser humano —incluso podría considerarse como algo inherente a una cierta concepción del arte—, ha sido en el siglo XX cuando estas formas de expresión han adquirido un gran auge. La estética contemporánea ha presentado una gran diversidad de tendencias, en paralelo con la atomización de estilos producida en el arte del siglo XX. Tanto la estética como el arte actuales reflejan ideas culturales y filosóficas que se fueron gestando en el cambio de siglo XIX-XX, en muchos casos contradictorias: la superación de las ideas racionalistas de la Ilustración y el paso a conceptos más subjetivos e individuales, partiendo del movimiento romántico y cristalizando en la obra de autores como Kierkegaard y Nietzsche, suponen una ruptura con la tradición y un rechazo de la belleza clásica. El concepto de realidad fue cuestionado por las nuevas teorías científicas: la subjetividad del tiempo (Bergson), la relatividad de Einstein, la mecánica cuántica, la teoría del psicoanálisis de Freud, etc. Por otro lado, las nuevas tecnologías hacen que el arte cambie de función, ya que la fotografía y el cine ya se encargan de plasmar la realidad. Todos estos factores produjeron la génesis de las nuevas tendencias del arte contemporáneo: el arte abstracto, el arte de acción y conceptual, el arte efímero, donde el artista ya no intenta reflejar la realidad, sino su mundo interior, expresar sus sentimientos.
En el siglo XX movimientos como el futurismo exaltaron el carácter efímero del arte, llegando a escribir Marinetti que «nada me parece más bajo y mezquino que pensar en la inmortalidad al crear una obra de arte» (El Futurismo, 1911). Incluso el arquitecto visionario Antonio Sant'Elia preconizó construir casas que «duraran menos que los arquitectos» (Manifiesto de la arquitectura futurista, 1914). Surgió así una nueva sensibilidad por la cual las obras de arte adquirieron una autonomía propia, evolucionando y transformándose con el tiempo en paralelo a la percepción que el espectador tiene de ellas. En ese contexto, el artista es tan solo un artífice que establece las condiciones para que la obra siga su propio destino.

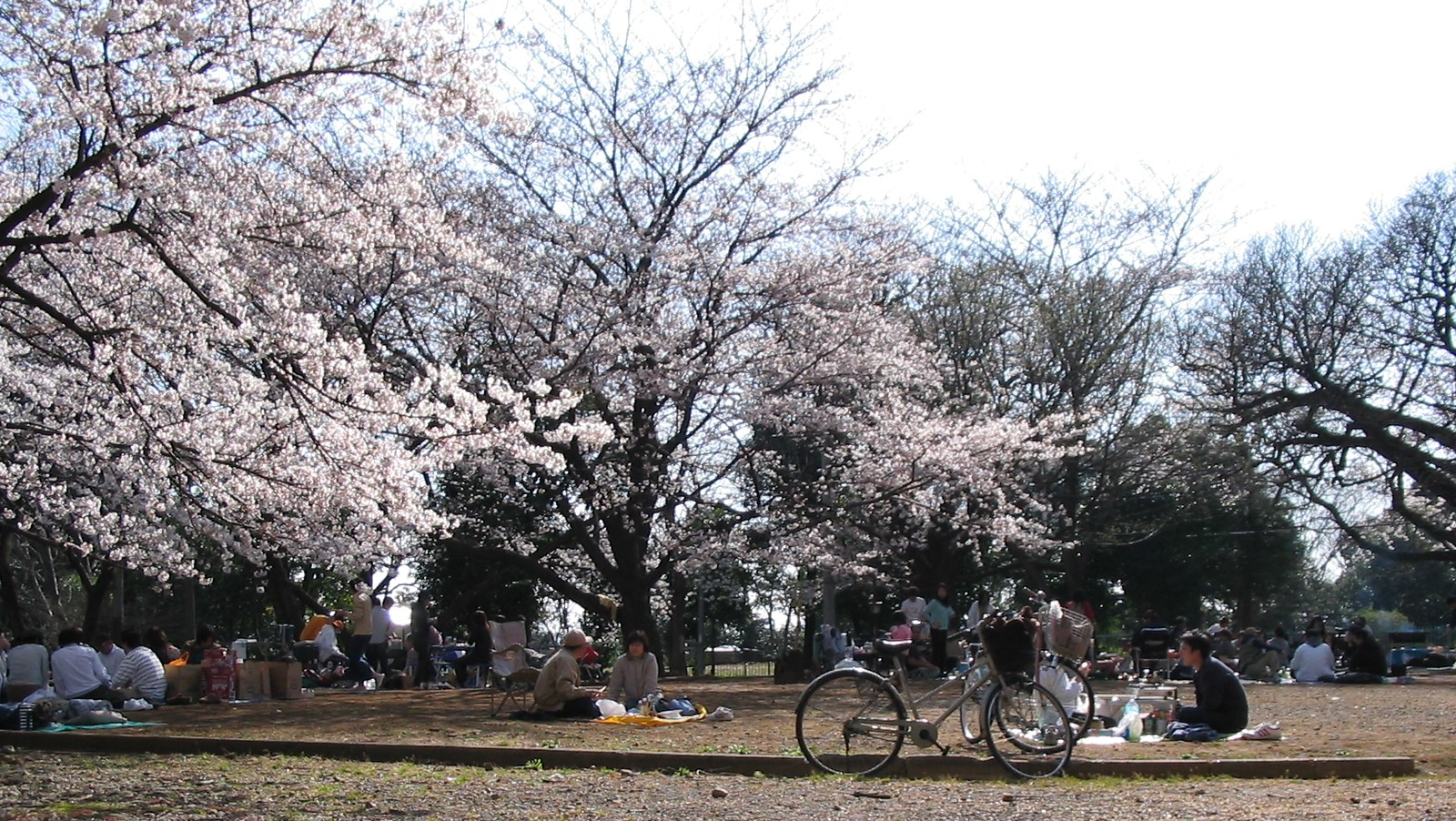
En la Fiesta del Hanami, los japoneses acuden a parques y jardines a observar la belleza de los cerezos en flor.

El arte contemporáneo está íntimamente ligado a la sociedad, a la evolución de los conceptos sociales, como el mecanicismo y la desvalorización del tiempo y la belleza. Es un arte que destaca por su instantaneidad, necesita poco tiempo de percepción. El arte actual tiene oscilaciones continuas del gusto, cambia simultáneamente: así como el arte clásico se sustentaba sobre una metafísica de ideas inmutables, el actual, de raíz kantiana, encuentra gusto en la conciencia social de placer (cultura de masas). En una sociedad más materialista, más consumista, el arte se dirige a los sentidos, no al intelecto. Así cobró especial relevancia el concepto de moda, una combinación entre la rapidez de las comunicaciones y el aspecto consumista de la civilización actual. La velocidad de consumo desgasta la obra de arte, haciendo oscilar el gusto, que pierde universalidad, predominando los gustos personales. De este modo, las últimas tendencias artísticas han perdido incluso el interés por el objeto artístico: el arte tradicional era un arte de objeto, el actual de concepto. Hay una revalorización del arte activo, de la acción, de la manifestación espontánea, efímera, del arte no comercial.
Por último, conviene recordar que la percepción de lo efímero no se aprecia por igual en el arte occidental que en otros ámbitos y otras culturas, de igual manera que no en todas las civilizaciones existe un mismo concepto sobre el arte. Uno de los países donde más se valora el carácter fugaz y momentáneo de la vida y sus representaciones culturales es Japón: el arte tiene en la cultura japonesa un gran sentido introspectivo y de interrelación entre el ser humano y la naturaleza, representada igualmente en los objetos que le envuelven, desde el más ornado y enfático hasta el más simple y cotidiano. Esto se pone de manifiesto en el valor otorgado a la imperfección, al carácter efímero de las cosas, al sentido emocional que el japonés establece con su entorno. Así, por ejemplo, en la ceremonia del té los japoneses valoran la calma y la tranquilidad de ese estado de contemplación que consiguen con un sencillo ritual, basado en elementos simples y en una armonía proveniente de un espacio asimétrico e inacabado. Para los japoneses, la paz y la armonía están asociadas a la calidez y la comodidad, cualidades a su vez que son fiel reflejo de su concepto de la belleza. Incluso a la hora de comer, no importa la cantidad de alimentos o su presentación, sino la percepción sensorial de la comida y el sentido estético que otorgan a cualquier acto.

## Arquitectura
La arquitectura es el arte y técnica de construir edificios, de proyectar espacios y volúmenes con una finalidad utilitaria, principalmente la vivienda, pero también diversas construcciones de signo social, o de carácter civil o religioso. En su proyección tiene un valor primordial la ordenación del espacio, tanto a nivel constructivo como urbanístico, planificando la ubicación del edificio a construir conforme al entorno que le rodea, tanto natural como social. Así pues, el espacio, al ser modificado por el ser humano, se transmuta, adquiere un nuevo sentido, una nueva percepción. Por tanto, el espacio adquiere una dimensión cultural, ligada al desarrollo material de la humanidad, al tiempo que cobra una significación estética, por cuanto es percibido de forma intelectualizada y artística, como expresión de unos valores socioculturales inherentes a cada pueblo y cultura. Este carácter estético puede otorgar al espacio un componente efímero, al ser utilizado en actos y celebraciones públicas, rituales, fiestas, mercados, espectáculos, oficios religiosos, actos oficiales, eventos políticos, etc.
Uno de los ejes vertebradores del espacio para la sociedad humana es la ciudad, que cumple la función de un macroespacio que articula la vida social en todos sus sentidos, desde el más íntimo —como receptáculo de viviendas individuales— hasta el más interrelacionado, con una serie de espacios y edificios públicos destinados a diversas finalidades, como la administración política, el intercambio comercial o el culto religioso. Cada uno de estos ámbitos se traduce en distintas celebraciones y rituales, monumentos y expresiones de poder y riqueza, que fluctúan con el tiempo a través de la moda y los estilos artísticos, confiriendo al espacio urbano una fisonomía particular y característica de cada época y lugar. El espacio urbano es un arte de relación, cada elemento está interrelacionado con otro, es el conjunto el que marca una tendencia o estilo por el que ese espacio es reconocido. Dicha relación tiene un carácter multidisciplinar, ya que son muchos los elementos artísticos que intervienen en la percepción del espacio, desde la arquitectura y sus elementos auxiliares o complementarios (como la pintura y la escultura, o elementos naturales como jardines y fuentes) hasta la propia presencia del ser humano que habita el entorno, con sus vestidos, sus perfumes, sus peinados, sus maquillajes, todo interviene en conferir un carácter particular a cualquier espacio. Una de las características de esta cualidad de relación es la efimeridad, ya que la combinación de factores que intervienen en la percepción estética del espacio es en todo momento única e irrepetible, y no conservable o coleccionable como el resto de obras artísticas conservadas en los museos —factor que ha relegado sin duda las artes efímeras a un segundo plano en la materialista civilización occidental—.
Dentro del espacio urbano se pueden distinguir tres ámbitos principales: el espacio público, el privado y un tercero intermedio, el espacio «restringido», propio de lugares de uso público pero acotados a una zona o construcción concreta, como pueden ser templos, teatros, circos, plazas de toros, estadios de fútbol, etc. En estos espacios se desarrollan fiestas, rituales o eventos públicos que implican una escenificación, la recreación de un ambiente determinado, que confiere a ese espacio unas particularidades únicas y diferenciadas de otro tipo de espacios. Por ejemplo, una catedral tiene una significación religiosa que trasciende la simple arquitectura del edificio, con una ornamentación particular, un ambiente de recogimiento y meditación propiciado por la luz filtrada de las vidrieras y por la velas votivas, por el humo del incienso quemado, los cantos litúrgicos, etc. También existen espacios privados pero diseñados para la asistencia de un público general, como unos grandes almacenes, que presentan unas características particulares encaminadas a incitar al cliente al consumo, como la ausencia de ventanas, la iluminación constante, la temperatura controlada, la música de fondo, y demás elementos que aíslan del exterior y hacen concentrar al público en la mercancía ofrecida.

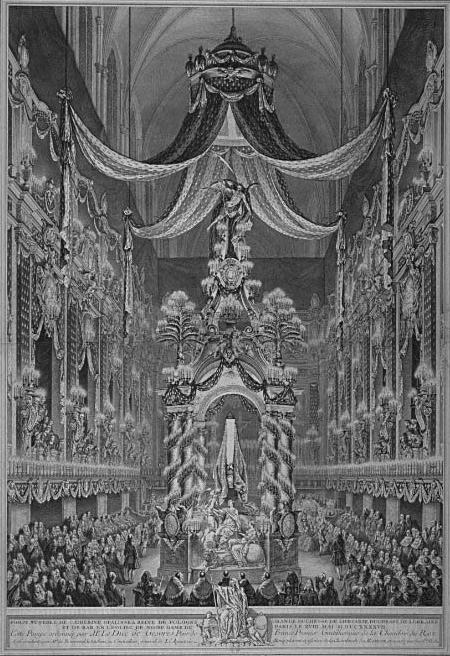
Ceremonia funeraria en honor de Catalina Opalińska, suegra de Luis XV de Francia, celebrada en 1747 en la catedral de Notre Dame de París.

Un importante factor a la hora de considerar el espacio estético es el ocio, los lugares públicos de diversión y esparcimiento, donde se liberan las tensiones originadas en el trabajo y los quehaceres cotidianos. Desde la especialización del trabajo con el surgimiento de la agricultura, determinadas clases sociales se han visto privilegiadas con actividades menos físicas y agotantes, como la política, la religión o las armas, mientras que el resto del pueblo hacía las tareas más pesadas. En el pasado se relacionó estas actividades superiores con la nobleza, que despreciaba el trabajo físico como propio de plebeyos. Para estos estamentos sociales se desarrolló todo un conjunto de actividades y creaciones relacionas con el placer, desde centros lúdicos y de recreo (termas, salas de espectáculo), así como palacios y jardines, hasta vestidos, joyas, perfumes, comidas y bebidas, y todo tipo de fastos para el disfrute personal. En la actualidad, estas barreras se han diluido, y el ocio se ha generalizado en todos los estamentos sociales, que fuera del horario laboral pueden disfrutar de numerosos espacios lúdicos, apareciendo nuevas tipologías como el gimnasio, los bares y discotecas, las salas de cine, los estadios de fútbol, etc.
La efimeridad ha sido una constante en la historia de la arquitectura, si bien hay que distinguir entre las construcciones concebidas para un uso temporal y las que, pese a ser realizadas pensando en su durabilidad, presentan una breve caducidad debido a diversos factores, especialmente la poca calidad de los materiales (madera, adobe), en culturas que no habrían desarrollado suficientemente sistemas sólidos de construcción. De la arquitectura antigua existen pocos documentos de realizaciones pensadas con una duración efímera, más bien al contrario, tanto la arquitectura egipcia como la griega y romana destacan por su monumentalidad y el afán duradero de sus construcciones, especialmente las religiosas. Las construcciones efímeras se dieron especialmente en ceremonias públicas y celebración de victorias militares, o en fastos relacionados con reyes y emperadores. Así, existe un valioso testimonio de un pabellón levantado por Ptolomeo II de Egipto para celebrar un banquete, relatado por Ateneo: «cuatro de las columnas tenían forma de palmeras, mientras que las que estaban en el centro parecían tirsos. Por fuera de las columnas, en tres lados, había un pórtico con un peristilo y techo abovedado, donde podía colocarse el séquito de los invitados. Por dentro, el pabellón estaba rodeado con cortinas purpúreas, salvo los espacios entre las columnas, adornados con pieles de extraordinaria variedad y belleza» (Deipnosophistae, V, 196 y ss.).
El esplendor de la arquitectura efímera se produjo en la Edad Moderna, en el Renacimiento y —especialmente— el Barroco, épocas de consolidación de la monarquía absoluta, cuando los monarcas europeos buscaban elevar su figura sobre la de sus súbditos, recurriendo a todo tipo de actos propagandísticos y enaltecedores de su poder, en ceremonias políticas y religiosas o celebraciones de carácter lúdico, que ponían de manifiesto la magnificencia de su gobierno. Uno de los recursos más frecuentes fueron los arcos de triunfo, erigidos para cualquier acto como celebraciones militares, bodas reales o visitas del monarca a diversas ciudades: existen varios testimonios al respecto, como el arco triunfal en la Porte Saint-Denis para la entrada de Enrique II en París en 1549, el arco en el Pont Nôtre-Dame para la entrada de Carlos IX en París en 1571, el arco de triunfo de Maximiliano I diseñado por Durero en 1513, el arco triunfal para la entrada de Carlos V en Brujas en 1515, el arco para la entrada del príncipe Felipe (futuro Felipe II de España) en Gante en 1549, etc.

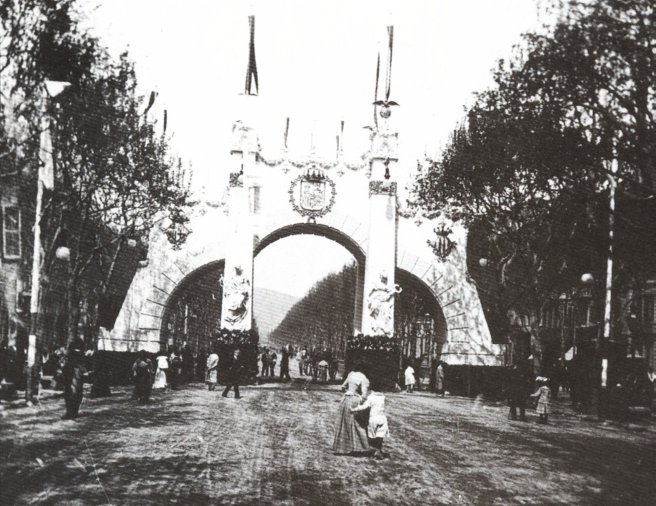
Arco de Triunfo en honor de Alfonso XIII, con motivo de la visita del rey a Barcelona, el 6 de abril de 1904, obra de Enric Sagnier i Villavecchia.

Durante el Barroco, el carácter ornamental, artificioso y recargado del arte de este tiempo traslucía un sentido vital transitorio, relacionado con el memento mori, el valor efímero de las riquezas frente a la inevitabilidad de la muerte, en paralelo al género pictórico de las vanitas. Este sentimiento llevó a valorar de forma vitalista la fugacidad del instante, a disfrutar de los leves momentos de esparcimiento que otorga la vida, o de las celebraciones y actos solemnes. Así, los nacimientos, bodas, defunciones, actos religiosos, o las coronaciones reales y demás actos lúdicos o ceremoniales, se revestían de una pompa y una artificiosidad de carácter escenográfico, donde se elaboraban grandes montajes que aglutinaban arquitectura y decorados para proporcionar una magnificencia elocuente a cualquier celebración, que se convertía en un espectáculo de carácter casi catártico, donde cobraba especial relevancia el elemento ilusorio, la atenuación de la frontera entre realidad y fantasía.

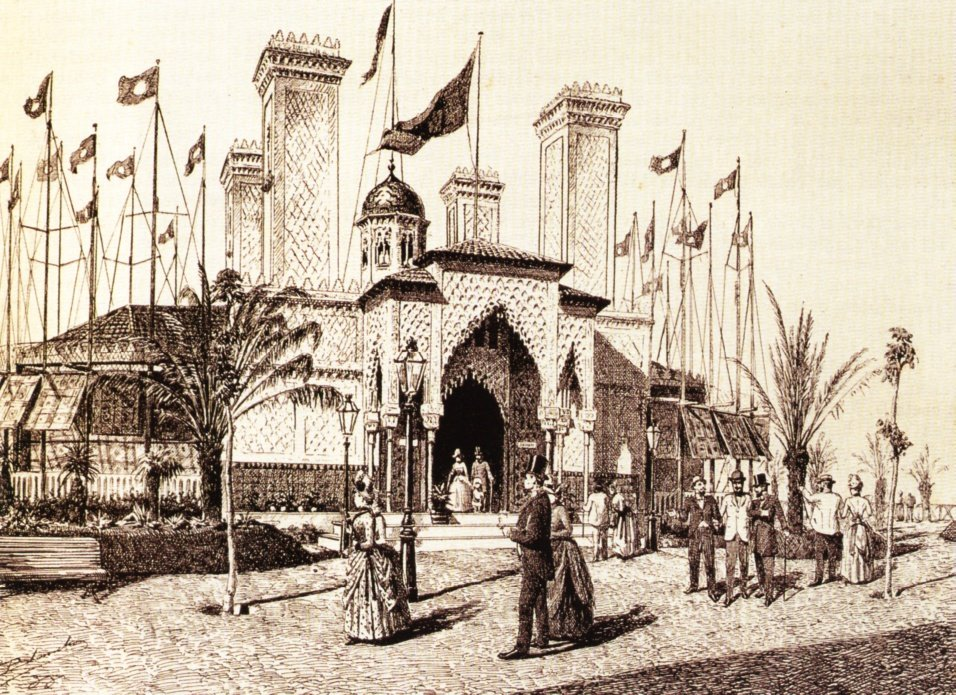
Pabellón de la Compañía Trasatlántica, obra de Antoni Gaudí para la Exposición Universal de Barcelona de 1888.

El arte barroco buscaba la creación de una realidad alternativa a través de la ficción y la ilusión, recurriendo al escorzo y la perspectiva ilusionista, tendencia que tuvo su máxima expresión en la fiesta, la celebración lúdica, donde edificios como iglesias o palacios, o bien un barrio o una ciudad entera, se convertían en teatros de la vida, en escenarios donde se mezclaba la realidad y la ilusión, donde los sentidos se subvertían al engaño y el artificio. Especial protagonismo tuvo la Iglesia contrarreformista, que buscaba con la pompa y el boato mostrar su superioridad sobre las iglesias protestantes, a través de actos como misas solemnes, canonizaciones, jubileos, procesiones o investiduras papales. Pero igual de fastuosas eran las celebraciones de la monarquía y la aristocracia, con eventos como coronaciones, bodas y nacimientos reales, funerales, visitas de embajadores, cualquier acontecimiento que permitiese al monarca desplegar su poder para admirar al pueblo. Las fiestas barrocas suponían una conjugación de todas las artes, desde la arquitectura y las artes plásticas hasta la poesía, la música, la danza, el teatro, la pirotecnia, arreglos florales, juegos de agua, etc. Arquitectos como Bernini o Pietro da Cortona, o Alonso Cano y Sebastián Herrera Barnuevo en España, aportaron su talento a tales eventos, diseñando estructuras, coreografías, iluminaciones y demás elementos, que a menudo les servían como campo de pruebas para futuras realizaciones más serias: así, el baldaquino para la canonización de santa Isabel de Portugal sirvió a Bernini para su futuro diseño del baldaquino de San Pedro, y el quarantore (teatro sacro de los jesuitas) de Carlo Rainaldi fue una maqueta de la iglesia de Santa Maria in Campitelli.

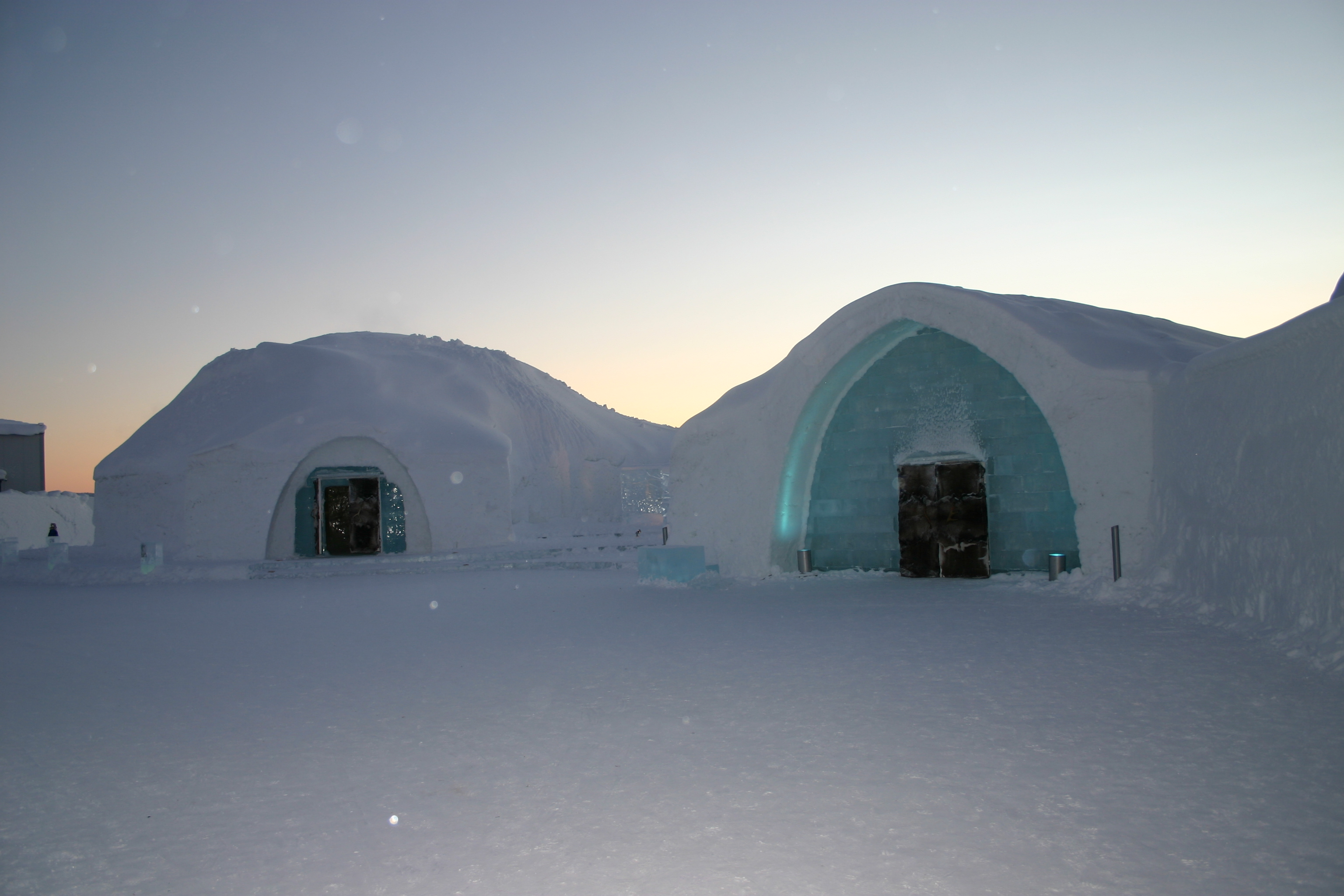
Hotel de hielo de Jukkasjärvi, Suecia.

En la Edad Contemporánea es de destacar el fenómeno de las exposiciones universales, ferias de muestras realizadas en ciudades de todo el mundo que mostraban los adelantos científicos, tecnológicos y culturales a la población, y que se convertían en auténticos espectáculos de masas y en grandes escaparates publicitarios para empresas o países que promocionaban sus productos. Estas exposiciones se realizaban en recintos donde cada país o empresa edificaba un pabellón para promocionarse, que eran edificios o estructuras concebidos de forma efímera para durar tan solo el tiempo que durase la exposición. Sin embargo, muchas de estas construcciones fueron conservadas debido a su éxito o a la originalidad de su diseño, convirtiéndose en un banco de pruebas y de promoción de la obra de numerosos arquitectos. En estas exposiciones se realizaron los primeros experimentos sobre nuevas tipologías y materiales característicos de la arquitectura contemporánea, como la construcción con hormigón, hierro y vidrio, o el importante desarrollo del interiorismo propiciado especialmente por el modernismo. La primera exposición universal tuvo lugar en Londres en 1851, siendo famosa por el Crystal Palace diseñado por Joseph Paxton, un gran palacio de cristal con estructura de hierro, que pese a conservarse fue destruido por un incendio en 1937. A partir de entonces y hasta ahora se han sucedido numerosas exposiciones, muchas de las cuales han revelado grandes realizaciones arquitectónicas, como la de París de 1889, cuando se construyó la Torre Eiffel; la de Barcelona de 1929, que dejó el Pabellón de Alemania de Ludwig Mies van der Rohe; la de Bruselas de 1958, que deparó el Atomium, de André Waterkeyn; la de Seattle de 1962, famosa por el Space Needle; la de Montreal de 1967, con el Pabellón de Estados Unidos en forma de cúpula geodésica, obra de Buckminster Fuller; la de Sevilla de 1992, que legó un parque temático (Isla Mágica) y diversos edificios de oficinas y desarrollo tecnológico (Cartuja 93); o la de Lisboa de 1998, que dejó el Oceanário.
Por último, cabría mencionar el auge desde mediados del siglo XX de la arquitectura en hielo, especialmente en los países nórdicos —como es lógico dado las especiales circunstancias climáticas que requieren este tipo de construcciones—, donde han empezado a proliferar diversas tipologías de edificaciones en hielo como hoteles, museos, palacios y demás estructuras concebidas por lo general para uso público y con carácter lúdico o cultural. Estas construcciones se basan en estructuras tradicionales como el iglú, la vivienda típica de los esquimales, pero han evolucionado incorporando todos los adelantos teóricos y técnicos de la arquitectura moderna. Entre otras edificaciones realizadas en hielo conviene destacar el Hotel de hielo de Jukkasjärvi, en Suecia, construido en 1990 de forma provisional y mantenido gracias al éxito de la iniciativa, siendo redecorado cada año con la participación de diversos arquitectos, artistas y estudiantes de varias disciplinas.

## Elementos naturales

### Jardinería

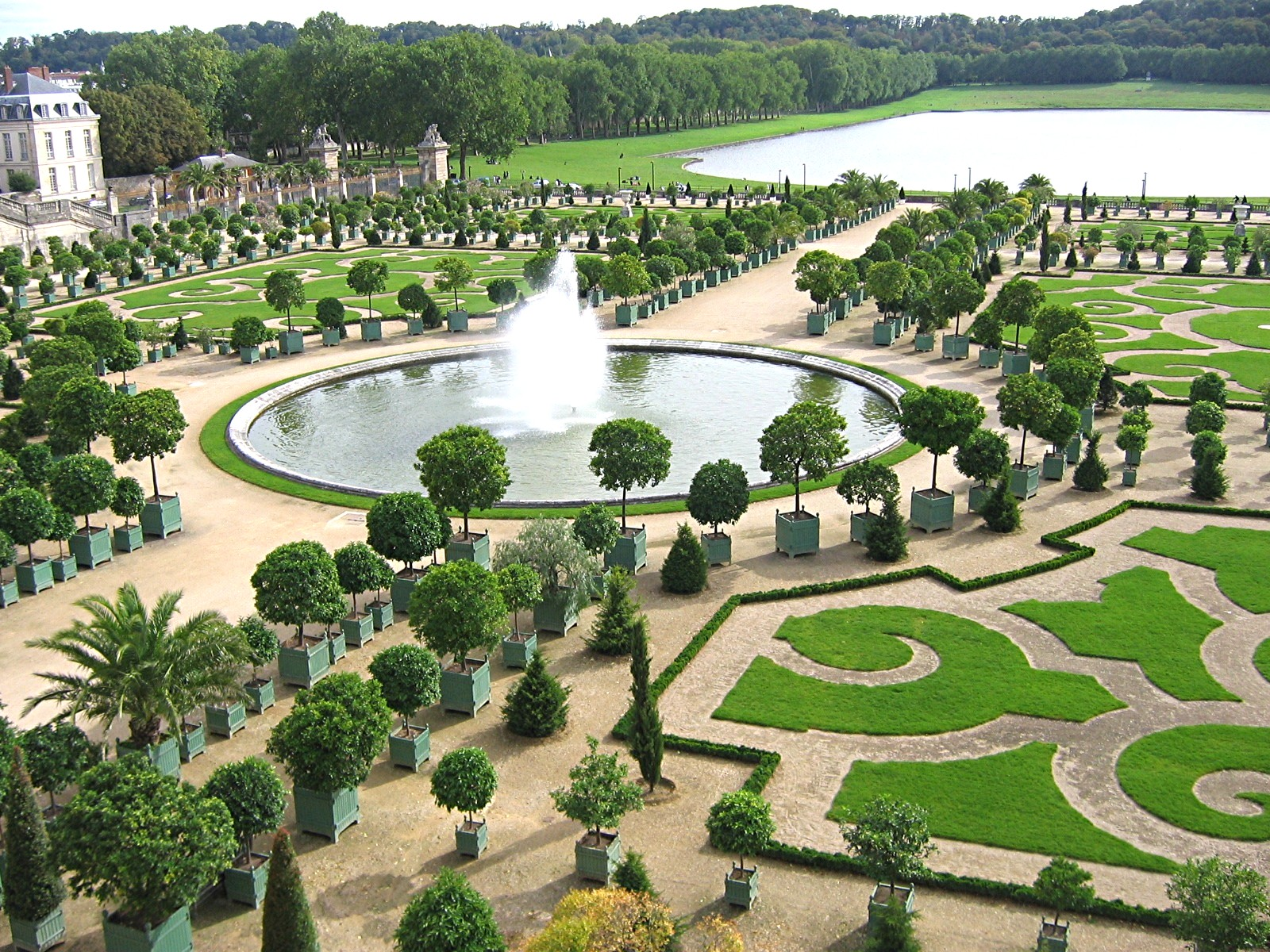
Naranjal, en el palacio de Versalles.

La jardinería es el arte del cuidado y reproducción de las plantas, así como de su ordenación en el espacio, estableciendo un contorno de apariencia estética donde la naturaleza se ve transformada por la acción ordenadora del ser humano. Una consideración especial a la hora de concebir el jardín es que está constituido por elementos vivos (plantas, árboles, flores), por lo se encuentra en continua transformación y evolución, circunstancia a tener en cuenta a la hora de planificar un jardín. El espacio ajardinado, como creación humana, está sujeto a una serie de parámetros sociales y estéticos inherentes a cada pueblo y cada época, pudiendo reflejar una concepción sacra, áulica, aristocrática o popular según su creador, que como cualquier artista trasluce en su obra su particular visión del mundo, reflejo del ambiente que le rodea y del que forma parte indisoluble. Un jardín expresa, comunica, provoca emociones, vivencias. Es una sensación multisensorial, por cuanto incurren en él luces, colores, ruidos, olores, elementos atmosféricos, etc.
El jardín, como la naturaleza en general, tiene para el ser humano un fuerte valor simbólico, relacionado con la vida y los dones que nos proporciona (fruta, madera). Desde antaño la naturaleza ha sido fuente de veneración, y origen de muchos ritos ancestrales y cultos a la fertilidad, algunos de ellos que aún perduran, como la costumbre de hacer fogatas en San Juan (solsticio de verano) o de adornar abetos en Navidad (solsticio de invierno). Muchas religiones tienen entre sus ritos la costumbre de hacer ofrendas florales, costumbre extendida en todos los ámbitos sociales, presente en ceremonias como la boda o el velatorio. En Japón, tiene una especial significación el arte de los arreglos florales (kadō o ikebana), donde no importa el resultado, sino el proceso evolutivo, el devenir en el tiempo (naru), así como el talento demostrado en la perfecta ejecución de los ritos, que denota destreza, así como un empeño espiritual de búsqueda de la perfección. Según el budismo zen, cualquier labor cotidiana trasciende su esencia material para significar una manifestación espiritual, la cual queda reflejada en el movimiento y el paso ritual del tiempo. Este concepto queda perfectamente reflejado en el jardín japonés, que llega a un grado tal de trascendencia donde el jardín es una visión del cosmos, con un gran vacío (mar) que se llena con objetos (islas), plasmados en arena y rocas, y donde la vegetación es evocadora del paso del tiempo. Esta idea de una búsqueda ideal de la belleza, de un estado de contemplación donde se unen el pensamiento y el mundo de los sentidos, es característica de la innata sensibilidad japonesa para la belleza, y queda patente en la fiesta del Hanami, basada en la contemplación de los cerezos en flor.

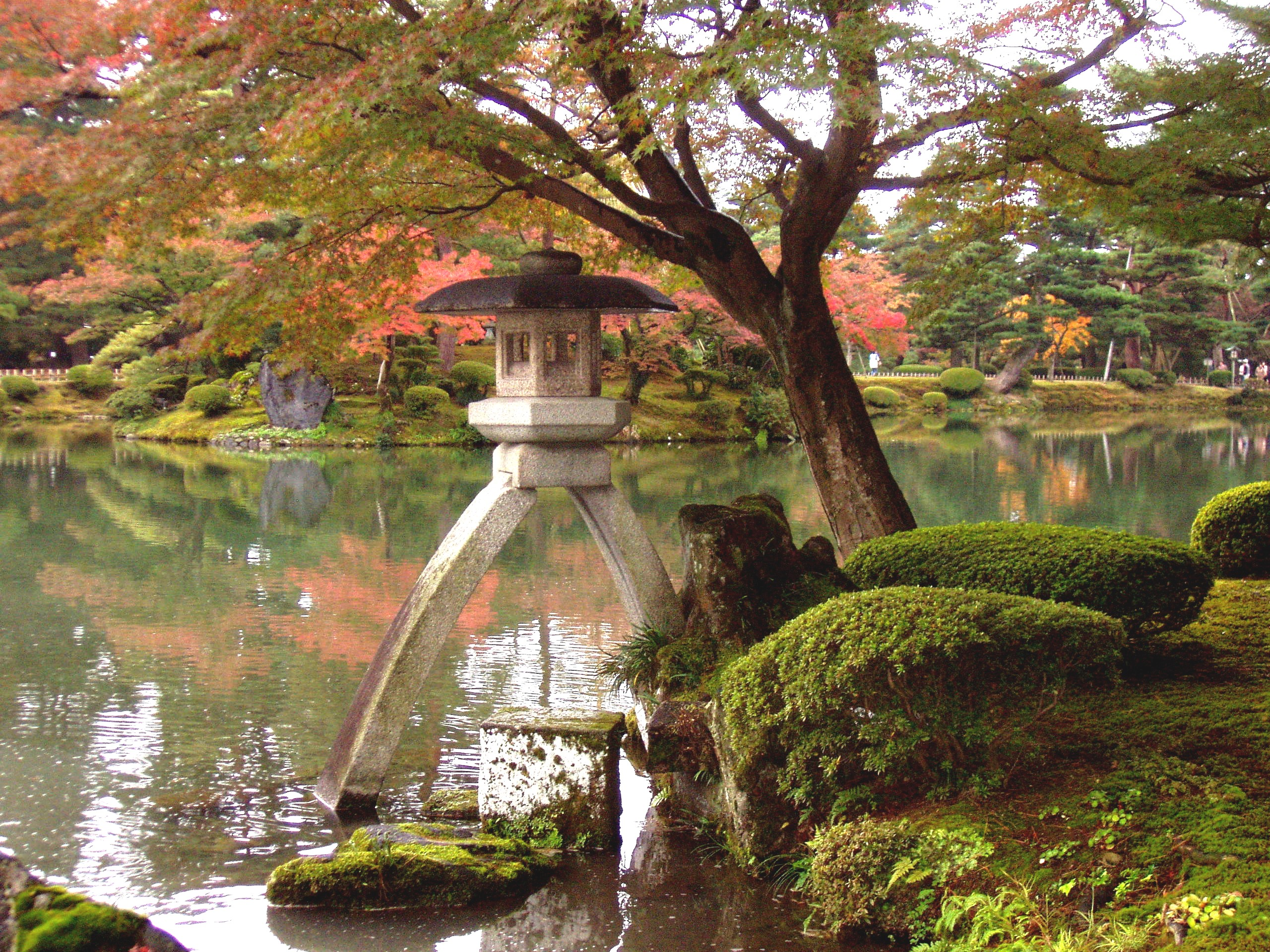
Jardín de Kenroku-en. En la meditación zen, la labor cotidiana es una manifestación espiritual, reflejada en el movimiento y el paso ritual del tiempo.

Para la jardinería es esencial el estudio del terreno para considerar los cultivos más adecuados para su correcto crecimiento. El más idóneo es el suelo vegetal, que combina las mejores características de suelos como el arenoso, de fácil drenación, y el arcilloso, que retiene la humedad y contiene gran cantidad de materia orgánica. Un factor determinante es el clima: las áreas lluviosas favorecen suelos ácidos, y las secas los alcalinos. Estos factores pueden ser corregidos con abonos y fertilizantes, teniendo cuidado de mantener el equilibrio natural de la zona. El segundo elemento a considerar es la vegetación, que será la materia primordial que dará forma y vida al jardín, siendo recomendable un estudio exhaustivo de las plantas más idóneas para cada terreno. Por último, hay que tener especial consideración con el agua y las técnicas de irrigación, de las que dependerá el correcto mantenimiento del jardín, pudiendo muchas veces servir de motivo ornamental, en forma de lagos, fuentes y estanques. Las técnicas relacionadas con la jardinería están basadas en las diversas necesidades que requiere el cuidado del jardín, pudiendo resumirse en riego, escarda, abonado, poda, control de plagas y enfermedades, y renovación de las especies.
El arte de la jardinería tuvo sus inicios en el neolítico, cuando el ser humano abandonó la vida itinerante de cazador-recolector y se volvió sedentario, gracias al desarrollo de la agricultura. Junto a los campos labrados y los huertos de los que dependía su subsistencia, la escenificación de un pequeño espacio de recogimiento estético, generalmente alrededor de la casa, supuso para el ser humano la adecuación de un lugar de solaz y reposo. El origen del jardín parece que se encuentra en la aclimatación de la palmera, que tuvo lugar en Mesopotamia hacia el 3000 a. C., cuya sombra permitía crear espacios de descanso y refresco. Los primeros jardines fueron seguramente de carácter religioso, en torno a santuarios donde se celebraban ritos de fecundidad. En las antiguas civilizaciones (Egipto, Mesopotamia) está documentada la presencia de jardines, como se detalla en el papiro Rhind o en los relieves del palacio de Senaquerib y de la sinagoga de Cafarnaúm. Descollaron entonces los jardines colgantes de Babilonia, una de las siete maravillas del mundo antiguo, mandados construir por Nabucodonosor II en el siglo VI a. C., dispuestos en terrazas al modo de los zigurats sumerios. En Egipto, los jardines o vergeles tenían una disposición geométrica, y se caracterizaban por el uso abundante de agua, que cobró por primera vez una función ornamental, con estanques donde crecían flores acuáticas como el papiro y el loto, como se constata en la excavaciones arqueológicas de Tell el-Amarna.
En Grecia el jardín tenía un carácter sagrado, situándose por lo general en torno a los templos, aunque no han llegado testimonios de que fuesen concebidos bajo alguna planimetría especial. En Roma, aunque también había jardines sagrados, su función pasó a ser laica y ornamental, recibiendo la influencia de los jardines orientales, así como de los griegos no por sus modelos reales, sino por su reflejo en la pintura griega de paisaje. Por lo general, el jardín estaba vinculado a la domus, la casa prototípica romana, donde era habitual un pórtico de entrada ornamentado con esculturas, que daba acceso a un jardín de vegetación mediterránea. El trabajo de la jardinería se especializó, surgiendo la figura del topiario o paisajista, encargado de la concepción tanto material como intelectual y estética del jardín.
La jardinería tuvo un gran desarrollo en la cultura islámica, que valoraba sobremanera el espacio estético proporcionado por el jardín, evocador del Paraíso terrenal. El jardín islámico fue heredero del jardín persa, del que hay testimonios que lo sitúan con anterioridad incluso al jardín egipcio, y del que han llegado relatos como el de Jenofonte del parque de Sardes construido por Ciro, o del Libro de los reyes de Ferdousí, que describe el parque de 120 hectáreas construido por Cosroes II en Firuzabad, dividido en cuatro zonas separadas por dos ejes perpendiculares, simbolizando los cuatro ríos del Paraíso, elemento que sería recreado con asiduidad por el jardín islámico. Los abásidas construyeron grandes parques con jardines y pabellones de recreo en Bagdad y Samarra, en torno al año 750. Esta planimetría pasó a la España musulmana, como en los jardines de Medina Azahara, de la Alhambra de Granada y del Alcázar de Sevilla. Posteriormente surgió el agdal, mezcla de jardín y huerto, otorgando una especial importancia a los árboles frutales, con una gran alberca para irrigación, como en la villa imperial de Marrakech y el Estanque de los Aglabitas en Cairuán. En el siglo XV destacaron los jardines mongoles, como los construidos por Tamerlán en Samarcanda, con planimetría de chahar bagh («jardín cuádruple»), de forma geométrica y rodeados de muros. Esta tipología se dio también en el Imperio mogol de la India, con ejemplos notables como Fatehpur Sīkrī y el Taj Mahal.
En la Edad Media el jardín doméstico cayó en desuso, perviviendo principalmente en los recintos monásticos, donde en el claustro se solía situar un jardín y un pozo de agua, y servía de lugar de recogimiento para los monjes. Por iniciativa de san Bernardo de Claraval surgió el llamado hortus conclusus, un tipo de jardín donde se cultivaban árboles frutales y plantas medicinales, anteponiendo el pragmatismo a la estética. El jardín laico era de pequeñas proporciones, estructurado generalmente a partir del huerto, alrededor de una fuente o estanque, con bancos de piedra para sentarse. En algunos jardines de palacios reales surgió la costumbre de alojar animales como patos, cisnes o pavos reales, convirtiéndose algunas veces en pequeños zoológicos que podían albergar animales más exóticos, como leones y leopardos, como en el Jardín de la Reina del Palacio Real Menor de Barcelona.

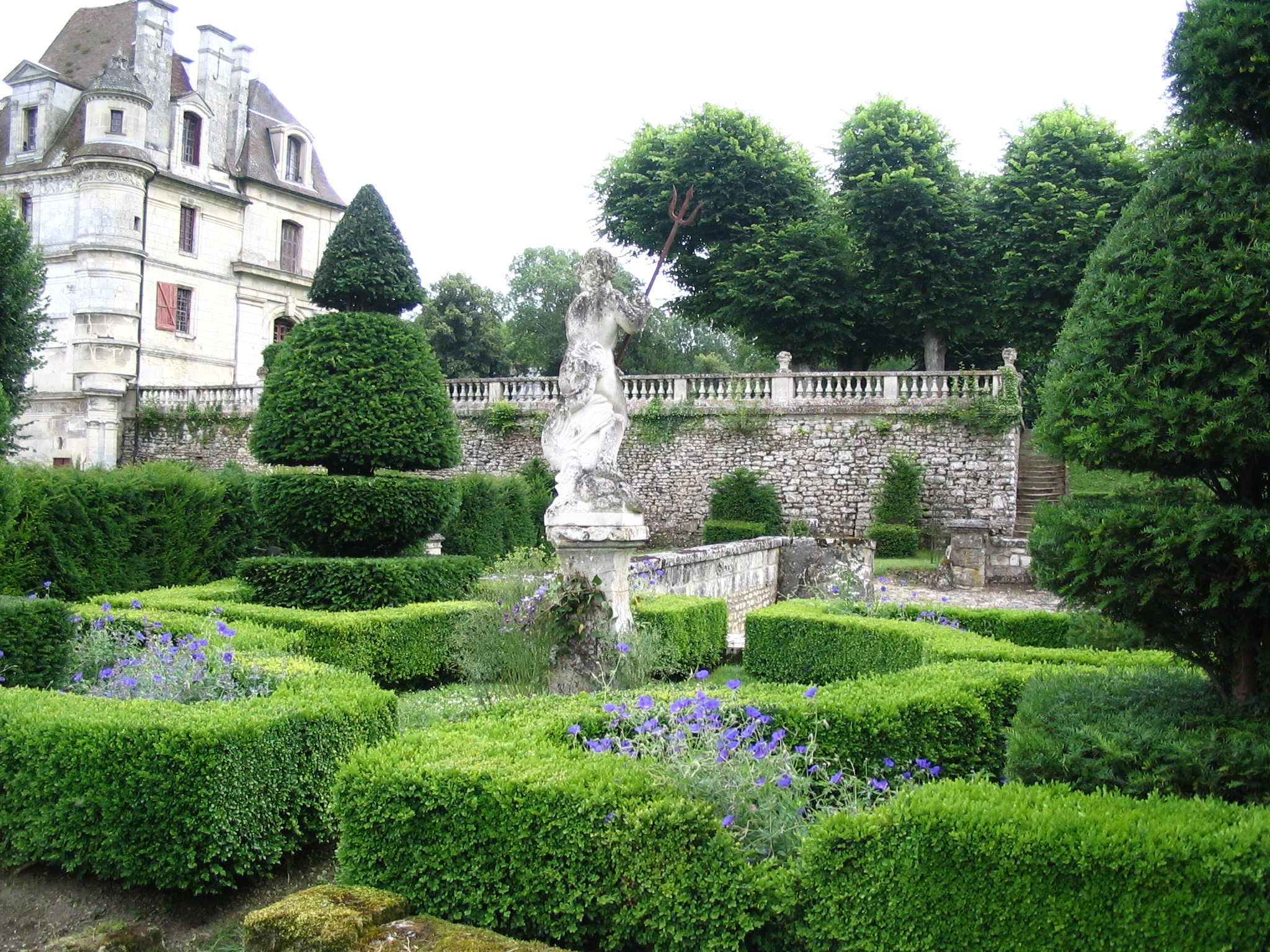
Jardín del Château d'Ambleville, Francia.

En el Renacimiento la jardinería cobró un nuevo vigor, en paralelo al impulso otorgado a todas las artes en esta época, principalmente gracias al mecenazgo de nobles, príncipes y altos cargos de la Iglesia. El jardín renacentista se inspira en el romano, en aspectos como la decoración escultórica o la presencia de templetes, ninfeos y estanques. Los primeros ejemplos surgieron en Florencia y Roma, regiones con una orografía accidentada y grandes desniveles de terreno, lo que originó el efectuar estudios previos de índole arquitectónica para planificar la estructura del jardín, originando la arquitectura paisajística. Un ejemplo de ello son los Jardines del Belvedere en Roma, proyectados por Bramante en 1503, el cual resolvió los desniveles con un sistema de terrazas, a las que se accede por amplias escalinatas y que están rodeadas de balaustradas, esquema que pasaría a ser típico del jardín italiano. Se otorgó una especial importancia a la obra hidráulica, con estanques y fuentes de gran complejidad, como los de la Villa de Este en Tivoli, diseñados por Bernini. Estos diseños pasaron al resto de Europa, donde destacan por su magnificencia los jardines franceses, como los de los castillos de Amboise, Chambord y Villandry. En Francia era costumbre subdividir el jardín en diversas zonas especializadas (jardín geométrico, medicinal, silvestre), así como la construcción de canales que permitían el paseo en barca. En esta época comenzó la costumbre de recortar los setos, apareciendo los primeros jardines en forma de laberinto. También hay que resaltar la llegada de nuevas especies gracias al descubrimiento de América, lo que favoreció la apertura de jardines botánicos dedicados al estudio y catalogación de las plantas.
Durante el Barroco la jardinería estuvo muy vinculada a la arquitectura, con diseños racionales donde cobró preferencia el gusto por la forma geométrica, cuyo paradigma fue el jardín francés, caracterizado por mayores zonas de césped y un nuevo detalle ornamental, el parterre, como en los Jardines de Versalles, diseñados por André Le Nôtre. El gusto barroco por la teatralidad y la artificiosidad conllevó la construcción de diversos elementos accesorios al jardín, como islas y grutas artificiales, teatros al aire libre, menageries de animales exóticos, pérgolas, arcos triunfales, etc. Surgió la orangerie, una construcción de grandes ventanales destinada a proteger en invierno naranjos y otras plantas de origen meridional. El modelo de Versalles fue copiado por las grandes cortes monárquicas europeas, con exponentes como los jardines de Schönbrunn (Viena), Charlottenburg (Berlín), La Granja (Segovia) y Petrodvorets (San Petersburgo).
Entre el siglo XVIII y el XIX se impuso el jardín inglés, que frente al geometrismo del italiano y el francés defendía una mayor naturalidad en su composición, interviniendo únicamente en una serie de detalles ornamentales, como templetes o pérgolas, o incluso la colocación de ruinas —naturales o artificiales—, en consonancia con los conceptos románticos de lo sublime y lo pintoresco, como en Regent's Park, de John Nash, o Kew Gardens, de William Chambers). Gracias al colonialismo se introdujeron especies exóticas provenientes de lugares como China y la India. Los muros de cerramiento se sustituyeron por canalizaciones de agua o por grandes setos o grupos de árboles como cedros y cipreses. Se buscaba la variedad cromática, combinando árboles perennes con otros caducifolios. En el siglo XIX tuvo un gran auge el urbanismo, con la adecuación de zonas verdes dentro de las ciudades. Se puso de moda entonces el jardín mediterráneo, que combinaba elementos clásicos con una cierta influencia del jardín islámico, como en el parque de María Luisa de Sevilla, de Jean-Claude Nicolas Forestier, el de Montjuïc de Barcelona, de Forestier y Nicolau Maria Rubió i Tudurí, o el Parque Güell de Barcelona, de Antoni Gaudí. En el siglo XX surgió —principalmente en Norteamérica y los países del norte de Europa— el wild-landscape, tendencia que buscaba respetar al máximo la naturaleza, con extensos bosques y grandes lagos, como el Stanley Park de Vancouver y el Central Park de Nueva York. Las últimas décadas se han caracterizado por el eclecticismo, tomando elementos de las diversas tradiciones que se han sucedido en jardinería a lo largo del tiempo, como los Jardines Billy Rose de Jerusalén, diseñados por Isamu Noguchi.

### Agua

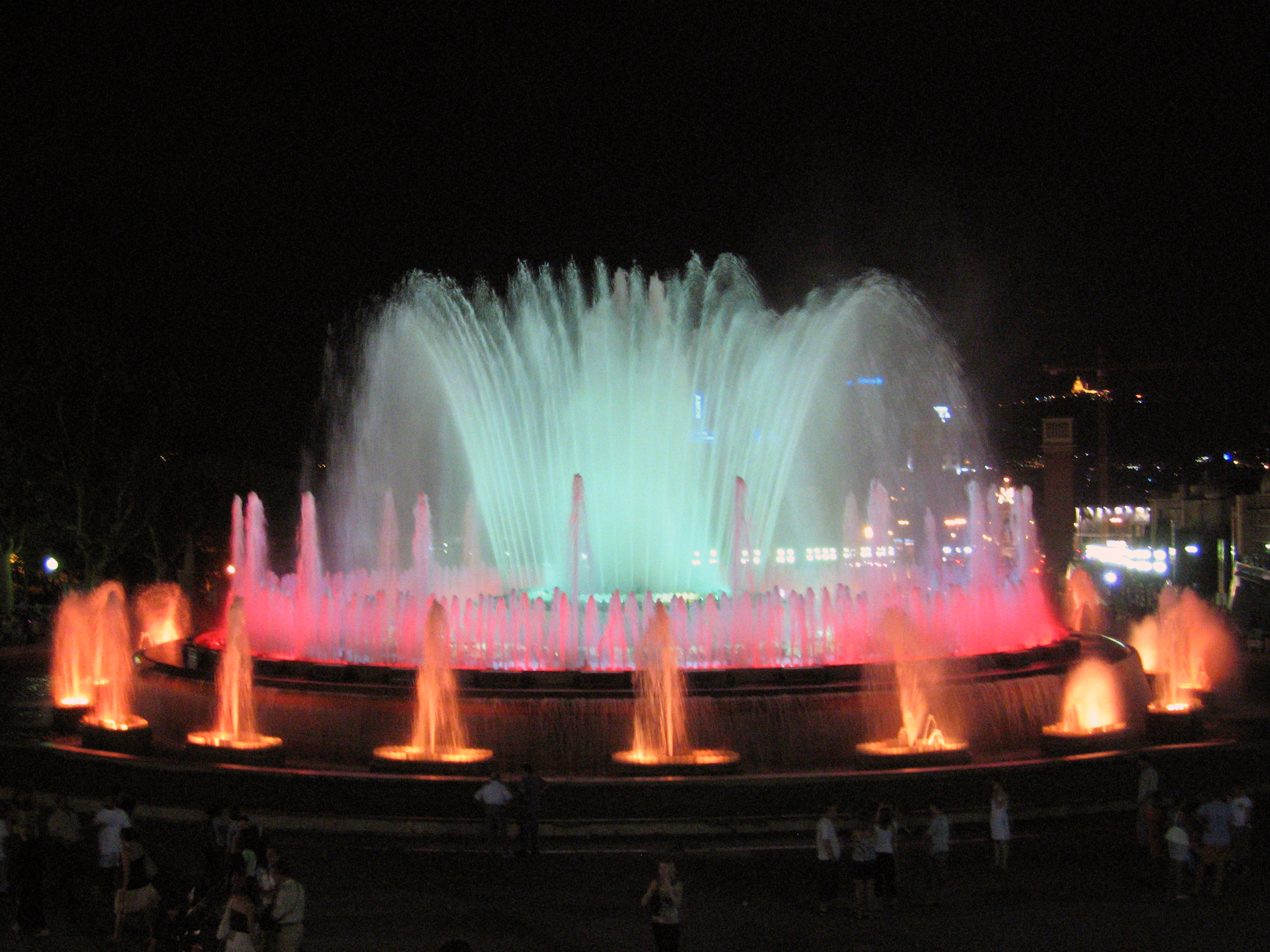
Fuente Mágica de Montjuïc (Barcelona), obra de Carles Buïgas.

El agua es un elemento indispensable para la vida, y forma parte de la naturaleza tanto en estado líquido como sólido y gaseoso, siendo uno de los principales factores modeladores del relieve terrestre. Al ser un bien indispensable para el ser humano, desde sus orígenes ha formado parte de su visión cosmogónica del mundo, estando presente en sus ritos y siendo personificada en deidades. El agua está presente en la vida cotidiana en múltiples aspectos, como la alimentación, la higiene, el transporte, la irrigación de campos de donde se obtienen alimentos, la obtención de energía, etc. Para su manipulación y conservación se han creado toda una serie de objetos y construcciones, desde vasos, ollas y demás objetos de menaje, hasta puentes, acueductos, termas, pozos, fuentes o estanques. Así, al ser un elemento de una presencia constante en la vida del individuo, y dadas sus múltiples propiedades tanto sensoriales como expresivas y formales, el agua se ha convertido a menudo en un factor estético presente en diversas facetas de la creatividad humana.
El agua, como fluido, tiene como principal característica el movimiento, es un elemento que se adapta al entorno y transcurre por él, adquiriendo una dimensión temporal que no tiene otro tipo de materias. El movimiento del agua tiene en el ser humano un efecto sugestivo, fascinante, ante la observación del oleaje marino, de las ondas de un estanque o un surtidor de agua, la persona que observa siente la evocación del paso del tiempo, de un estado de trascendencia. El agua tiene cualidades visuales y sonoras, siendo la luz uno de los principales factores en su incidencia con el medio líquido, así como las propiedades reflectoras de la superficie del agua inciden en su percepción visual. La naturaleza del agua puede percibirse de diversas formas, siendo las principales el estado en reposo, fluir, brotar o precipitarse, factores que influyen en la velocidad y presión del agua.
Desde la prehistoria, el agua ha tenido para el ser humano una connotación sobrenatural, espiritual, como elemento purificador y generador de vida, como se constata en la ceremonia del bautismo. El agua ha estado presente en muchos mitos y leyendas relacionadas con divinidades (Osiris, Indra, Afrodita, Orfeo, Aquiles); los griegos tenían numerosas divinidades acuáticas, desde Poseidón hasta las oceánides, las náyades, las nereidas y los tritones, o animales mitológicos como las sirenas. En la Biblia hay numerosos pasajes relacionados con el agua, como el Diluvio Universal, Moisés separando las aguas del mar Rojo, Juan el Bautista bautizando en el río Jordán, etc. Por otro lado, el carácter móvil del agua hace que sugiera un viaje, por lo que a menudo se ha identificado con el viaje de la vida, cuyo fin es la muerte. El agua se ha relacionado igualmente con el cuerpo humano, siendo corriente en numerosas culturas el simbolismo de la mujer identificada con un vaso, un recipiente de vida. Esta relación queda ejemplificada también en las fuentes antropomorfas, y en ceremonias consistentes en verter agua u otros líquidos (vino, leche) sobre el cuerpo. En numerosas religiones también es costumbre hacer abluciones purificadoras antes de orar o de acceder a espacios de culto.

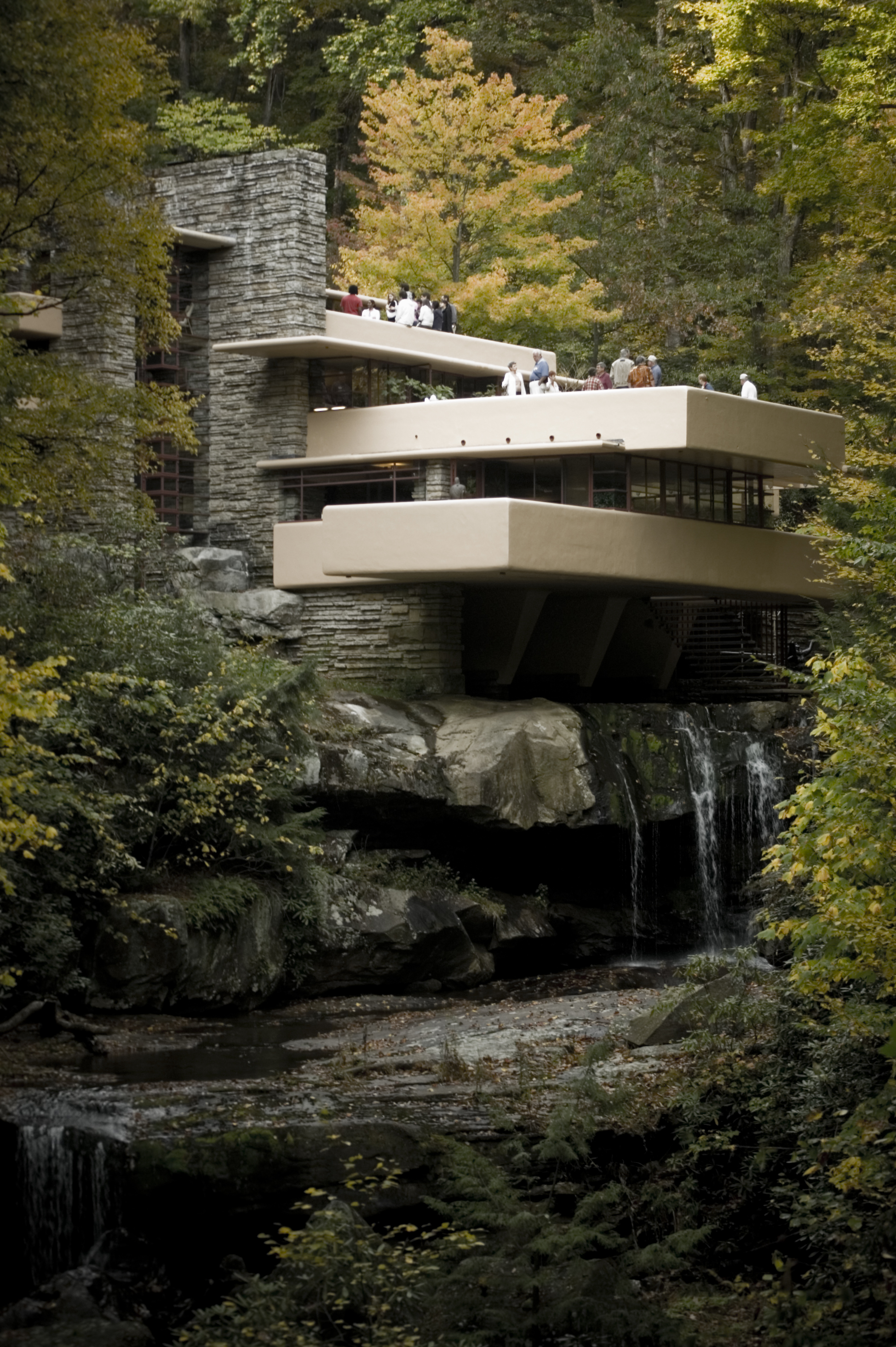
Casa de la Cascada (1939), de Frank Lloyd Wright, Bear Run, Pensilvania.

Una de las principales propiedades del agua es su función como elemento transformador del paisaje, gracias sobre todo a su propiedad erosiva, originando auténticas «obras de arte de la naturaleza» que, pese a su origen natural, el ser humano contempla como si fuese una realización artificial, descubriendo en la acción de la naturaleza unas obras de singular belleza: las cataratas del Niágara o del Iguazú, el Salto Ángel, los géiseres del Parque de Yellowstone, o las cuevas del Drach, son observadas por el ser humano como objetos artísticos, a los que otorga un tipo de percepción de carácter estético. Asimismo, el agua condiciona el hábitat humano, por cuanto es un elemento indispensable para la subsistencia, por lo que desde su sedentarización en el período neolítico el ser humano ha buscado asentamientos con una constante provisión de agua, generalmente junto a ríos, fuentes o lagos. El agua condiciona en muchos casos la construcción de edificios y viviendas, pues en su forma de lluvia también influye en la forma que deben tener, así como en canalizaciones para su evacuación y, eventualmente, recogida en depósitos.
El agua ha tenido una gran relación con la arquitectura, tanto en canalizaciones de riego como suministro a las ciudades (acueductos), lugares de higiene (baños, termas), en su relación con los transportes (puentes) o su aprovechamiento como energía (diques, presas, centrales hidráulicas). Una de las primeras civilizaciones que aprovechó al máximo las propiedades del agua fue Roma, que acometió grandes obras de ingeniería y arquitectura civil buscando el máximo confort para sus ciudadanos. Otra cultura que supo sacar el máximo partido a todo lo relacionado con el agua fue la islámica, donde el agua cumple una función tanto práctica como simbólica y religiosa, especialmente en sus jardines con estanques y canales que personifican los cuatro ríos del Paraíso, y que aprovechan todos los recursos derivados del agua, tanto los visuales como los sonoros y ambientales, destacando los reflejos de arquitectura en el agua, que la duplica y magnifica. Durante el Renacimiento se produjeron numerosos avances teóricos y prácticos, especialmente en el terreno de la hidrostática y la hidrodinámica, gracias a los estudios de Leonardo Da Vinci, Galileo Galilei y Simon Stevin. Leonardo fue autor de un Tratado del agua, opinando que el ser humano actúa sobre la naturaleza transformándola, imitándola y dominándola. Estos conceptos se materializaron en el jardín señorial renacentista, diseñados no solo como lugares físicos sino como espacios lúdicos y de celebración efímera, donde el agua jugaba un importante papel en forma de fuentes, estanques y surtidores, concebidos muchas veces como elementos alegóricos de exaltación de la clase dominante, que es la que puede permitirse este tipo de lujos. En tiempos más recientes, el agua ha sido considerada un elemento más de la composición arquitectónica, estructurando los edificios conforme a su situación en la naturaleza, como parte integrante del paisaje, como la Casa de la Cascada de Frank Lloyd Wright, en Bear Run (Pensilvania), o el refugio de Muratsalo de Alvar Aalto, construido sobre un lago. César Manrique concibió una arquitectura orgánica adaptada a la isla de Lanzarote, donde vivía, poniendo especial atención en aspectos como las formaciones marinas y las aguas subterráneas, como en el complejo de los Jameos del Agua (1965-1968). Aparte de las construcciones concebidas en un entorno acuífero, el agua puede estar presente de forma ornamental en numerosas construcciones, siendo parte resaltante del propio edificio, como en el Pabellón de Alemania de la Exposición Internacional de Barcelona (1929), de Ludwig Mies van der Rohe. Otro arquitecto que ha usado el agua como parte integrante de sus diseños ha sido Carlo Scarpa, como se denota en el Palacio Querini Stampalia en Venecia (1961-1963) o el cementerio de San Vito d'Asolo (1970-1972).
Otro arte relacionado con el agua es la escultura, especialmente por lo que se refiere a fuentes y surtidores. La ornamentación de las fuentes comenzó de forma asidua en el Renacimiento, especialmente en los jardines señoriales, donde se recreaban numerosas figuras de inspiración mitológica o alegórica, siendo frecuente además la presencia de grutas artificiales donde se solían ubicar autómatas accionados de forma hidráulica, como en la gruta del Mugnone en Pratolino, o la de los Animales en Villa di Castello. En las ciudades italianas se construyeron grandes grupos escultóricos para decorar fuentes, como la Fuente de Neptuno en Florencia o la de Piazza Navona en Roma, costumbre que pasó al resto de países, como se percibe en las fuentes de los Jardines de Versalles, o de los Reales Sitios españoles. Con la introducción de la electricidad a nivel urbano, entre los siglos XIX y XX, las fuentes cobraron un elemento añadido, la luz, siendo uno de los ejemplos más notables la Fuente Mágica de Montjuïc en Barcelona, obra de Carles Buïgas, que en su inauguración en 1929 asombró al público por su fantástico juego de luces y surtidores de agua; aún hoy es una obra emblemática de la capital catalana, donde suelen celebrarse espectáculos piromusicales en las fiestas de la Mercè y todos los fines de semana del año se ponen en marcha en un recital de agua, luz, color y música (añadida a finales de los años 1980). En relación con las últimas tendencias artísticas, el agua ha tenido una especial relación con el arte cinético, gracias a sus propiedades maleables y de movimiento natural, pasando a ser la materia escultórica de obras concebidas expresamente para este medio, como el Ballet de los surtidores de agua de Alexander Calder (para la Feria Internacional de Nueva York de 1938), las «fuentes escultóricas cinéticas» de Naum Gabo (como la del Hospital de Santo Tomás en Londres), o la obra de Gyula Kosice, uno de los artistas más interesados en otorgar movimiento a la escultura a través del agua, como en Vibración del espectro del agua (1962-1963), Lenguaje cifrado del agua (1963) o Hidromural móvil, en el Embassy Center de Buenos Aires. También cabe mencionar la reciente introducción de la tecnología informática para el control de las fuentes, como la Memorial Fountain de Detroit, diseñada por Isamu Noguchi.

### Fuego: la pirotecnia

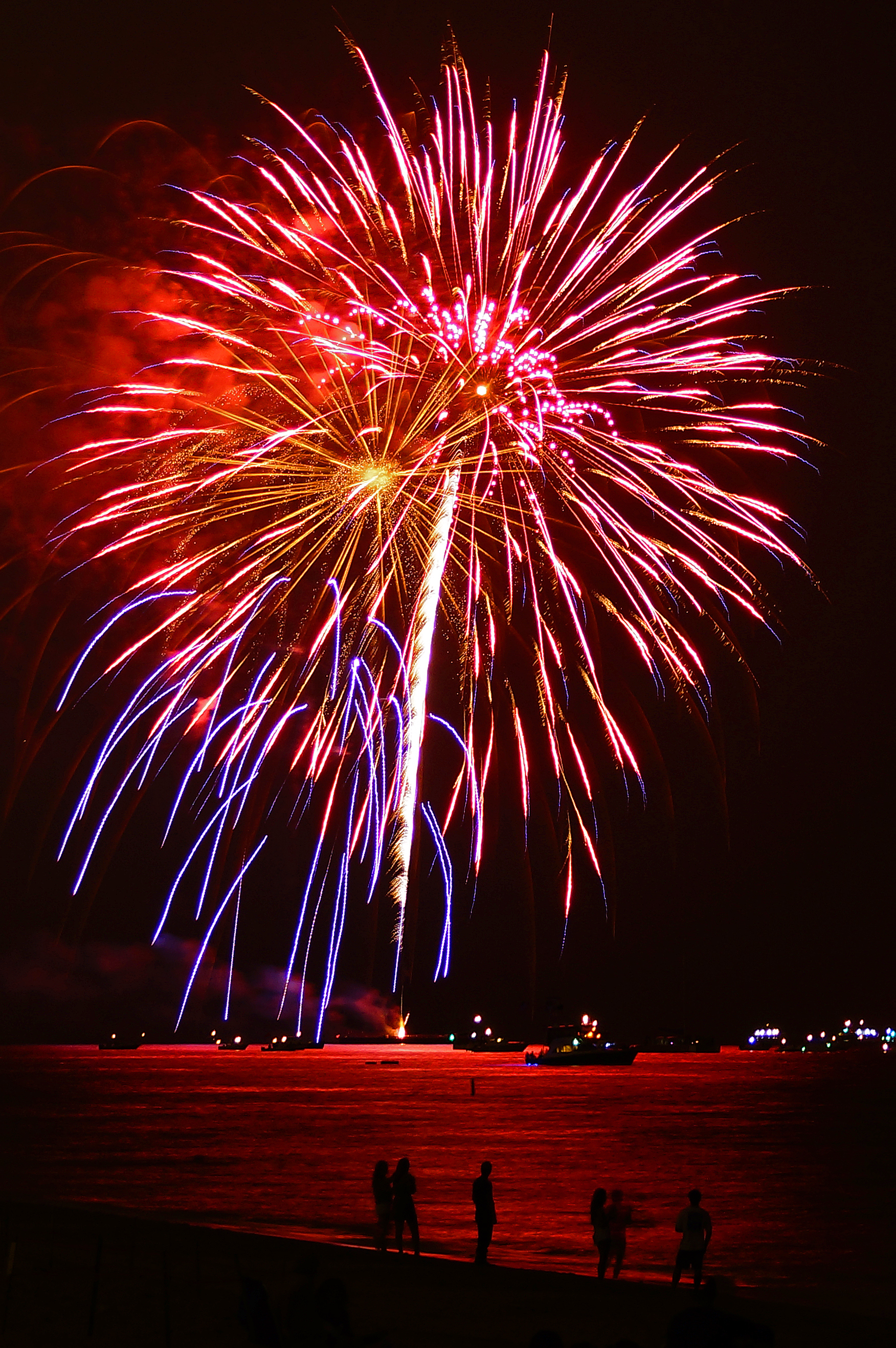
Espectáculo pirotécnico.

La pirotecnia es el «arte del fuego» (del griego πυρός, «fuego», y τέχνη, «arte»), realizado mediante la obtención y dominio del fuego con procesos químicos («fuegos artificiales»). Utilizada tanto en el terreno civil como el militar, hoy día la pirotecnia se asocia generalmente con celebraciones y actos festivos, donde el fuego es un medio de expresión que manifiesta —como la pintura— unos valores cromáticos, desarrollado en el espacio adquiriendo un carácter tridimensional —como la escultura—. El espectáculo pirotécnico presenta múltiples variantes sensitivas, desde las visuales hasta las auditivas y olfativas, al tiempo que su carácter temporal lo convierte en un evento de marcada efimeridad.
El fuego ha sido desde antaño uno de los elementos que más ha atraído al ser humano, por su vistosidad y su naturaleza a la vez material y etérea, al tiempo que su función práctica como fuente de calor y para cocinar alimentos lo ha convertido en un elemento esencial en la vida humana. Desde la prehistoria se ha asociado el fuego con la magia y con multitud de rituales y celebraciones, y muchas divinidades y personajes mitológicos están relacionados con el fuego (Mitra, dios del sol y el fuego; Prometeo, que robó el fuego a los dioses para darlo a los hombres; Yahvé mostrado a Moisés como zarza ardiente). Aún hoy en día se siguen realizando ritos relacionados con el fuego, como las hogueras de san Juan en el solsticio de verano, o la costumbre de encender velas en las iglesias o de quemar incienso, cuyo humo se considera un mediador entre el mundo terrenal y el sobrenatural. Por otro lado, según la creencia popular el fuego espanta a los demonios y los malos espíritus, creencia que está en el origen de numerosos festivales ígnicos, como las fallas, las Hogueras de Alicante, los disparos de los trabucaires en las fiestas populares catalanas, el chupinazo de las fiestas de San Fermín, etc.
La pirotecnia es un arte temporal, que se genera y consume en un breve lapso de tiempo, requiriendo una percepción instantánea similar a la audición de la música, la lectura de una poesía o la contemplación de un espectáculo escénico. Así pues, como las otras artes ha tenido una evolución estética paralela a las formas culturales vigentes en cada período histórico: durante la Edad Media y la Moderna su concepción ha sido básicamente figurativa, basada en la iconografía del extracto cultural imperante en cada momento (religión en el Medievo, mitología en el Renacimiento, exaltación áulica en el Barroco); en cambio, en época contemporánea la pirotecnia ha tendido hacia la abstracción y la expresión cinética y gestual, como fiel reflejo de una época donde se valora más la expresividad del artista que no la realización material de la obra de arte. En la actualidad, en el espectáculo pirotécnico se valora más la pureza del fuego de artificio que no la elaboración de unas determinadas formas, en una conjunción de luz, color, humo y sonido que crean una atmósfera especial que embriaga y seduce al espectador por sus cualidades intrínsecas, sin la necesidad de ornamentos adicionales.
Los fuegos artificiales están basados en combinaciones químicas, por lo que es esencial el dominio de esta materia para su correcta confección, debiéndose extremar el manejo de los productos pirotécnicos por parte de un personal cualificado. La base de un fuego de artificio es la pólvora, especialmente la pólvora negra fina conocida como pulsier, pero actualmente los productos pirotécnicos llevan numerosas sustancias adicionales, como limaduras de zinc, hierro y acero, estaño, antimonio, cobre, latón, mica, cloruros, fluoruros, sulfuros, nitratos, cloratos, sulfatos, fosfatos, almidones, féculas, dextrina, azúcar, alcohol, goma arábiga, resina, polen de pino, etc. Algunos productos sirven para dar color, como las sales de estronciana, que proporcionan color rojo; las de cal, carmín; las de sosa, verde; o las de cobre, azul. Los fuegos artificiales se pueden agrupar según su función en infantiles, fijos o aéreos, o bien en productores de ruido, luz o color, pero generalmente son combinaciones de varios de estos factores. Entre los diversos productos pirotécnicos pueden destacarse el petardo, el cohete, la bombeta, el trueno, la carcasa, el triquitraque, el borracho, el buscapiés, el mixto garibaldi, la traca, la bengala, la rueda, los fuegos japoneses, los volcanes o fuentes, etc. A su vez, estos pueden tener subdivisiones, especialmente los cohetes: de estrellas, subida de chispas, truenos y cabelleras, trueno y cola, gran trueno, paracaídas, culebrilla, estrellas chinescas, lluvia de oro o plata, acuáticos, roncadores, de silbidos, etc.

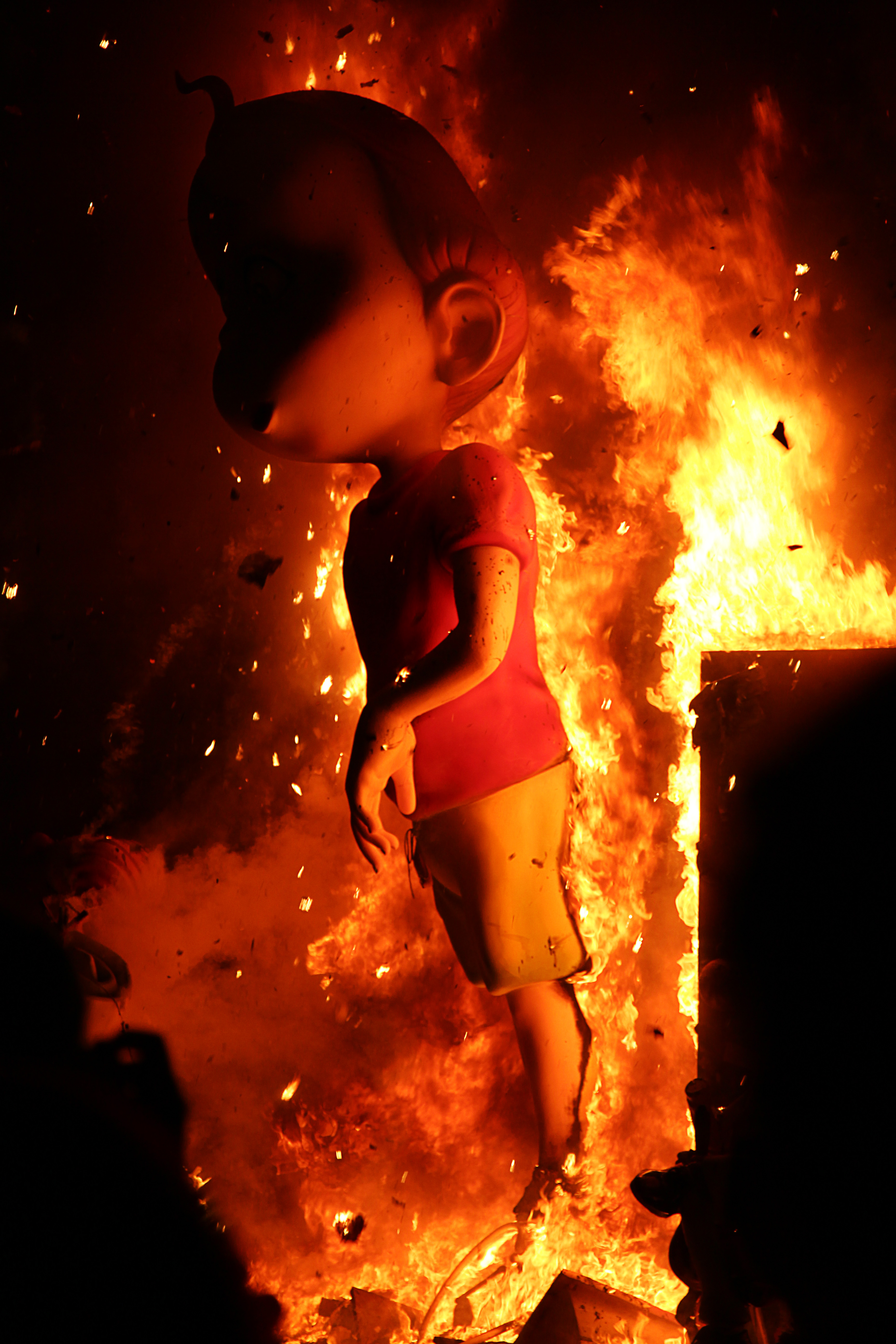
Falla ardiendo la noche del 19 de marzo.

La pirotecnia tiene su origen en el descubrimiento de la pólvora, realizado en China hacia el siglo IX (dinastía Tang), cuando diversos experimentos alquímicos dieron por resultado un material ígneo compuesto de carbón vegetal, salitre (nitrato de potasio) y sulfuro. Pronto se desarrollaron las posibilidades de este compuesto, y ya en el siglo XI hay constancia de los primeros cohetes, confeccionados con una caña de bambú rellena de nitrato y atada a una flecha. La pólvora llegó a Occidente hacia el siglo XII, a través de la cultura islámica, que dio un gran desarrollo a este producto, desarrollando cohetes, tracas, bombas y luces de colores, de aplicación tanto civil como militar. Muchas fiestas populares españolas provienen de los tiempos de la ocupación islámica, y de España se expandió el gusto por los fuegos artificiales al resto de Europa. Durante el Renacimiento la pirotecnia adquirió el valor de espectáculo popular y colectivo que tiene hoy en día, en fiestas religiosas (como las procesiones y misterios) o eventos cívicos y ceremonias reales. También progresó técnica y artísticamente, uniéndose a la escenografía y otras artes del espectáculo, en representaciones donde se aunaban los fuegos artificiales con la música, la poesía y el baile. Los castillos de fuegos artificiales fueron construidos con formas cada vez más complejas, como arquitecturas, fuentes, personajes, escudos, etc. Entre el siglo XVI y el XVII se publicaron los primeros tratados dedicados a la pirotecnia, como Pyrotechnia de Vannuzzio Biringuccio (1558) y Tratado de artillería de Diego Usano (1612). El Barroco fue una de las épocas de mayor esplendor de los espectáculos pirotécnicos, especialmente en la Francia de los Luises, donde los fuegos artificiales eran parte primordial de sus grandes festejos cortesanos. Al fuego se añadieron entonces los juegos de agua, en combinaciones de gran fantasía y derroche de medios, y surgieron los primeros cohetes que derramaban estrellas y serpentinas, confeccionados con betún y vitriolo. En los siglos XIX y XX la pirotecnia ha avanzado técnicamente, con efectos cada vez más sofisticados de formas y colores, siendo un elemento esencial en cualquier fiesta popular, en solitario o en combinación con otras artes, como en los espectáculos piromusicales. Una de las fiestas donde más presente está el fuego son las fallas de Valencia, desde la despertà (disparos de cohetes por la mañana), pasando por la mascletà (tracas y humos de colores durante el día) hasta la cremà (quema de las fallas por la noche). Otra famosa fiesta es la Patum de Berga, donde se realiza un baile de diablos cargados con cohetes y tracas, verdaderos castillos de fuego en forma humana. En Cataluña es también habitual el correfoc, una comparsa itinerante que junto a diversos personajes, gigantes y cabezudos, incluye un dragón que echa fuego por la boca. A nivel mundial se realizan numerosos concursos y certámenes de fuegos artificiales, existiendo en Cannes un galardón (la Vestal de Oro) que se otorga cada cinco años al mejor espectáculo pirotécnico.

### Aerostación

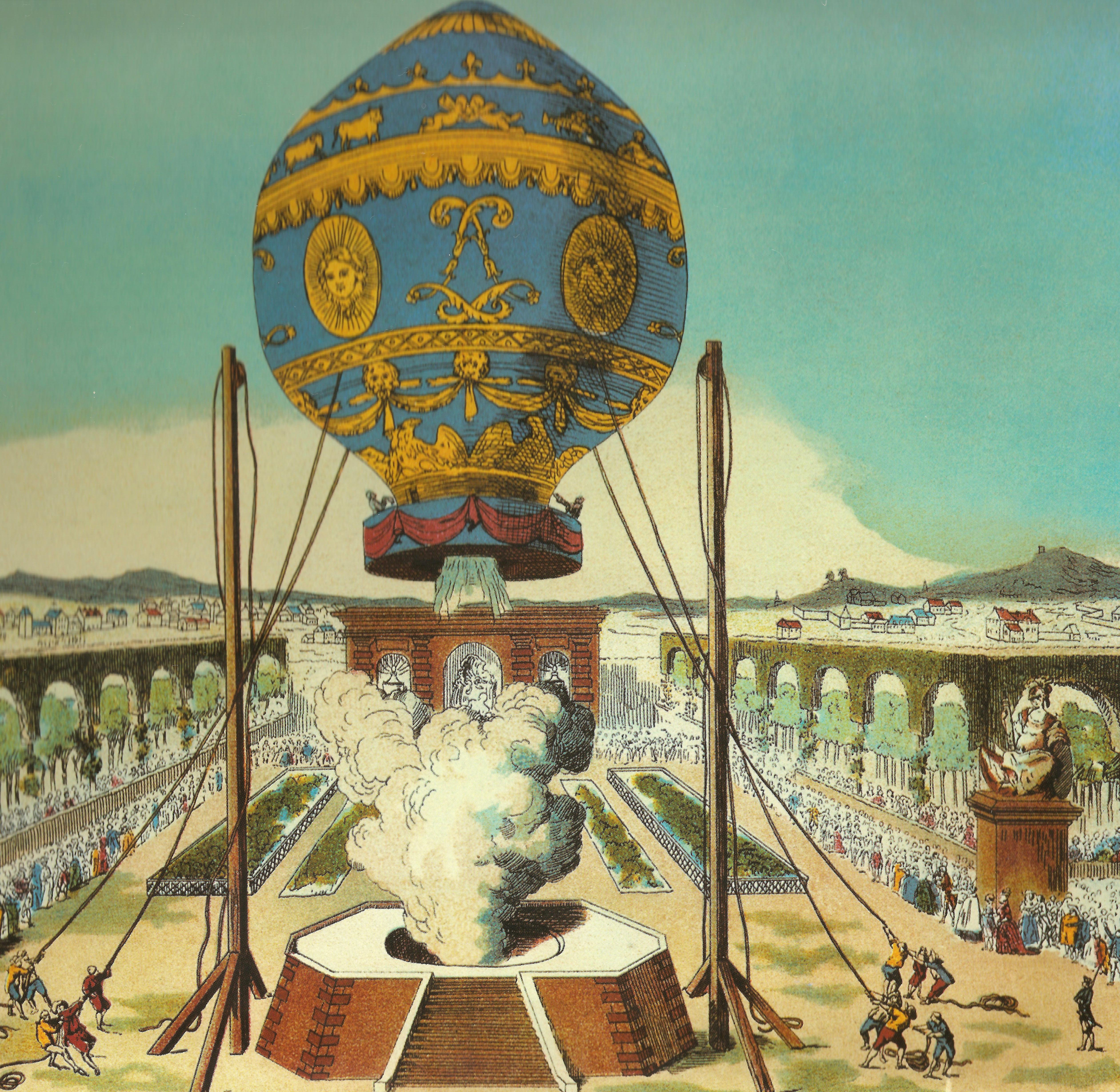
El primer globo aerostático, de los hermanos Montgolfier, tomando vuelo en el Bois de Boulogne (París), el 21 de noviembre de 1783.

La aerostación es la navegación aérea mediante aparatos menos pesados que el aire, generalmente de dos tipos: de aire caliente (globo aerostático) y de gas (dirigible). El ser humano ha tenido desde antaño el sueño de volar, anhelo que no pudo realizarse hasta el desarrollo de la tecnología adecuada en la era moderna. Muchos científicos y pensadores investigaron la posibilidad de sustentar al hombre en el aire: Arquitas de Tarento construyó un modelo-ave hacia el 350 a. C.; Roger Bacon describió varios artefactos voladores en su Opus Majus; Konrad Kyeser ideó un cometa-globo en forma de dragón en su obra Bellifortis (1405); Leonardo Da Vinci estudió entre 1486 y 1515 el vuelo de las aves, y diseñó diversos aparatos de vuelo, algunos cercanos al actual helicóptero y el paracaídas; Francesco da Lana inventó en 1670 una nave suspendida de cuatro esferas de cobre donde se había hecho el vacío. Todos estos intentos fueron infructuosos hasta el siglo XVIII, donde gracias al impulso de la Ilustración la ciencia avanzó a pasos agigantados, desembocando en la Revolución Industrial. Fueron entonces determinantes investigaciones como las de Henry Cavendish, que descubrió el hidrógeno; Joseph Black, autor de una teoría de elevación de los cuerpos ligeros mediante hidrógeno; Joseph Priestley, que descubrió un sistema de obtención del hidrógeno; y Tiberio Cavallo, que confirmó las teorías de Cavendish y Black mediante diversos experimentos. El primer globo aerostático que se elevó del suelo con éxito (el 21 de noviembre de 1783) fue diseñado por los hermanos Montgolfier, que aprovecharon los recientes experimentos realizados con el hidrógeno, un elemento más ligero que el aire.
Los experimentos de los hermanos Montgolfier, así como de Jacques-Alexandre-César Charles y los hermanos Charles y Noël Robert, sentaron las bases de la aerostación prácticamente hasta hoy en día. Su técnica se basaba en elevar un aerostato con un globo esférico de tela (seda impermeabilizada con caucho) hinchado con aire caliente o hidrógeno, con un sistema de lastres para equilibrar la altura. A partir de entonces todas las investigaciones realizadas sobre la navegación aérea se sustentaron en el vuelo con aparatos más ligeros que el aire, aunque este sistema tenía el impedimento de la maniobrabilidad y direccionalidad del aparato, que se corrigió con el invento del dirigible en el siglo XIX, que volaba con gas —con el riesgo añadido de su alta inflamabilidad—, hasta las nuevas investigaciones con aparatos más pesados que el aire realizadas por los hermanos Wright, cuyo primer vuelo con éxito se efectuó en 1903.
Desde el surgimiento de la aerostación se ha utilizado habitualmente esta técnica para celebraciones y espectáculos públicos, dado el carácter estético del vuelo de un globo o una conjunción de ellos, junto a la vistosidad y colorido de los elementos que integran un aerostato. Así, el espectáculo aerostático pasó a ser parte integrante de múltiples fiestas y celebraciones al aire libre, generalmente en parques y jardines, o bien en recintos abiertos como circos, teatros al aire libre y plazas de toros, en convivencia con otro tipo de espectáculos como actuaciones circenses y ecuestres, pantomimas, prestidigitación, acrobacia y números musicales o de humor, o bien lanzarse con paracaídas desde el propio globo. También es frecuente la presencia de otros elementos, como flores, banderas, efectos de iluminación, pirotecnia, liberación de palomas, o bien lanzar desde el globo objetos al público, como poesías, estampas, juguetes, caramelos, etc. A finales del siglo XVIII empezaron a producirse pequeñas variaciones en el globo aerostático encaminadas a embellecerlo o darle diversas formas, para acentuar su carácter de exhibición: Testu-Brissy sustituyó en 1797 la cesta del globo por un caballo, y Lhomond creó por las mismas fechas diversos globos con forma de figuras humanas.
Se distinguen en el espectáculo aerostático dos variantes: el tripulado y el no tripulado; dentro del primero existen el globo libre y el cautivo, y en el segundo las diferencias se dan por el material, principalmente papel y caucho. En el aerostato libre y tripulado se dan tres etapas: de 1784 a 1800 fue el nacimiento de esta técnica; de 1800 a 1850 se produjo su consolidación, con un vuelo tradicional con cesta y utilizando preferentemente el hidrógeno; y de 1850 a 1946 se dio una evolución hacia una mayor libertad y fantasía, sustituyendo a veces la cesta por otros elementos (carruajes, trapecios, anillas gimnásticas, figuras de animales, incluso un cañón que era disparado desde las alturas), y con preferencia por el aire caliente. Desde 1946 el globo aerostático ha perdido un poco su carácter espectacular, y ha pasado más a usarse relacionado con el aspecto deportivo, compaginado con una explotación comercial derivada del alto coste de estos aparatos. El globo cautivo fue utilizado originalmente con fines militares, como puesto de observación, pero pronto pasó al terreno civil con el mismo propósito, que la gente pudiera elevarse a cierta altura para observar el horizonte, siendo entonces muy frecuente en ferias y parques de atracciones. En el siglo XIX se construyeron globos cautivos que podían albergar hasta cuarenta personas y elevarse a 600 metros de altura, como el construido por Giffard para la Exposición Universal de París de 1878. Los globos no tripulados tienen también un carácter marcadamente festivo, como atracción principal o como complemento de otras celebraciones. Los de papel derivan del método ideado por los hermanos Montgolfier, siendo en principio de confección casera, y elaborados de forma artesanal desde 1878. Ya en 1789 fueron utilizados en la ceremonia de coronación de Carlos IV de España, siendo desde entonces elementos característicos de cualquier celebración, en sus dos variantes: esférica («forma de pera») o «forma grotesca» (personajes, animales). Los globos de caucho provienen de la técnica de Jacques Charles, siendo en principio de vitela, y de goma elástica o caucho desde 1870. También pueden adoptar numerosas formas y colores, siendo un elemento festivo presente en muchas celebraciones de forma individual o junto a otros elementos, y usado también en meteorología y otras actividades. Llamados a menudo «aerostatos de salón», los globos son imprescindibles hoy día en cualquier evento infantil, convertidos muchas veces en auténticos juguetes para los niños. En espectáculos aéreos suelen usarse en grandes cantidades, siendo liberados al unísono para conseguir el efecto deseado.

## El cuerpo humano

### Peluquería

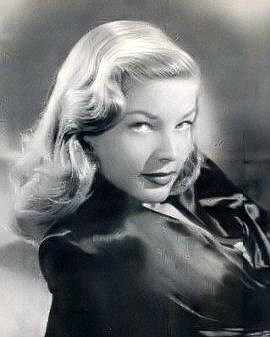
La actriz Lauren Bacall con peinado ondulado.

El peinado ha sido a lo largo de la historia uno de los principales rasgos definitorios del ser humano, reflejo de su cultura y su personalidad, pudiendo significar tanto un estilo personal como social, ya que a menudo el peinado, junto con el vestido y otros factores, suponen una seña distintiva de un determinado grupo social o etnia, a la vez que en muchas sociedades también cumple un papel distintivo de los dos sexos, o incluso de las diversas edades del ser humano. La diferenciación sexual es una de las más marcadas, y así como las mujeres suelen dar más importancia al cuidado y ornamentación de su cabello, los hombres —especialmente desde el siglo XIX— suelen ser más prácticos y sencillos. La diferencia entre hombre y mujer ha ido evolucionando con el tiempo, pero a día de hoy una de las más marcadas es la preferencia del hombre por el pelo corto, y de la mujer por el largo. La diferencia generacional también es perceptible en numerosas sociedades, siendo más marcada igualmente en la mujer que en el hombre. En la infancia predominan elementos como los flequillos, las trenzas y las coletas; en la juventud, época de rebeldía e inconformismo, es cuando se acentúa la personalidad del individuo, hecho que se refleja en el peinado, con predilección por el pelo muy largo o muy corto, o por las diversas particularidades de peinados de las llamadas tribus urbanas; en la madurez se tiende a la serenidad, con peinados sencillos de larga durabilidad; por último, en la vejez es determinante el factor de la caída del cabello, así como su encanecimiento, hechos aceptados u ocultados según la persona.
El peinado guarda una estrecha relación con el resto del cuerpo, por lo que es conveniente establecer una serie de parámetros para favorecer una impresión de conjunto, especialmente en la proporción entre el cabello y la altura, y en relación con el cuello y la cara. Por ejemplo, en relación con las facciones se siguen una serie de recomendaciones: las modernas o exóticas (labios gruesos, pómulos salidos) admiten prácticamente cualquier peinado; para las clásicas (perfil griego) se recomienda un peinado moderno, para no dar una imagen anticuada; para las grandes (rasgos duros) es recomendable un peinado sencillo, que dulcifique el rostro; para las aniñadas es conveniente el pelo corto o recogido.
Para la peluquería son esenciales factores como los utensilios de peinado y los productos químicos para teñir el cabello (tintes), limpiarlo (champú, suavizante) o para darle forma (laca, fijador). La tecnología del peinado ha evolucionado desde el simple peine hasta toda una serie de instrumentos para efectuar las múltiples técnicas utilizadas actualmente, con utensilios cada vez más específicos. Así, por ejemplo, un utensilio como el peine se ido diversificando según su función: peine batidor, para cabellos lisos; peine con púa de hierro, para hacer separaciones en el pelo; peine africano, para cabellos rizados y con permanente; cepillo esqueleto, para dar volumen a cabellos degradados; cepillo térmico, empleado para el brushing. La química también ha evolucionado desde los productos naturales hasta los sintéticos. Por ejemplo, los productos para coloración se dividen en tres tipos: de origen vegetal (achiote, alheña, camomila, índigo, jagua, nuez de agalla, ruibarbo, campeche, azafrán), de sales metálicas (nitrato de plata, sales de plomo) y tinturas orgánicas de síntesis (parafenilendiamina, paratomilendiamina, paraminofenol, resorcina).
Las técnicas empleadas en peluquería son de diversa índole, y han ido evolucionando con el tiempo. Para el corte, el «sistema directo» es rápido y sencillo, con pocos golpes de tijera para cada posición de la cabeza, y con diversas formas de corte como el vertical, el abatido, a contrapelo, por zonas, a coletas o gradual; la «técnica más tiempo» valora más la observación previa al corte, destacando las particiones del cabello o los remolinos para considerar la globalidad del peinado; la «técnica horizontal» parte de líneas horizontales de cabello, pudiendo hacerse de menos a más (con lo que se consiguen movimientos en degradado) o de más a menos (para melenas o cabellos cortos de capas enteras); la «técnica plumada» (corte pluma y degrafilado pluma) se realiza con una tijera dentada, para dar volumen. Para el teñido, a la coloración tradicional se añadió a mediados del siglo XX el coup de soleil, con tres variedades: mechas, barridos y degradados. Para dar forma, las principales técnicas son: permanente, un proceso químico que actúa sobre la elasticidad del cabello, a través de un producto rizador y otro neutralizador; marcado, proceso consistente en rizar el cabello con rulos, anillas o moldes; brushing, técnica basada en la aplicación del cepillo con secador, para alisar el cabello, dar forma a las puntas o movimiento a los cabellos largos.
Desde la prehistoria uno de los hallazgos arqueológicos comunes a todos los pueblos de la Tierra es el de un instrumento como el peine, confeccionado con diversos materiales, como hueso, madera, concha, etc. Se conocen algunos peinados prehistóricos gracias principalmente a figuras escultóricas, como la Dama de Brassempouy, de cabellos trenzados y envueltos en una redecilla. Muchos de estos peinados son aún perceptibles en pueblos primitivos: en Sudán las mujeres casadas se distinguen de las solteras por peinarse con trenzas; en Melanesia se peinan en forma de torre y se tiñen el cabello de ocre rojizo; en Senegal las mujeres se confeccionan un peinado llamado gossi, con trenzas de pita negra; en Nigeria tienen tal cantidad de peinados que les ponen nombre: «gas de sol», «cascada sobre la oreja», «sin piernas», «perro agachado», «cesto de ropa sucia».
En Egipto el peinado traslucía la posición social, y comenzó la costumbre de rasurarse la cabeza, principalmente el faraón, nobles y sacerdotes, ya que su posición estaba por encima del hombre corriente, y el peinado tiene un carácter eminentemente humano. Paralelamente, surgió el uso de pelucas, que desde un simple postizo con el tiempo fueron ganando complejidad, convirtiéndose en tocados que podían incluir joyas u otros adornos. Por lo general, los hombres se dejaban el pelo hasta el hombro, sujeto con una cinta en la frente, mientras que las mujeres llevaban el pelo más largo y peinado en moños o cintas trenzadas. Los egipcios desarrollaron enormemente las técnicas de peluquería, siendo los inventores de la permanente —que realizaban con barro—, y perfeccionando las técnicas de tinte de cabello, preferentemente caobas y rojizos.
En Grecia también se otorgó mucha importancia a la peluquería, y junto al pelo se arreglaban la barba y las uñas, siendo también frecuente teñirse el pelo, especialmente de rubio. Hipócrates, el padre de la medicina, cuenta en uno de sus tratados instrucciones para el cuidado y conservación del pelo. Los hombres solían llevar el pelo rizado, a menudo ceñido con una venda, y hacia el siglo V a. C. comenzaron a rasurarse la barba. Las mujeres llevaban gran cantidad de bucles y trenzas, y ambos sexos solían utilizar sombreros, como el célebre gorro frigio. En Roma el oficio de la peluquería empezó a especializarse, surgiendo diversas profesiones encaminadas a un determinado aspecto del cuidado del cabello: cosmetas, encargadas del peinado; cinofles, ocupadas del teñido; cinerarias, que cuidaban y calentaban las tenacillas; calamistas, especializadas en ondular el cabello y colocar crepé u otros postizos; psecas, dedicadas a dar los últimos retoques. En la Edad Media el peinado tenía un fuerte componente de diferenciación social, y eran frecuentes los tocados con orfebrería, galones o flores. Había un gran gusto por el teñido del cabello, especialmente de rubio, tanto en hombres como mujeres, como relata Ramon Llull: «vemos como las mujeres de mala vida y los hombres vanagloriosos pintan sus caras, sus cabellos y sus vestidos».

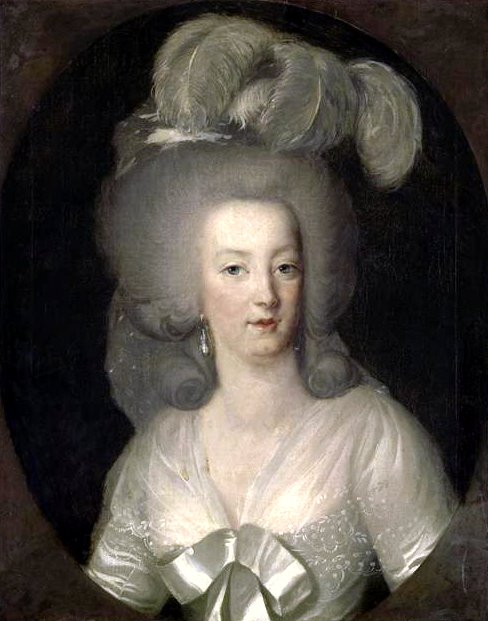
María Antonieta portando una peluca con un peinado bouffant y un sombrero.

Con el Renacimiento y su cultura más humanista y propensa a la expresión estética, así como el despegue económico y su consecuente grado de ostentación social, y unido a los avances tecnológicos, la peluquería sufrió una profunda transformación y un gran auge en cuanto a establecimientos y productos dedicados al cuidado del cabello. Se puso de moda la depilación de las cejas, así como de la frente, a veces hasta medio cráneo. Continuó el gusto por el teñido, siendo nuevamente el rubio el color preferido. Por lo general, los peinados incluían un tocado, con cinco tipos principales: las tocas, las cofias o albanegas, los bonetes, los rollos y los sombreros. Desde el siglo XVI los peinados, especialmente los femeninos, van ganando en complejidad, con sofisticadas estructuras de rizos, encajes, cintas y muselinas. En cambio, desde el reinado de Luis XIII de Francia se ponen de moda las pelucas, que durante el siglo XVIII fueron el principal peinado especialmente de la aristocracia y la alta burguesía, empolvadas de blanco y con numerosos rizos. En 1772 existían en Francia 3744 tipos de peinado, con nombres como à la Belle-Poule, qu'ès aco, à la Reine Marie Antoinette, au Beaudeau d'Amour, à la Sultane, à la Turque, etc. A menudo eran peinados tan sofisticados y artificiosos, y de un peso y una altura tales, que dificultaban los movimientos y resultaban incómodos, pero era más poderoso el afán de destacar y hacer ostentación social. En esta época apareció el primer peluquero de señoras, Champagne, que sentó las bases de la actual peluquería; otro nombre importante fue Legros, autor de Art de la coiffure des Dames.
Tras la Revolución francesa el peinado retornó a una cierta austeridad, volviendo el pelo corto a nivel masculino (à la Brutus), o una ligera melena de apariencia despeinada, llamada coup de vent («golpe de viento»). Algunas mujeres también empezaron a llevar el pelo corto (à la Titus). A mediados del siglo XIX se puso de moda el peinado à l'Agnès Sorel (por la amante de Carlos VII de Francia), con los cabellos divididos por una raya central y recogidos en un moño, como era habitual en la emperatriz Eugenia de Montijo. El siglo XIX vio igualmente numerosos adelantos científicos, como el agua oxigenada en 1867 y el primer colorante sintético en 1883.
En el siglo XX, como en tantos otros terrenos del arte y la estética, la peluquería se ha visto envuelta en una rápida sucesión de modas y estilos, siendo factores esenciales en su desarrollo el auge de los medios de comunicación y la publicidad, así como elementos influyentes como el cine, la música y el fenómeno fan. Con los movimientos de emancipación de la mujer, en los años 1920 se puso de moda el pelo corto femenino, llamado garçonne, parte de una nueva imagen femenina conocida como flapper. En los años 1940 surgió una nueva técnica de coloración, denominada coup de soleil («golpe de sol»), encaminada al aclarado natural mediante la acción del sol. Desde la Segunda Guerra Mundial los establecimientos de peluquería han crecido en número de forma exponencial, dedicados muchas veces no ya solo al peinado, sino a tratamientos estéticos integrales. También han tenido relevancia desde los años 1960 los movimientos juveniles, como los hippies y las diversas tendencias surgidas en torno a la música (pop, rock, heavy, techno, punk, reggae, skinhead), cada uno con un peinado característico, como el tupé de los rockers, la melena de los heavies, las crestas de los punkies o las rastas de los reggae. Por otro lado, el oficio de peluquero ha ido ganando prestigio y glamour, convirtiéndose muchos de ellos en auténticos gurús de la moda. Han creado tendencia peluqueros como Lluís Llongueras, Frank Bongiovi, Jamal Hammadi, Teddy Charles, George Westmore, etc.

### Maquillaje

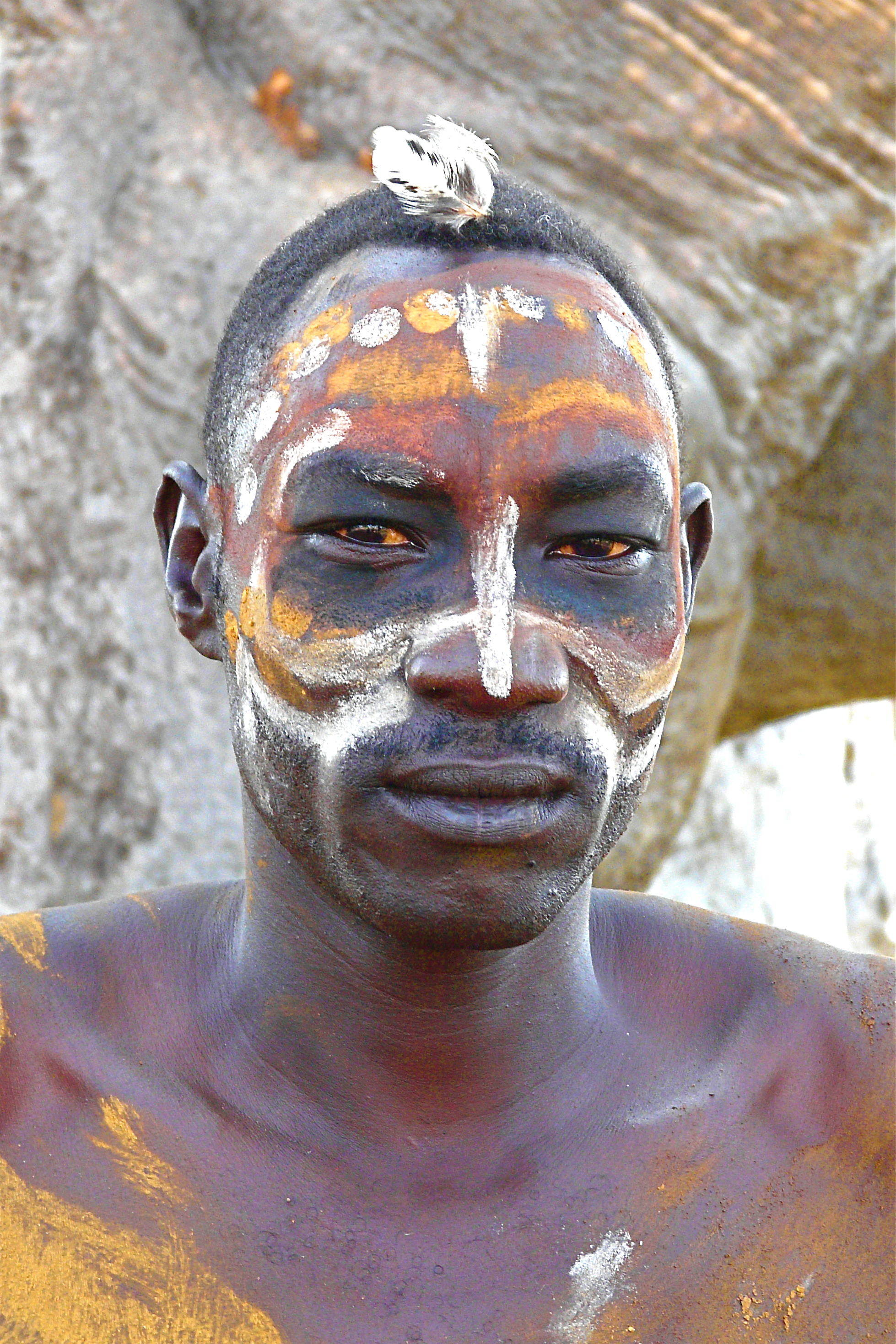
Maquillaje étnico.

El maquillaje es la ornamentación del cuerpo mediante sustancias colorantes, con fines estéticos o rituales. El vocablo procede del término francés maquillage, que designa tanto la aplicación de pintura sobre la piel como la utilización de cosméticos. La aplicación del maquillaje requiere un diseño previo, realizado por un visagista, así como su ejecución, efectuada por el maquillador o esteticista; aunque ambas actividades pueden ser realizadas por una única persona, así como el receptor del maquillaje puede ser pasivo o puede ser él mismo quien se lo realice. El maquillaje puede ser apenas perceptible o puede tener una gran vistosidad, reflejando en su esencia la personalidad del individuo, o diversos gustos y sentimientos, o incluso factores sociales o culturales. También hay que tener en cuenta que el maquillaje está sujeto a los dictámenes de la moda, y que se adapta a otras expresiones corporales como el peinado, el vestido, etc.
Las técnicas de maquillaje dependen sobre todo de su función, existiendo dos principales modalidades: maquillaje cotidiano y teatral. El primero se dirige principalmente a la mujer, y se basa en primer lugar en un diseño o visagisme, técnica introducida recientemente por Fernand Aubry, que consiste en adaptar el maquillaje a los rasgos faciales, considerando igualmente aspectos como la edad, la profesión, el carácter, o el ambiente donde vive la persona a maquillar, así como el momento o celebración para el que se requiere el maquillaje. Para su ejecución, son determinantes los utensilios y materiales para maquillar, siendo los más habituales los polvos faciales, los coloretes y los cosméticos labiales y oculares, así como pinceles, esponjas y cepillos para su aplicación. El método aplicativo se basa en primer lugar en limpiar la piel, y una vez lista dar una base sobre el rostro; luego se empolva, y se aplica el colorete, para pasar a pintar los labios y los ojos, pestañas, párpados y cejas. El maquillaje teatral se diseña en función del personaje a representar, tanto en sus rasgos físicos e identificativos, como de su personalidad. También hay que estudiar los rasgos faciales, ya que la expresividad del rostro es primordial en la actuación teatral. Sin embargo, en teatro muchas veces se requiere de un maquillaje corporal, y no solo del rostro. También hay que tener en cuenta la relación con el decorado y la iluminación, así como el vestido del personaje. Existen dos métodos de maquillaje teatral: el pictórico, basado en el dibujo y el claroscuro; y el pictórico-plástico o tridimensional, que utiliza elementos postizos y requiere una concepción casi escultórica.
A lo largo de la historia el maquillaje ha cumplido diversas funciones, desde los antiguos ritos de pueblos primitivos, pasando por la caracterización de diversos personajes en el teatro, hasta el simple embellecimiento corporal, siendo hoy en día su principal finalidad la estética individual, especialmente de la mujer. En pueblos primitivos la pintura corporal se practicaba para ceremonias iniciáticas, religiosas o para la caza o la guerra, generalmente con motivos geométricos, pero también diversos dibujos o figuras de animales. Desde la antigüedad era común el uso de afeites, pomadas, bálsamos y ungüentos para la belleza corporal, y en la Biblia hay varias referencias al maquillaje femenino, en pasajes sobre Jezabel, Ester, Judit, Rut, etc. En Egipto estaba muy extendido el uso de la cosmética, y las excavaciones arqueológicas han sacado a la luz numerosos botes de preparados embellecedores, especialmente de antimonio, que usaban las egipcias para teñir los párpados y realzar las pestañas. Las damas egipcias solían tener en cajitas diversos cosméticos, principalmente blanco para el cutis, rojo para las mejillas y carmín para los labios, como se constata por un tocador de la XVIII dinastía conservado en el British Museum.
En Grecia las mujeres solían sombrear sus ojos de negro y azul, y se aplicaban carmín en las mejillas, mientras que preferían la piel blanca, para lo cual ingerían grandes cantidades de comino. En Roma los hombres solían maquillarse casi tanto como las mujeres, y era frecuente la aplicación nocturna de mascarillas de miga de pan amasada con leche. Las damas usaban pestañas postizas, y se pintaban los párpados con antimonio, mientras que en las mejillas se aplicaban pigmentos blancos (albayalde) o rojos (arrébol). En Oriente también ha existido una larga tradición en cuanto al maquillaje: en China utilizaban productos naturales como el polen, la quina, el azafrán o el polvo de arroz, diluidos en agua o aceite, así como empleaban con profusión la tinta china; en Japón, era típica la aplicación de una capa blanca de polvo de arroz sobre la cara, sobre la que se realizaban diversas modalidades de maquillaje, teniendo para tal efecto numerosos tipos de pinceles que permiten diversas líneas y grosores para conseguir el efecto deseado.
Durante la Edad Media era frecuente el uso en Occidente de cerusa para blanquear la cara, y se pintaban labios y mejillas de carmín. Con el Renacimiento surgieron los primeros tratados de belleza, como Instructions pour les jeunes femmes, aparecido en París en 1573, donde se daban consejos de belleza y se consignaban diversas recetas para elaborar cosméticos. En esta época era típico en las mujeres depilarse la frente para ensancharla y reducir las cejas, así como el uso de belladona para agrandar los ojos. En el siglo XVII se extendió el uso del tocador, donde se guardaban los cosméticos y las damas efectuaban su maquillaje de forma cómoda y atenta. El rostro se blanqueaba con azogue, y en mejillas y labios se usaba bermellón de granada. El siglo XVIII produjo una gran exageración del maquillaje, en especial el uso del colorete y de las pelucas empolvadas, mientras que los labios se maquillaban en forma de corazón. En el siglo XIX estuvo de moda la piel pálida, siendo frecuente el beber vinagre y agua de comino para aclarar el cutis, que debía tener una apariencia de porcelana, efecto conseguido con la blanquette, una pasta de polvo de arroz y talco con unas gotas de benjuí. También aparecieron las primeras cremas para la conservación de la piel.
En el siglo XX el maquillaje llegó a altas cotas de sofisticación, teniendo un gran auge la industria del cosmético. Aparecieron los primeros institutos de belleza, y surgió la moda de broncear la piel con baños de sol. También ha adquirido gran relevancia la publicidad, y medios como el cine o las revistas de moda y belleza han servido para popularizar las diversas tendencias que se han sucedido en lo relativo al maquillaje: Gloria Swanson puso de moda las cejas muy depiladas y los ojos pintados de negro; Greta Garbo, las pestañas postizas y las cejas altas y dibujadas; Brigitte Bardot los ojos perfilados de negro y los labios gruesos y desdibujados. Desde los años 1960 se aceleran las tendencias de moda, con gran influencia de la música y de las nuevas corrientes socioculturales, como los hippies o el llamado gay power, que recuperó el maquillaje masculino, con cierta tendencia al afeamiento, tendencia que también se produjo en el movimiento punk, donde es característico el uso del negro, con un aspecto algo mortuorio.

### Tatuaje

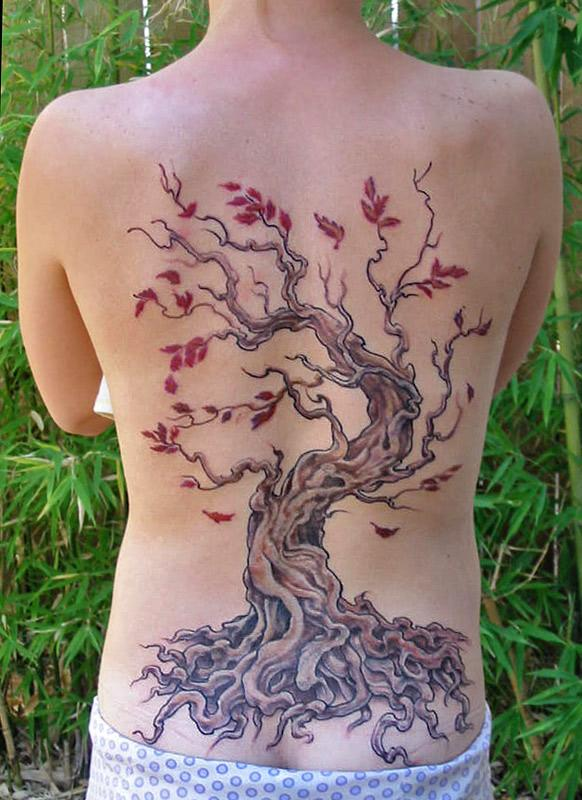
Ejemplo de tatuaje.

El tatuaje es una técnica artística que consiste en la representación de imágenes en el propio cuerpo humano, realizadas sobre la piel mediante diversos procedimientos. La palabra «tatuaje» deriva del tahitiano tatawo, que designaba la práctica de realizar dibujos en la piel, y llegó a Europa en el siglo XIX. El tatuaje está muy ligado al maquillaje, siendo ambas técnicas de ornamentación del cuerpo humano, pero así como el maquillaje tiene una vida más corta —apenas unas horas—, el tatuaje puede ser permanente, puede pervivir durante toda la vida de una persona. Por otro lado, así como el maquillaje se sitúa sobre la piel (epidermis) el tatuaje se realiza bajo la piel (dermis). En la técnica del tatuaje los colorantes se colocan bajo la piel mediante cortes o punciones, formando líneas o figuras que forman un dibujo. Sin embargo, hay que tener en cuenta el color de la piel: en el caso de los melanodermos, cuya piel oscura dificulta la correcta visión del colorido, se efectúa otra técnica tatuística, la escarificación, que consiste en una serie de heridas que al cicatrizar forman un relieve en la piel.
Existen diversas técnicas de tatuaje: 
- Puntura: la más empleada en individuos de piel clara, consistente en introducir un colorante bajo la piel a través de un instrumento puntiagudo que se introduce hasta la dermis mediante golpes de un martillo de pequeñas dimensiones. Antiguamente, se usaban agujas de oro, marfil, hueso o concha, o bien espinas de pez, mientras que en la actualidad la mayoría son de acero. Hoy en día se suele emplear la puntura mecánica, que puede realizar de dos mil a tres mil punciones por minuto, pudiendo elaborar un tatuaje en veinte minutos. El colorante más empleado es la tinta china, con cinco colores fundamentales: negro, rojo, verde, marrón y amarillo.
- Cosido: lo utilizan los ostíacos, un pueblo de raza siberiana, y consiste en pasar bajo la piel una aguja o tendón embebido en colorante, trazando el dibujo que se quiere efectuar.
- Escarificación: se emplea especialmente en individuos de piel oscura, formando figuras en la piel mediante cicatrices, realizadas levantando la piel con una espina y cortándola con un cuchillo de forma rápida, para posteriormente limpiar la sangre con una rama y cubrir la herida de aceite, y por último de harina o diversas hierbas y raíces para evitar infecciones.
- Por cortes: es una técnica poco aconsejable, efectuada a menudo en prisiones, mediante navajas o cuchillas de afeitar, y colorantes obtenidos de diversos materiales, como humo de suela de goma quemada, polvo de carbón o ladrillo, hollín, tinta de bolígrafo, etc.
- Por quemaduras: realizada antiguamente para marcar esclavos o presos, mediante un metal al rojo vivo que es aplicado sobre la piel, marcando el dibujo trazado previamente en el metal. Una técnica mixta de cortes y quemaduras es hacer incisiones con una cuchilla o alfiler, colocar pólvora sobre la herida y prenderle fuego.[65]

El tatuaje se ha empleado a todo lo largo de la historia en prácticamente todo el mundo. Sus orígenes pueden rastrearse hasta el neolítico, siendo probablemente en un principio parte de ceremonias de iniciación del individuo en la vida del poblado. En esos casos, por lo general eran dibujos geométricos o abstractos, y muchas veces representaban un signo distintivo de determinada tribu (como en Nueva Guinea, los antiguos aztecas o los caribes), o bien un símbolo de casta, de categoría social (como en Indonesia y Nueva Zelanda). En el Antiguo Egipto el tatuaje tenía un valor mágico y ceremonial, y gracias a la costumbre de los egipcios de embalsamar cuerpos se ha conservado un tatuaje una sacerdotisa de Hathor. En Grecia y Roma se usaba principalmente en estamentos militares, o bien para marcar esclavos. Durante la Edad Media y la Edad Moderna el tatuaje fue prohibido por la Iglesia católica —exceptuando casos como el de los cruzados, cuyos tatuajes servían para identificarlos si caían muertos en batalla— ya que la Biblia prohibía esta práctica: «no os haréis incisiones en la carne por un muerto ni os haréis tatuajes sobre la piel» (Levítico 19, 28).
La práctica del tatuaje se puso nuevamente de moda en el ámbito occidental en el siglo XIX, gracias al contacto de marineros y exploradores con otras culturas, especialmente las del sur del océano Pacífico. Si hasta entonces solo se tatuaba a presos y esclavos, hacia mediados del siglo XIX la moda del tatuaje llegó incluso a la aristocracia, como en el caso del príncipe Eduardo de Inglaterra (futuro Eduardo VII), quien 1862 se realizó un tatuaje en conmemoración de su visita a Tierra Santa. En 1891, el estadounidense Thomas Riley inventó la aguja eléctrica, consiguiendo un método de tatuar más rápido e indoloro. También en el siglo XIX se realizaron numerosos estudios científicos y psicológicos sobre el tatuaje, especialmente en su relación con la delincuencia, ya que la población reclusa es uno de los círculos sociales más propenso a tatuarse. En el siglo XX la práctica del tatuaje se ha popularizado, siendo habitual en cualquier estamento social, aunque ha proliferado sobre todo en las llamadas tribus urbanas, como rockers, punkies, heavies o skinheads.

### Piercing

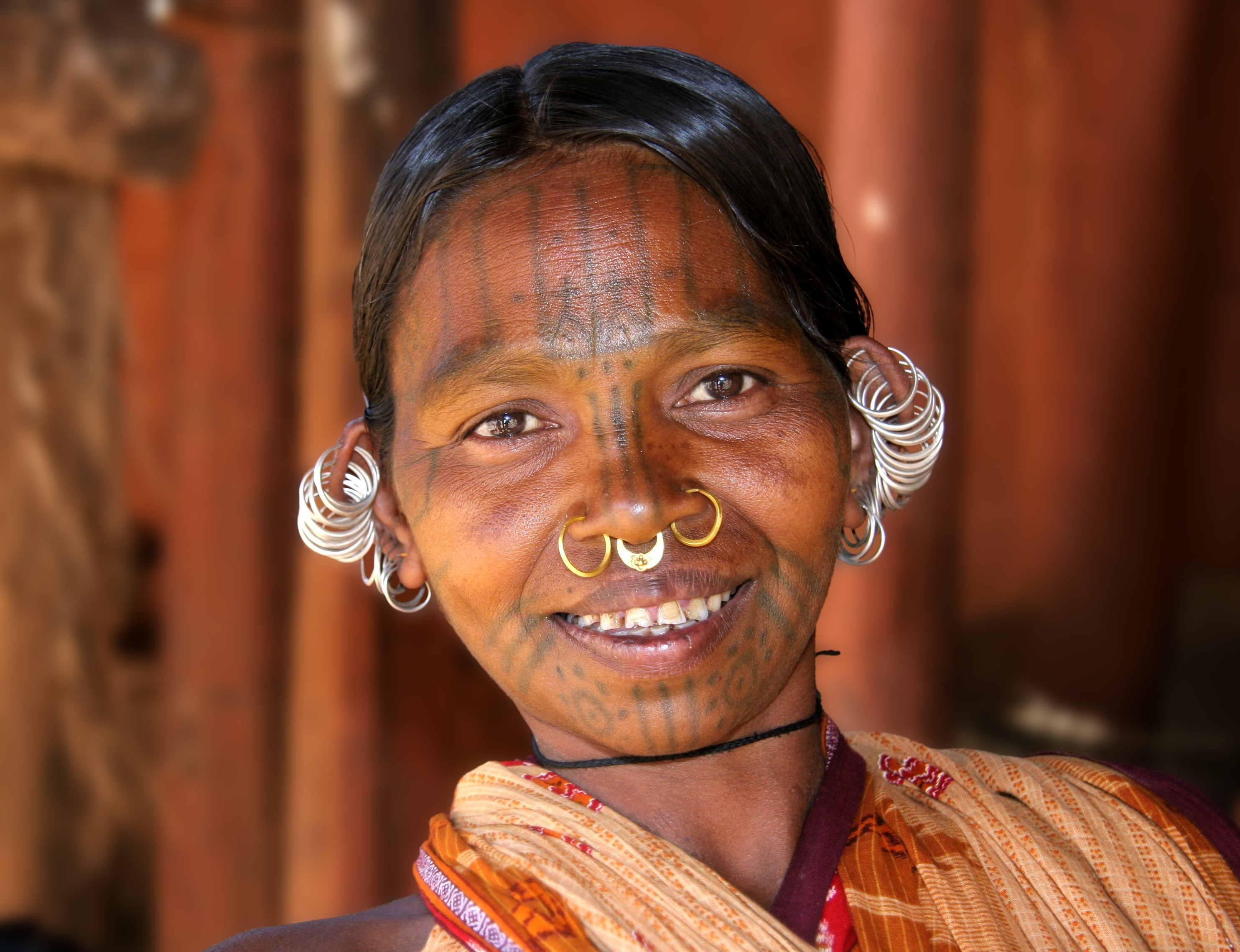
Ejemplo de piercing.

El piercing (en inglés «abertura, penetración») es una técnica que consiste en perforar la piel humana para colocar diversos objetos ornamentales, como pendientes, zarcillos, aros, colgantes, dilatadores, etc. Estas perforaciones son una forma de modificación corporal, y reflejan tanto valores culturales como religiosos o de otra índole, pudiendo formar parte de una determinada subcultura como elemento identificativo de una tribu urbana. Se suele considerar como un elemento más de la moda, junto al vestido, el peinado y demás factores determinantes de la imagen personal. También se suele asociar al inconformismo o la rebeldía, por lo que suele estar más frecuente en estratos de población entre la adolescencia y la juventud, y a menudo se le otorga una vinculación con el erotismo, sobre todo cuando se encuentra en zonas íntimas del cuerpo. Para la colocación del piercing es fundamental extremar al máximo las medidas sanitarias y de higiene oportunas para evitar las infecciones, rechazos o reacciones alérgicas, así como no intercambiar elementos con otras personas, ya que pueden ser transmisores de enfermedades como la hepatitis C, el sida o el hepatocarcinoma.
El material del pendiente suele ser de acero quirúrgico o titanio, que tiene la ventaja de tener una curación más rápida, menos peso, más variedad de colores y ser el más biocompatible con el ser humano. En cambio, la plata facilita el riesgo de infecciones, y retrasa el proceso de cicatrización, además de que se vuelve negra con el tiempo. Otros materiales son el oro y el platino —más escasos por su coste— y la silicona plástica, recomendada esta última para perforados bucales. Para realizar la perforación, primero se marca el lugar a perforar, y se hace la incisión con la aguja, siendo recomendable usar algún tipo de anestesia local durante el proceso, que puede ser desde hielo hasta pulverizaciones de líquidos, como la benzocaína. Se suele emplear una aguja especial llamada cánula o catéter, y una vez practicada la cavidad se procede a introducir el pendiente, que debe estar esterilizado. La piel debe estar limpia y desinfectada antes de perforarse, y el practicante debe trabajar con guantes de tipo quirúrgico. Después de la perforación, la persona no debe exponerse a baños de piscina o hidromasaje durante los dos primeros meses, ni exponerse al sol, ya que los rayos ultravioletas no son beneficiosos para la desinfección de la piel y no favorecen la cicatrización. Los aros deben limpiarse bien durante el período de curación y con las manos lavadas con jabón neutro. La cicatrización puede tardar entre cuatro y ocho semanas, dependiendo de la zona del cuerpo. Las partes del cuerpo que más se suelen perforar son las orejas, las cejas, la nariz, los labios, la lengua, los pezones, el ombligo y los genitales. 
En la historia occidental ha sido práctica habitual la perforación de las orejas a las mujeres para situar un pendiente, que ha sido uno de los objetos de ornamentación personal más frecuentes desde la prehistoria, junto a collares y anillos, siendo a menudo obras de orfebrería y joyería de gran valor artístico y económico. Sin embargo, en otras culturas del mundo la perforación ornamental de la piel ha sido práctica habitual en ambos sexos, y no solo en las orejas sino en diversas partes del cuerpo, práctica que se extendió al ámbito occidental en el siglo XX y es frecuente en la actualidad. Su uso suele ser estético, pero en muchas culturas ancestrales el piercing tiene un valor social o cultural, como distinción de la pertenencia a una determinada tribu, o como señal distintiva del paso a la vida adulta. Los esquimales, por ejemplo, empleaban un tipo de perforación llamada labret, que señalaba el paso de niño a adulto, y por tanto la aptitud para cazar y formar parte de las decisiones de la comunidad. Un tipo de perforación muy particular era el practicado por las tribus mursi y masái, donde las mujeres deformaban su cavidad bucal con discos para aumentar de tamaño la boca, y alargaban sus lóbulos llevando unos carretes metálicos de gran tamaño. Los potok también llevaban en su boca un disco labial, y se atravesaban el tabique nasal con una hoja de árbol. Las mujeres de Nueva Guinea se atravesaban con una espina de pez la nariz, mientras que los hombres llevaban en el tabique nasal dientes de pez. Las mujeres tinglit se agujereaban su cuerpo como muestra del paso a la pubertad. Los antiguos mayas se perforaban el labio, la nariz y las orejas con las joyas más caras que podían permitirse, como señal de distinción social. Entre los sioux se practicaba un rito consistente en perforarse el pecho con garfios, colgándose con cuerdas a un árbol hasta lacerar la piel, para demostrar que estaban preparados para ser guerreros. Los indios cashinawa se perforaban la nariz para insertarse plumas de colores que indicaban su rango y su madurez.

## Moda

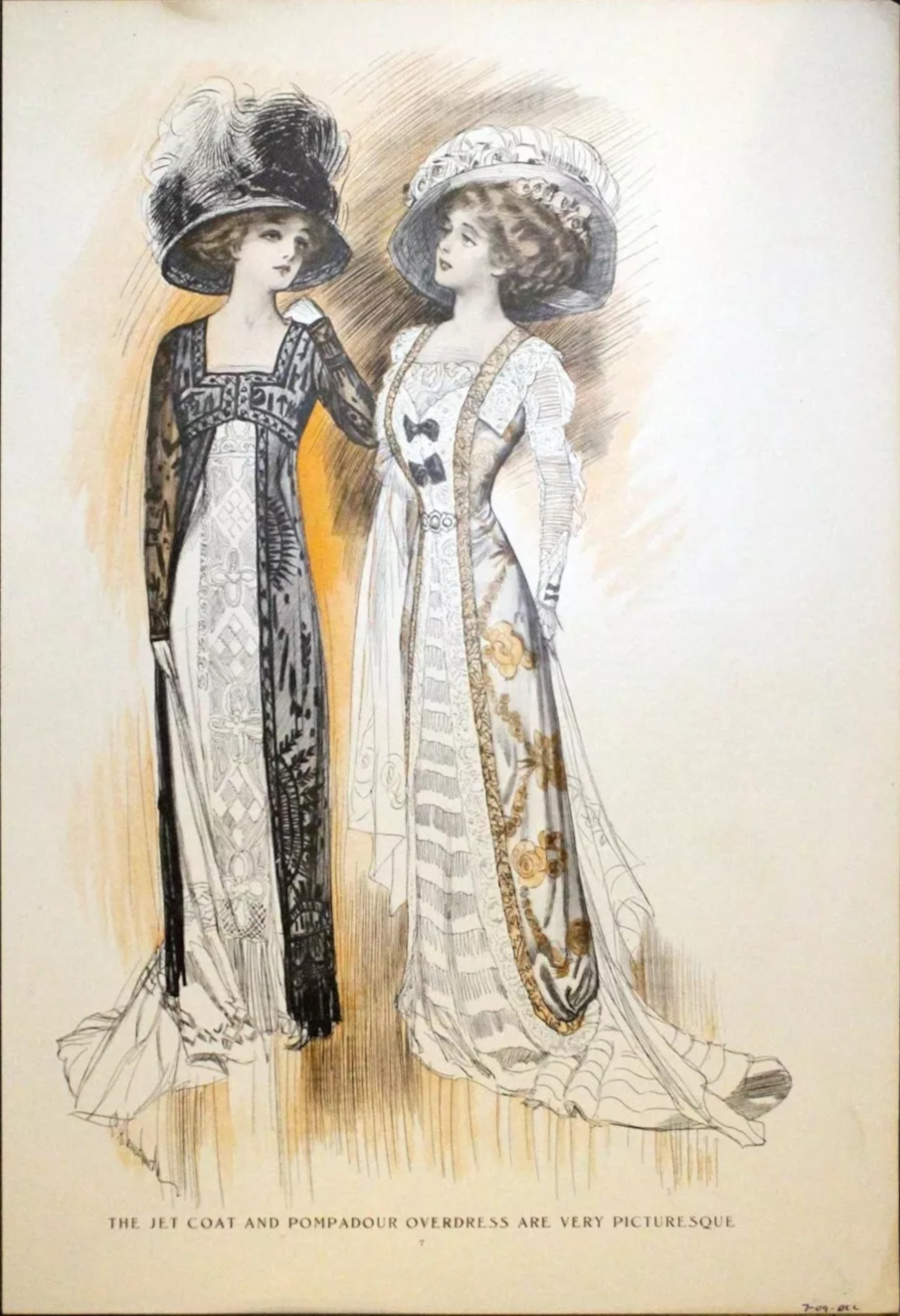
Diseño de moda de 1909.

La moda es el arte del vestido, de la confección de prendas según parámetros funcionales y estilísticos, tanto en ropa como accesorios (sombreros, guantes, cinturones, bolsos, zapatos, gafas). El vestido es una necesidad básica para el ser humano, para protegerse del frío y de las inclemencias del tiempo. Durante su evolución, el ser humano ha ido perdiendo el pelo, que ha tenido que suplir con pieles de otros animales o, más tarde, con lana o productos vegetales como el lino y el algodón. Sin embargo, partiendo de esta primera necesidad, con el tiempo el vestido ha adquirido un carácter estético por cuanto ha reflejado el gusto y el carácter de su portador, y se ha ido convirtiendo en un adorno más de la persona, sujeto a los cánones de la moda y del devenir artístico de cada civilización. Asimismo, en el vestido intervienen factores climáticos y geográficos, así como sociales —el vestido como reflejo de una determinada posición social—, religiosos o sexistas —el vestido ha servido a menudo como objeto de diferenciación sexual—.
La moda está sujeta a factores sociales y económicos, pero también psicológicos y estéticos, siendo uno de sus valores determinantes el gusto, la apreciación personal y subjetiva de un vestido por su estilo o propiedades sensitivas. El vestido otorga a la persona que lo lleva una determinada imagen, por lo que influye poderosamente en la apreciación que esa persona tiene de sí misma, así como en las relaciones con su entorno. Por lo general, cualquier persona desea agradar físicamente, o bien destacarse como una persona triunfadora o poseedora de un determinado estatus social. A nivel sociológico, según Georg Simmel la moda es una «emulación de los grupos prestigiosos», convirtiéndose en un signo de pertenencia a una determinada categoría social, una forma de identificarse con las personas que te rodean y forman parte de tu grupo social. Las clases inferiores socialmente tienden a emular a las superiores, por lo que estas deben buscar nuevas vías de diferenciación, estimulando un proceso en que la moda se ve sujeta a una continua innovación y búsqueda de nuevas fórmulas para satisfacer una demanda cada vez más exigente. Según Simmel, este proceso solo se da en sociedades abiertas, no en las de castas o en las primitivas, que tienden a ser más inmovilistas.
El vestido ha estado marcado desde sus orígenes por una amplia variedad de materiales y técnicas que han influido en su evolución tanto práctica como estética. Los principales materiales para la elaboración de tejidos son de procedencia animal, vegetal o sintética: de origen animal son la lana, la seda o el pelo de camello; vegetales son el lino, el cáñamo y el algodón; y sintéticos son el rayón, el nylon, el poliéster, las poliamidas y los vinilos. Estos materiales deben pasar por diversos procedimientos antes de su utilización: la lana deber ser lavada y vareada; el lino ha de ser vareado y peinado; el algodón, vareado y cardado; la seda, desenvuelta del capullo y bobinada. A partir de aquí entran en funcionamiento las diversas técnicas empleadas para confeccionar las prendas, las principales de las cuales son el hilado, el teñido y el tejido. El hilado comenzó siendo manual, para realizarse después con huso, mecanizado desde la Edad Media con rueda y pedal. El teñido se utiliza para dar color, con tintes de origen animal o vegetal, como la rubia o granza para el color rojo; la cochinilla y el quermes para rojo, rosa y violeta; índigo y glasto para azul; palo (campeche y del Brasil) para azul oscuro, violeta y negro; zumaque para el amarillo; gualdo y catú para amarillo y marrón; azafrán y cártama para el color azafrán. El tejido se realiza en el telar, combinando unos hilos paralelos y tirantes llamados «urdimbre» con otros perpendiculares a los anteriores llamados «trama». Estos hilos se van entrecruzando, y después se peinan para apretarlos y darles uniformidad. De aquí se obtienen distintos tipos de tejido según su calidad: tela, sarga, satén o raso para armadura de dos hilos; tafetán, tela tejida en seda; paño, tejido de lana cardada; y popelina, tejido de lana o algodón peinado. También existen armaduras de fantasía como el damasco y el terciopelo.
La historia del vestido comienza con la aparición del Homo Sapiens, que en principio se cubrió de pieles de los animales que cazaba. En el neolítico el ser humano sabe ya hilar y tejer, pero las ropas que utiliza son trozos de pequeñas dimensiones, que no se adaptan al cuerpo, aunque aparecen ya los primeros dibujos ornamentales, en forma de cenefas. En Egipto ya se dan vestigios de prendas muy elaboradas, siendo el lino su principal materia para confeccionar telas. La base de su indumentaria era el shenti, una pieza de lino que envolvía las caderas, sujeta con un cinturón. Durante el Imperio Nuevo apareció el calasiris, una túnica ceñida al cuerpo, considerada de lujo. La principal prenda femenina era la blusa, una túnica larga y ceñida de distinto color según la posición social: blanca para las campesinas, rojo o azafrán para rangos más elevados. En Mesopotamia, la otra gran civilización del Próximo Oriente, los sumerios solían vestir con largos mantones de lana, de tipo falda, adornados con franjas de vivos colores y con pliegues y largos mechones de tela. Los asirios usaban túnicas de lana, cuya largura dependía de la clase social, hasta las rodillas el pueblo llano, hasta los pies las clases dirigentes. Los persas usaban prendas de vivo colorido, destacando el púrpura y el amarillo, y adornados con dibujos de colores, generalmente círculos, estrellas y flores, de color azul, blanco o amarillo.

En Grecia se usaba el lino, la lana y el algodón, y más tarde la seda —proveniente de Oriente—, con prendas de piezas rectangulares ribeteadas por los cuatro lados, sin costura ni dobladillo, acompañadas de fíbulas y cinturones. El vestido más antiguo era la exomis, una tela rectangular sujeta al hombro izquierdo, anudada bajo el brazo derecho y ceñida por un cinturón. Los campesinos llevaban pieles curtidas o vestidos gruesos de lana, con un gorro de cuero llamado kyné. Las clases más favorecidas portaban vestidos de lino o lana fina, llamados quitón, cubiertos por un manto denominado himatión. Las mujeres llevaban una túnica larga llamada peplo, y también usaban himatión, plegado de otra forma. En Roma se usaba igualmente la lana, el lino y la seda, a veces entremezclados. La prenda más antigua era el subligaculum, un taparrabos alrededor de los riñones. En época republicana surgió la subúcula, una túnica que podía ser de dos tipos: dalmática, con mangas, o colobium, sin mangas. Encima llevaban una toga, una capa semielíptica drapeada según la ocupación: estrecha para los filósofos, ceñida para los guerreros, con una banda púrpura para sacerdotes y magistrados, púrpura con bordados de oro para altos dignatarios. El vestido femenino se componía de taparrabos y strophium —antecedente del sujetador—, sobre el que iban dos túnicas, la subúcula, larga hasta los pies y sin mangas, y el supparum, túnica corta semejante al quitón griego, que podía sustituirse por la stola, túnica de mangas cortas, o la palla, un paño rectangular sujeto al hombro por fíbulas. Encima podían llevar un manto llamado pallium, que colocado sobre la cabeza significaba viudez.
Los pueblos germánicos que acabaron con el Imperio Romano introdujeron la práctica de coser la ropa, y usaban prendas de lana, generalmente una túnica corta de mangas largas, unos calzones largos o pantalones —que adoptaron los soldados romanos tras la conquista de la Galia— y un sayo sobre los hombros. En la Edad Media el material más utilizado fue la lana, siendo muy apreciados los paños de Frisia; el lino fino —llamado cainsil— se usaba para camisas y calzas. Por lo general, el hombre llevaba dos túnicas: una fina de hilo a modo de camisa, llamada brial, y otra de lana más larga, de mangas estrechas y ceñida con un cinturón de cuero; además, llevaba calzones y una capa. La mujer también llevaba dos túnicas, la camisia, interior de mangas estrechas, y la estola, larga hasta los pies y de mangas anchas; encima podían llevar una capa, un manto o una clámide, y era común el uso de un velo que cubría la cabeza. En el Medievo también fue corriente el uso de guantes, de hilo para el verano y de piel para el invierno. Desde el siglo XII aumentó el uso de la seda, así como del algodón, que tenía su principal centro de producción en Italia. En el siglo XIII apareció el vellux (terciopelo), y aumentó la elaboración de peletería. En el siglo XIV se acortaron los calzones, que pasan a llamarse calzas altas, y sobre la camisa se llevaba un jubón, prenda ajustada al cuerpo que cubría desde los hombros hasta la cintura.
En el Renacimiento surgió el concepto de moda tal como lo entendemos hoy día, introduciéndose nuevos géneros y adquiriendo la costura un alto grado de profesionalización. En la Italia renacentista aparecieron los trajes más ricos y espectaculares de la historia, de vivos colores y formas imaginativas y originales, otorgando gran relevancia a las mangas, a los pliegues y a las caídas de tela de forma vertical, con finos bordados y rica pasamanería. En el siglo XVI el calzón corto era a modo de bombacho, y continuó usándose el jubón, junto a capas de diverso tipo y adornos como la gorguera, tela de encajes fruncidos que cubría el cuello. En el atuendo femenino apareció el corsé, que ceñía la cintura, sobre una falda en forma de campana llamada crinolina, hecha de tela y crin de caballo, y reforzada con aros metálicos. En el siglo XVII predominaron las formas sobrias, austeras, por influencia religiosa, siendo el paño el material más utilizado, y la seda solo al alcance de las clases elevadas. El jubón se transformó en chaqueta, con el cuello de volantes de encaje almidonados, y el calzón se alargó y quedó por debajo de unas altas botas. En Francia, la corte de Luis XIV favoreció la alta costura, empezando a dictar la evolución de la moda a nivel europeo. Apareció entonces la corbata, en un principio en forma de lazo, anudada al cuello; también apareció la casaca, una larga chaqueta ajustada con forma acampanada en su parte inferior.

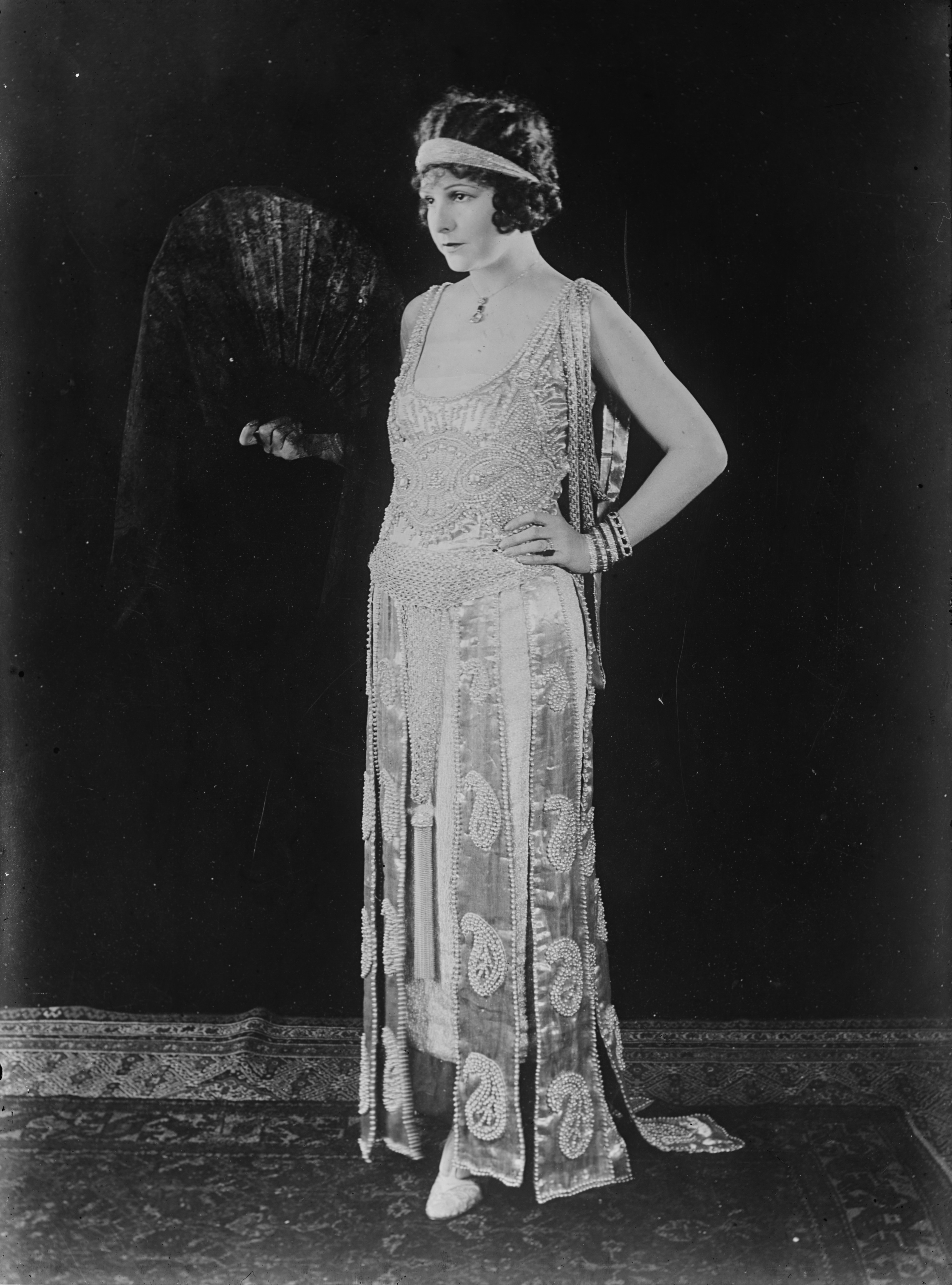
La actriz Norma Talmadge, prototipo del estilo flapper, de moda en los años 1920.

En el siglo XVIII el atuendo era similar al del siglo anterior, con camisas de mangas anchas con corbata y chaqueta, y calzones hasta las rodillas y medias. La casaca se estrechó hasta el punto de no poder abrocharse, apareciendo el frac. En el traje femenino se dio el «estilo Watteau», con faldas muy voluminosas sobre crinolina, con grandes drapeados en forma de pliegues y cola hasta el suelo. La Revolución francesa supuso una mayor uniformización en la forma de vestir, con casacas cortas y pantalones largos para el hombre, y corpiños, faldas redondas y chal de tela para la mujer. El liderazgo de la moda pasó a Inglaterra, donde el hombre vestía casaca con cuello ancho y vuelto, calzón hasta la rodilla y sombrero de copa; la mujer abandonó el corsé y la crinolina y se inspiró en la Antigua Grecia, con vestidos largos ajustados con una cinta bajo el pecho. En el siglo XIX la vestimenta era prácticamente la del hombre «moderno»: el frac se fue acortando y anchando, tomando la forma de la actual chaqueta; el pantalón era amplio por arriba y se fue estrechando hasta el tobillo, apareciendo la raya por delante y por detrás; la capa se sustituyó por abrigos de corte recto. En la mujer el talle se bajó a la cintura, con mangas anchas y hombreras, y faldas anchas de amplio vuelo y pasamanería. En este siglo apareció la figura del modisto como creador de tendencias, así como la modelo para el pase de ropas. También apareció el género de punto, y se inventó la máquina de coser.
En el siglo XX la moda masculina continuó siendo de ascendencia inglesa, mientras que la femenina estuvo marcada por la costura francesa. En general, la indumentaria se ha ido simplificando, cobrando mayor relevancia el carácter práctico y utilitario de las prendas, así como su aspecto deportivo y urbano. En moda femenina, las faldas se acortaron, apareciendo la minifalda, y empezaron a usar pantalones como los hombres, surgiendo la moda «unisex». Hacia mediados de siglo los dictámenes de la moda pasaron a Estados Unidos, que impuso un tipo de moda juvenil, práctica y deportiva, ejemplificada en el blue-jean o pantalón vaquero. En los últimos años ha cobrado un gran auge el prêt-à-porter, el diseño de moda a precios económicos y al alcance de cualquier estamento social, por su producción en serie. En las últimas décadas también han proliferado los movimientos alternativos, la moda de las llamadas tribus urbanas, que buscan diferenciarse del resto de la población con gustos comunes en música, ropa y elementos estéticos alternativos. Entre los más afamados modistos destacan: Coco Chanel, Cristóbal Balenciaga, Christian Dior, Manuel Pertegaz, Yves Saint Laurent, Giorgio Armani, Paco Rabanne, Gianni Versace, Karl Lagerfeld, Calvin Klein, Jean Paul Gaultier, etc.

## Perfumería

Chanel Nº5, quizá el perfume más famoso de la historia.

La perfumería es el arte de confeccionar perfumes, líquidos aromáticos que se utilizan para producir un buen olor corporal. La base de la perfumería se encuentra en el olfato, un sentido poco desarrollado en el ser humano y generalmente considerado el de menor importancia: según Jules Cloquet, «la visión y la audición son necesarias al estado social; la olfacción no da lugar más que a sensaciones materiales y no establece ninguna relación intelectual entre el hombre y sus semejantes». Sin embargo, el olfato es una fuente de intensas sensaciones, y su capacidad de permanecer en la memoria lleva en numerosas ocasiones a experimentar recuerdos agradables o desagradables, de suscitar deseos y emociones. La sensibilidad olfativa es superior incluso a la gustativa, y es una importante fuente de información para el ser humano sobre su entorno. El olfato humano puede captar unas cincuenta sensaciones olfativas primarias, cuya combinación da un número de posibilidades casi infinitas.
La perfumería tiene su esencia en productos naturales, especialmente las flores, aunque en la actualidad se obtienen olores sintéticos partiendo de productos químicos. Uno de los principios del perfume es la combinación de diversos olores y sustancias, y desde antaño los perfumistas se dieron cuenta de que incluso algunos olores desagradables, combinados con otros agradables, pueden dar resultados sorprendentes: en la esencia de jazmín es indispensable el indol, presente en los deshechos digestivos del ser humano; en la tuberosa se halla antranilato de metilo, un olor muy desagradable por sí solo; en el perfume de narciso se encuentra el paracresol, un olor casi insoportable en estado puro; igualmente, ciertos aromas de origen animal, como el almizcle, el ámbar, el castóreo y la civeta, son base indispensable de numerosos perfumes. También es primordial en muchos casos el uso de aldehídos grasos, como aceites de ricino o coco, de olor nauseabundo pero que combinados con esencias florales producen notas de gran intensidad, como en el famoso Chanel Nº5. Así, la combinación de olores armónicos e inarmónicos produce equilibrios de gran perfección tonal, siendo base esencial de este equilibrio la dosificación de ingredientes, punto de partida de la producción perfumística.
En la vida de un perfume es esencial la volatilidad de sus componentes, es decir, el tiempo que tardan en evaporarse, existiendo tonos más intensos e inmediatos y otros más sutiles y persistentes. La vida de un perfume se traduce en la llamada «melodía olfativa», compuesta de tres partes: notas de cabeza o salida, que son las que producen el primer impacto al abrir el frasco de perfume, generalmente esencias hesperidadas o cítricas (limón, naranja, bergamota), lavanda, aldehídos, ésteres frutales o cetonas; notas de cuerpo o modificadores, de vida media y que proporcionan su personalidad al perfume, por lo general esencias florales o productos sintéticos como el hidroxicitronelal, el citronelol o el alcohol-feniletílico; y las notas de fondo o fijadores, de vida más prolongada, que proporcionan redondez y armonía, basadas en esencias amaderadas, especiadas o balsámicas (tales como sándalo, canela, clavo, vetiver, pachuli, vainillina, cumarina, benjuí, tolú, etc.), o bien materias sintéticas como metiliononas, salicilatos, ésteres o almizcles artificiales.
Estas esencias son concentrados de perfume, pero si se diluyen en alcohol de 96° se obtiene un «extracto» (entre 10 y 20 %) o un «eau de parfum» —también llamado «eau de toilette»— (entre 7 y 10 %), o en alcohol de 80-85° un «eau de cologne». Estos productos, junto con lociones de afeitado, desodorantes y similares, constituyen la «perfumería alcohólica», que es la más elaborada, aunque la perfumería se extiende a numerosos productos de elaboración industrial, como los cosméticos, los detergentes y suavizantes, jabones y champús, ambientadores, insecticidas, etc.
Los perfumes se agrupan en diversas familias olfativas según sus notas dominantes: cítrica, basada en olores cítricos como naranja, limón, bergamota, neroli o petitgrain, de donde procede la «eau de cologne», así como las eaux fraîches y las eaux florales; lavanda, un aroma tradicionalmente masculino; aromática, basada en productos como tomillo, salvia o artemisa, también generalmente de uso masculino; verde, dirigido a un público joven y deportista, surgió en 1945 con Vent Vert de Balmain; floral, destinada a una clientela femenina, basada en flores como la rosa, el jazmín o la gardenia; aldehídica, basada en aldehídos grasos, es la familia con mayor número de perfumes, y una de las que goza de más popularidad; Chipre, fundamentada en materias como el musgo, la madera, el ámbar o el almizcle, popularizada desde 1917 con Chypre de Coty; fougère, derivada de aromas como la bergamota, el ámbar y el musgo de encina, combinados con lavanda, geranio, salicilato o cumarina; cuero-amaderada, una de las más antiguas y aplicada a perfumería masculina, retomada recientemente después de haber sido abandonada en los años 1920; y oriental, de tonalidades pesadas y dulces, con fondo animal (ámbar, almizcle, civeta) y avainillado, apareció en 1889 con Jicky de Guerlain.

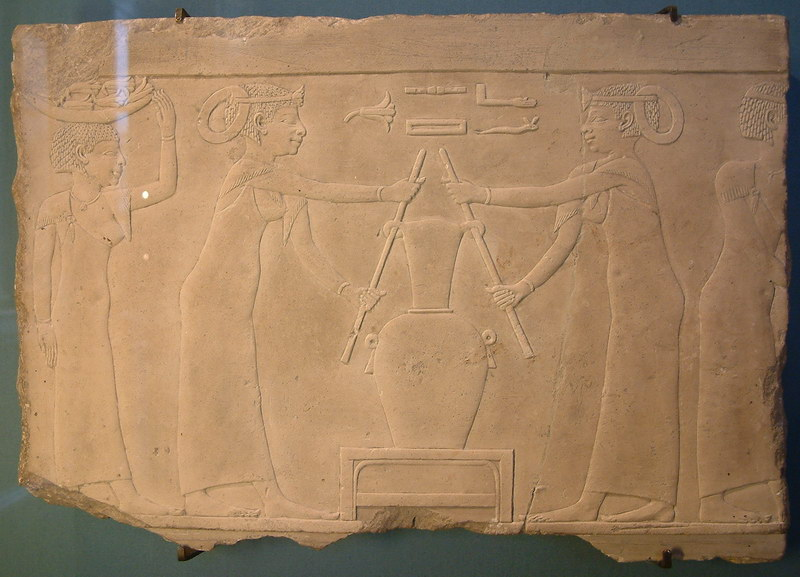
Elaboración de perfume en el Antiguo Egipto (Louvre).

El desarrollo histórico de la perfumería es paralelo a la mayoría de actividades relacionadas con la esteticidad del cuerpo humano, como vestidos, joyas, adornos, peinados, etc. Los egipcios fueron uno de los primeros pueblos en utilizar con asiduidad perfumes, cosméticos y aceites corporales tanto para uso cotidiano como para ritos religiosos y ceremonias funerarias. Existen referencias de un perfume llamado kyphi o kephri compuesto de dieciséis aromas, usado en Heliópolis en las ofrendas al dios Ra. En el templo de Edfú se conserva una pintura mural que narra la extracción de perfume del lirio blanco. Igualmente, en la tumba de Tutankamón se hallaron diversos recipientes que al ser abiertos exhalaron perfume de nardo del Himalaya. En la Biblia se cita ya desde su primer libro, el Génesis, perfumes como el incienso y la mirra, que fueron dos de los regalos traídos por los Reyes Magos al niño Jesús. El perfume fue también muy apreciado en Oriente, desde Siria hasta Persia, siendo famosos los jardines de Babilonia con sus numerosas flores aromáticas. En Tiro y Sidón se celebraba la muerte y resurrección de Adonis, de cuya sangre decían había brotado la anémona, con una fiesta de flores y perfumes. En Grecia y Roma también se usó con frecuencia el perfume tanto a nivel personal como en actos religiosos, y tanto en la Roma Imperial como en el Imperio Bizantino las cortes derrochaban perfumes de forma fastuosa.
El desarrollo técnico de la perfumería se acrecentó en la cultura islámica con el uso del alambique desde el siglo X, que permitió destilar perfumes más sofisticados, con el uso del alcohol como diluyente. Avicena describe en una de sus obras la técnica de destilación del agua de rosas, el perfume preferido por los árabes, elaborado con ámbar y almizcle. En el Renacimiento se acrecentó el uso del perfume, siendo Venecia uno de los primeros centros en distribución de esencias aromáticas gracias a su comercio con Oriente, centro que se trasladó a Lisboa tras el descubrimiento de América. España también fue en esta época un importante centro de producción y distribución de perfumes, gracias a su herencia islámica y a la importación de materias primas de América, influyendo en gran medida en la apreciación de la perfumería en países como Francia e Inglaterra. Posteriormente, Francia pasó a ser el principal centro de producción perfumística, instalándose en la ciudad de Grasse, en el sur del país, la principal corporación de perfumistas a nivel mundial. En el siglo XVIII surgieron algunas de las principales firmas de perfumería, como Houbigant, Lubin, Piva y Guerlain. En Gran Bretaña también floreció la industria perfumera, potenciada con el inicio de la Revolución Industrial, destacando los nombres de Juan Florís, un menorquín establecido en Inglaterra, autor del perfume Red Rose, y William Yardley, el mayor fabricante mundial de esencias de lavanda. Desde el siglo XIX empezaron a sintetizarse productos químicos en perfumería, hecho que supuso una revolución en el sector, siendo François Coty uno de los principales innovadores en este terreno, con perfumes como L'Origan, Chypre y Crêpe de Chine. En 1925 apareció Chanel Nº5, de Ernest Beaux, que abrió una línea de perfumes con alto contenido de aldehídos grasos, como Arpège, Scandal, Rumeur, etc. Desde los años 1970 ha descollado la perfumería estadounidense, con aromas como Charlie, First, Opium, Ivoire, etc. La perfumería actual está muy relacionada con la moda, y es frecuente que modistos famosos comercialicen sus propios perfumes.

## Gastronomía

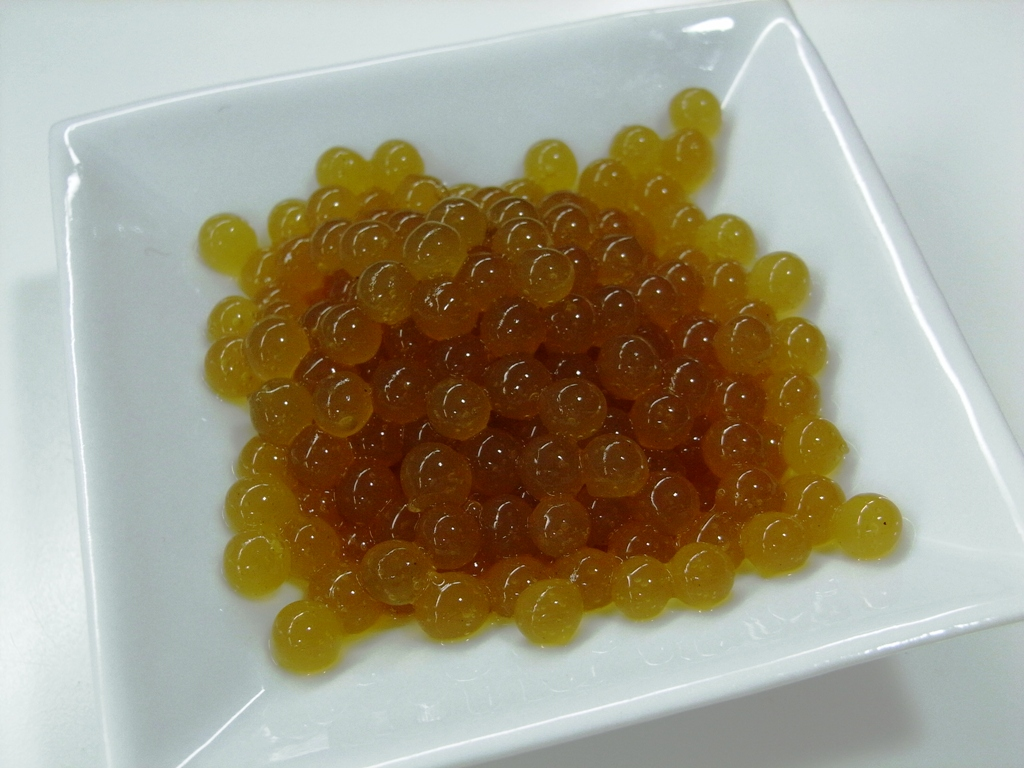
Esferificación de té verde, plato innovador de Ferran Adrià.

La gastronomía es el arte de la cocina, con un claro componente práctico en cuanto la alimentación es indispensable para el ser humano, pero con una gran faceta de creatividad derivada de la combinación de alimentos y de la innovación en cuanto a la creación de nuevas recetas. Las diversas tendencias gastronómicas son debidas sobre todo a variantes regionales, ya que cada país tiene su propio sello distintivo. En el acto de comer hay que tener en cuenta factores como el espacio destinado a tal efecto, la presentación de los alimentos y la decoración de la mesa, y los diversos utensilios destinados a favorecer la ingesta de alimentos, que han ido evolucionando y adquiriendo cada vez mayor sofisticación, convirtiendo la comida en un rito social que trasciende el mero acto físico de deglutir para convertirse en un momento de comunión familiar, hecho remarcado por diversas religiones con el acto de bendecir la mesa. En especial, los utensilios y accesorios de cocina (platos, vasos, cuchillos, cucharas, tenedores) han tenido una especial evolución acorde con criterios estéticos, que en muchos casos ha superado la mera practicidad del objeto para convertirse en piezas artísticas transmisoras de un determinado estilo, en paralelo a los diversos períodos de la historia del arte. Inventos como la cerámica, o la manufactura de materiales como el bronce y el hierro, revolucionaron la cocina, pudiendo crear toda una serie de utensilios para las diversas necesidades requeridas en la confección de alimentos y su posterior ingesta.
El acto de comer trasciende para el ser humano el mero componente físico, transformándose en una experiencia estética donde intervienen diversos sentidos, desde el gusto y el olfato hasta la visión de la propia comida, ya que un plato bien presentado puede parecer más apetecible que uno presentado de forma rudimentaria. El comer causa placer, e influye en nuestra fisiología en muchos otros ámbitos, como en el dormir, ya que hay alimentos que favorecen o perjudican el sueño. A menudo, la comida se convierte en un ritual que cobra una dimensión social, siendo el acto de comer una íntima forma de relación para el ser humano. Por ejemplo, en la ceremonia del té japonesa se sintetiza de forma magistral la relación entre la vida, el arte y la belleza, ya que representa la adoración de lo bello en oposición a la vulgaridad de la existencia cotidiana, la concepción integral del hombre con la naturaleza. Su simplicidad relaciona las cosas pequeñas con el orden cósmico: la vida es una expresión, y los actos reflejan siempre un pensamiento. Lo temporal es igual a lo espiritual, lo pequeño a lo grande. Este concepto queda igualmente reflejado en la sala del té (sukiya), construcción efímera debida a un impulso poético, despojada de ornamentación, donde se da culto a lo imperfecto, y siempre se deja algo inacabado, que completará la imaginación. Es característica la ausencia de simetría, por la concepción zen de que tiene más importancia la búsqueda de perfección que la propia perfección. La belleza solo puede descubrirla quien mentalmente completa lo incompleto.

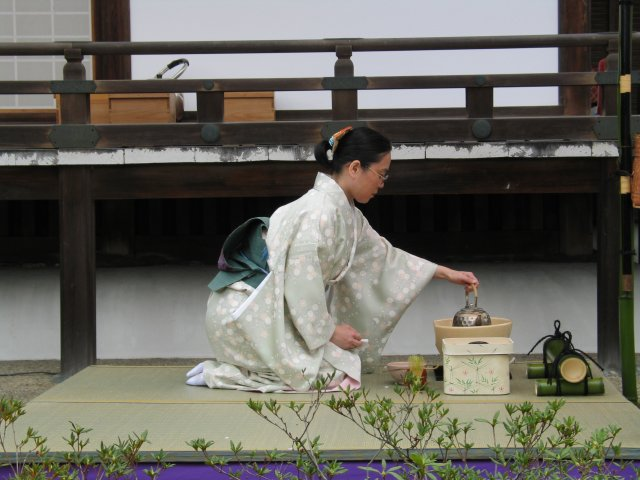
En la ceremonia del té japonesa se relacionan las cosas pequeñas con el orden cósmico, lo temporal con lo espiritual.

La comida tiene también un componente cultural, por cuanto la multiplicidad de gastronomías en todos los ámbitos geográficos provoca una distinta manera de percibir la comida, o de apreciar ciertos gustos o sabores, según la región o la población que la perciba. Igualmente provoca en el ser humano un estado de reflexión, de enjuiciamiento, ya que después de comer se entra en la valoración de la calidad de los alimentos o de la originalidad de su combinación o su forma de prepararlos. Otro papel decisivo lo juegan factores como la imaginación y la memoria, que son los que permiten innovar y experimentar con los alimentos, y transmitirlos en el tiempo permitiendo su reproducción.
Un componente destacado en la gastronomía es la química del alimento, que interfiere en el sabor: el cuerpo reconoce cuatro sabores principales: dulce, salado, ácido y amargo. Muchos gustos regionales por diversos sabores tienen un origen histórico determinado: el gusto por el salazón en los países mediterráneos viene de cuando se conservaban los alimentos en sal; en Latinoamérica, el gusto por el chile procede de cuando la población menos favorecida lo tomaba para resarcir la falta de alimentos, por la sensación de hartazgo que produce, al tiempo de que servía para matar parásitos. En cuanto a la elaboración de alimentos, el etnólogo Claude Lévi-Strauss estableció en El origen de las maneras de mesa tres estados básicos de presentación de los alimentos: crudo, podrido y cocido, cuya predilección es un factor cultural que depende de diversas circunstancias. Igualmente, los alimentos se pueden preparar de distinta manera según el elemento utilizado para su elaboración: asado con fuego, hervido con agua o ahumado con aire.
La historia de la cocina se inicia cuando el ser humano empieza a utilizar el fuego para preparar los alimentos, que resultan así más fáciles de comer y más digestibles, y más agradables en cuanto a una temperatura adecuada para el cuerpo. Hace 400 000 años está ya documentada la cocción de los alimentos por parte del hombre de Pekín, y sin duda parten de entonces las primeras combinaciones de alimentos. Otro paso de suma importancia fue la agricultura, que permitió al ser humano planificar su fuente de recursos alimenticios, creando excedentes para épocas de escasez. En paralelo, la domesticación de animales y el surgimiento de la ganadería propiciaron otra gran fuente de alimentos, de más fácil alcance que la dependencia de la caza y la pesca. En el Antiguo Egipto se inventaron procedimientos para elaborar pan con levadura, así como vino y cerveza.
Como en tantos otros terrenos, fue en la Antigua Grecia donde se sentaron las bases de la gastronomía como ciencia, y fueron los creadores de los recetarios y la literatura gastronómica. En principio, los griegos despreciaron el pescado como comida de pobres, pero alrededor de los siglos III y II a. C. se revalorizó, pasando posteriormente a la cocina romana, que valoró mucho el pescado y el marisco. En Grecia se inventó la cazuela mediterránea de pescado, con aceite de oliva y cocida sobre leña. También se consumía todo tipo de carnes, prácticamente las mismas de hoy en día, siendo los griegos los primeros en dar primacía al cerdo, hasta entonces no muy valorado. También eran bases fundamentales de su cocina el pan y el vino, y según el escritor Ateneo en el siglo II a. C. existían 72 clases diferentes de pan en Grecia. El vino lo tomaban mezclado con agua y aromatizado, y se usaba mucho en guisados. La cocina griega se difundió por todo el Mediterráneo, siendo la base de la actual cocina occidental.
En la Antigua Roma la cocina evolucionó de la frugalidad de la época republicana, basada en vegetales, legumbres y cereales, a la riqueza de la época imperial, donde se importaban numerosos alimentos de países extranjeros, con gran influencia de la cocina griega. Los romanos practicaron la avicultura y la piscicultura, así como la elaboración de embutidos, y perfeccionaron las técnicas relacionadas con el vino y el aceite. Solían cocinar con especias y hierbas aromáticas, y les gustaba la mezcla de dulce y salado. También dieron mucha importancia a la presentación de la comida y al ceremonial del acto de comer, siendo famosos los fastuosos banquetes que organizaban los ricos y nobles romanos. Igualmente, existieron numerosos tratadistas que estudiaron el arte de la cocina, como Lúculo y Marco Gavio Apicio, autor del célebre recetario Apitii Celii de Re Coquinaria libri decem, muy valorado en el Renacimiento.

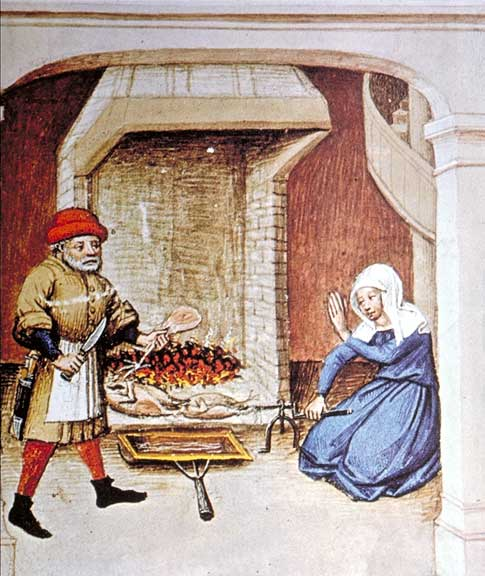
Ave asándose en un espetón. Bajo el mismo hay una vasija para recoger los jugos y reutilizarlos para salsas. Ilustración del Decamerón, Flandes, 1432.

Herederas de la cocina griega y romana fueron la bizantina y la árabe: de la primera destacó su repostería, así como la elaboración de quesos y el gusto por los rellenos y la carne picada; la segunda recogió todas las influencias anteriores, junto las derivadas de Persia y el Oriente, mientras que en España (al-Ándalus) desarrolló nuevos productos agrícolas, como el arroz, la caña de azúcar, la granada y la berenjena. La cocina árabe influyó en buena medida en la gastronomía medieval, aunada a la rica tradición grecorromana. A pesar de las épocas de intensa hambruna, en el Medievo fue muy valorada la gastronomía, desarrollándose en gran medida la literatura gastronómica, con tratados como The forme of Cury, escrito por el cocinero de Ricardo II de Inglaterra; Daz Buch von guter Spise, obra anónima editada en Alemania; Le Viandier, del francés Guillaume Tirel, apodado Taillevent; y Libre del Coch, del catalán Robert de Nola.
En el Renacimiento se revitalizó la cultura clásica, llegando la gastronomía a altas cotas de refinamiento y sofisticación. Destacó la cocina veneciana, que gracias a su comercio con Oriente favoreció la importación de todo tipo de especias: pimienta, mostaza, azafrán, nuez moscada, clavo, canela, etc. Un factor determinante para una nueva gastronomía fue el descubrimiento de América, de donde llegaron nuevos alimentos como el maíz, la patata, el tomate, el cacao, los frijoles, el cacahuete, el pimiento, la vainilla, la piña, el aguacate, el mango, el tabaco, etc. En el Barroco empezó a destacar la gastronomía francesa, que adquirió unas elevadas cotas de calidad de las que aún goza hoy día. El cultivo de las artes culinarias en Francia fue favorecido por los Borbones, especialmente por Luis XIV, monarca de gran paladar; sin embargo, estas delicias culinarias estaban reservadas a la aristocracia, mientras que la mayoría de la población solía pasar hambre. Entre los tratados gastronómicos de la época conviene resaltar el del español Francisco Martínez Montiño, titulado Arte de cocina, pastelería, bizcochería y conservería (1611).
La Revolución francesa marcó un punto de inflexión en la gastronomía europea, que se extendió a nivel popular, siendo un acervo común de todos los estamentos sociales, y no solo los privilegiados. Surgieron los restaurantes, se extendió el uso de la conserva de alimentos (proceso favorecido por la Revolución Industrial), y proliferó la literatura gastronómica, no ya en simples recetarios, sino en obras de investigación y divulgación, de teoría y ensayo, como la Fisiología del gusto de Brillat-Savarin (1826), o Le Grand Dictionnaire de Cuisine de Alexandre Dumas (1873); también apareció entonces la crítica gastronómica, con publicaciones como la Guía Michelin. En el siglo XX ha tenido una especial relevancia la industria conservera y la elaboración de alimentos precocinados, así como la tendencia a la comida rápida (con productos como hamburguesas y frankfurts) y los preparados para microondas. En sentido inverso, ha surgido una nueva preocupación por los alimentos sanos y equilibrados, que han favorecido el surgimiento de nuevos productos que destacan sus cualidades nutricionales. También hay que destacar la revalorización de la cocina regional, favorecida por el avance de los medios de transporte y el auge del turismo, que conllevó el retorno a una cocina natural y sencilla, hecho que marcó el punto de arranque de la nouvelle cuisine, que aúna la tradición y la sencillez con los nuevos adelantos y un cierto afán de innovación y experimentación. Como cocineros de relevancia se podría citar a: Auguste Escoffier, Joël Robuchon, Paul Bocuse, Heston Blumenthal, Donato de Santis, Karlos Arguiñano, Juan María Arzak, Ferran Adrià, Santi Santamaría, etc.

## Arte urbano: el grafiti

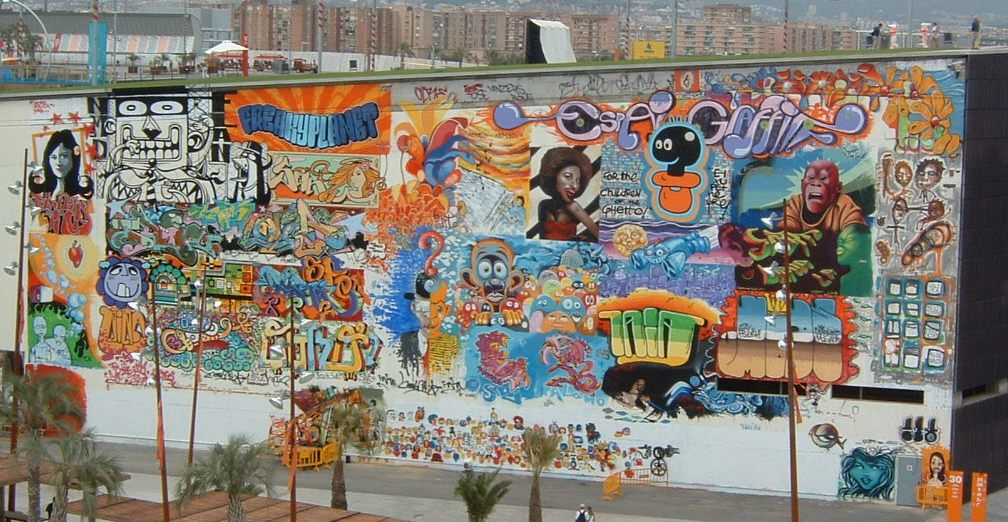
Espacio reservado para grafiti legal en el Fórum Universal de las Culturas 2004, Barcelona.

El grafiti es un tipo de inscripción realizada en paredes de edificios, efectuada por personas anónimas con el objetivo de expresar ideas, emociones o mensajes de todo tipo, pudiendo ser en forma escrita o en imágenes. Se consideran como grafiti desde las pintadas hechas con todo tipo de fines (vandálicos, obscenos, denunciatorios, reivindicativos) hasta la expresión artística por parte de aficionados al arte o el cómic, o simplemente jóvenes que muestran así su expresividad, siendo esa su forma de comunicarse con el mundo. En ese sentido, se suele asociar a menudo con las llamadas tribus urbanas, y especialmente con el mundo del hip-hop. Dentro del grafiti existen diversos géneros: art graffiti, vinculado con la música hip-hop de los años 1970 y 1980, donde el nombre del artista se escribe de diversas formas (tag, de un color; throw-up, de dos colores; o piece, de tres colores); slogan o «grafiti público», generalmente de contenido político y social; latrinalia o «grafiti privado», inscripciones de los lavabos públicos.
Inicialmente, el término solía usarse para las inscripciones antiguas halladas en excavaciones arqueológicas, existiendo numerosas muestras sobre todo de la Antigua Roma, donde al parecer era una práctica habitual. Fue el arqueólogo italiano Raffaele Garrucci quien divulgó el término en medios académicos internacionales a mediados del siglo XIX. El neologismo se popularizó y pasó al inglés coloquial al usarse en periódicos neoyorquinos en los años 1970, y por influencia de la cultura estadounidense el término se popularizó en otros idiomas, entre ellos el castellano.
La costumbre de pintar o escribir en las paredes es tan antigua como la invención de la escritura, existiendo numerosas evidencias en hallazgos arqueológicos, especialmente en Pompeya y Herculano, donde se conservaron gracias a la ceniza volcánica. Desde antaño ha sido habitual escribir el nombre propio, o bien insultos, declaraciones de amor, dibujos y caricaturas. En 1888 se atribuyó a Jack el Destripador una inscripción realizada con sangre en el escenario de uno de sus asesinatos, que decía The Juwes are not The men That Will be Blamed for nothing («los judíos no son los hombres que serán culpados sin motivo»). En la Segunda Guerra Mundial se hizo famoso el lema Kilroy Was Here («Kilroy estuvo aquí»), realizado por un soldado en diversos escenarios bélicos. El grafiti moderno comenzó en los años 1960 en Filadelfia, donde un joven apodado Cornbread empezó a realizar unas firmas (tags) para llamar la atención de una chica.[cita requerida] Con el tiempo la costumbre se extendió y fue recogida por la prensa, iniciando un efecto de imitación que pasó de Filadelfia a Nueva York, y luego por todo Estados Unidos, para pasar posteriormente a nivel mundial. Iniciado por jóvenes afroamericanos, el movimiento fue la fórmula de expresión de las minorías estadounidenses, que lo usaban como una forma de protesta y reivindicación de sus derechos. Desde finales de los años 1980 y en los años 1990 se fueron adoptando nuevas técnicas como la aplicación de aerosol con plantillas, y el pegado de carteles y pegatinas, en una modalidad llamada post-graffiti o arte callejero (street art).

## Arte de acción

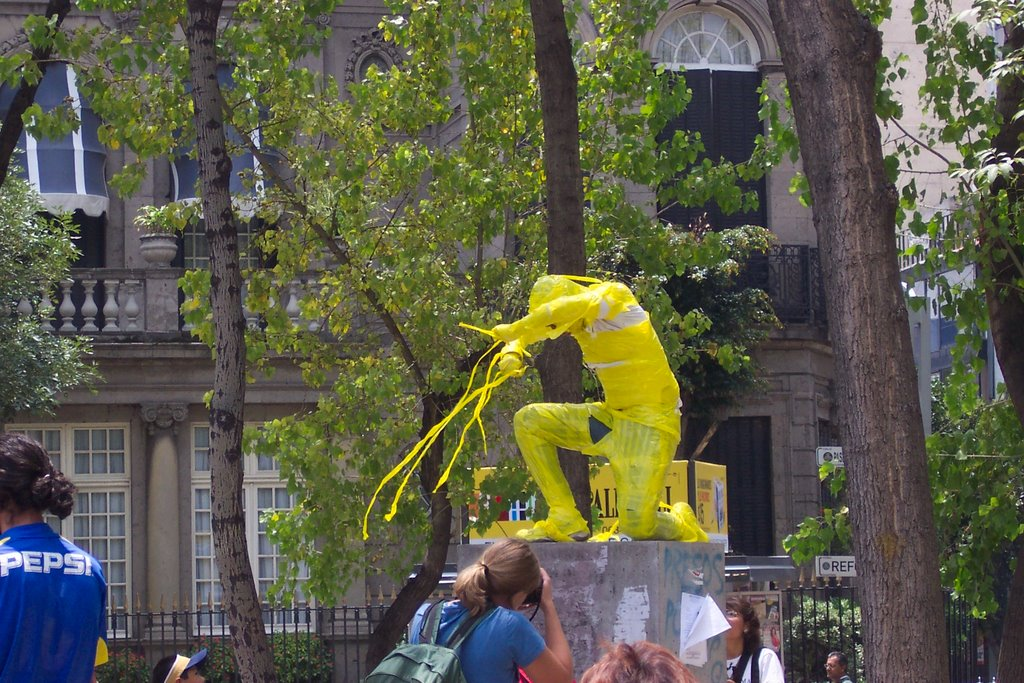
Performance en la Avenida Reforma de la Ciudad de México.

Se denomina arte de acción (action art o life art) a un grupo variado de técnicas o estilos artísticos que hacen énfasis en el acto creador del artista, en la acción. El término fue creado por Allan Kaprow, que señaló la interrelación entre el artista y el espectador en el momento de la creación artística. Se podría decir que el arte de acción nació en los años 1920 con el dadaísmo y el surrealismo, en montajes artísticos como el collage y el assemblage, que destacaban el aspecto tridimensional de la obra, para cuya percepción el espectador debía moverse. Poco a poco se dio mayor relevancia a la intervención del espectador, por lo que los artistas empezaron a valorar cada vez más el ambiente (environment) que rodea a la obra, en aspectos como el espacio y la luz, o incluso la intervención de otros sentidos además de la vista. Así, por ejemplo, Marcel Duchamp hizo una exposición en una galería a oscuras, viendo los cuadros con linternas, mientras quemaba granos de café para añadir el olfato al evento. La intervención del espectador fue cada vez más primordial en la creación artística, y cuando éste pasó a tener un rol activo y no ya pasivo surgió el arte de acción, que es imprevisible, no tiene comienzo ni final estructurados, depende de la libre participación e improvisación del espectador. En la acción artística es primordial el tiempo, por lo que es un arte espontáneo e irrepetible, enteramente efímero. Según Amalia Martínez Muñoz, «el valor de lo inmutable, uno de los presupuestos que habían sustentado la formulación del arte en su acepción tradicional, se sustituyó por el concepto de lo efímero, más adecuado a una sociedad en perpetuo cambio».
Entre las múltiples formas de expresión del arte de acción figuran el happening, la performance, el environment y la instalación. El happening es una forma de creación artística donde el autor colabora con el público para la confección de la obra, que no tiene por qué ser una obra material, sino que se valora el acto creador, el mensaje, la interrelación entre artista y espectador. Suelen intervenir la música y los diálogos (o monólogos), por lo que tiene un cierto componente teatral. Aunque pueda parecer que está todo dejado al azar, el happening no es una mera improvisación, existe un guion previo con unos parámetros mínimos fijados por el autor, al partir del cual interviene la espontaneidad del medio y las personas. Se puede realizar tanto en espacios cerrados como al aire libre, aunque por lo general no hay un espacio ni un tiempo determinados, a veces una acción puede tener varios escenarios, y puede dividirse en varios momentos inconexos, para romper el estatismo del teatro tradicional. Según Jean-Jacques Lebel el happening «es un arte plástico, pero su naturaleza no es exclusivamente “pictórica”; es también cinematográfica, poética, teatral, alucinatoria, social-dramática, musical, política, erótica, psicoquímica». Por su parte, la performance es una acción similar en cierta forma al happening, pero donde se valora más el carácter teatral y gestual de la acción, así como la intervención del cuerpo humano (por lo que está ligado con el body art) y el uso de nuevas tecnologías, especialmente el vídeo.
Uno de los pioneros de la acción artística fue John Cage, quien desde su escuela en el Black Mountain College de Carolina del Norte creó en los años 1950 una serie de theater events («acontecimientos teatrales») donde se compaginaba la música con la poesía, el teatro, el baile y otros elementos escénicos, desarrollados al azar dentro de un contexto predeterminado. En Estados Unidos tenían muy presente el ejemplo del action painting, la pintura gestual del expresionismo abstracto norteamericano, uno de cuyos máximos exponentes fue Jackson Pollock. Así pues, la interrelación entre arte, música, teatro y demás disciplinas, destacando el aspecto vital, activo, de este tipo de representaciones, fructificó en una serie de artistas que desarrollaron este tipo de acciones entre los años 1950 y 1960, como Allan Kaprow, Red Grooms, Jim Dine y Claes Oldenburg. En 1959 Kaprow realizó el primer happening en la Reuben Gallery de Nueva York, titulado 18 happenings en 6 partes. En Europa otro pionero fue Yves Klein, artista francés adscrito al Nuevo Realismo, artífice de diversos eventos realizados en paralelo a su obra material, como su Salto al vacío (1960), donde el propio artista se lanzaba desde un muro de dos metros de altura, significando en el acto de volar el desligamiento de la actividad creadora del mundo comercial de las galerías de arte. Desde entonces la acción artística fue una práctica corriente de numerosos artistas de muy diverso signo, desde los neodadaístas norteamericanos y los nuevos realistas franceses hasta artistas minimalistas y conceptuales, así como inspiró a movimientos como el E.A.T. (Experimentos de Arte y Tecnología) y el Judson Dance Theater. El primer happening en Europa fue El teatro está en la calle (1958), realizado en París, seguido de Cityrama (1961), ambos de Wolf Vostell.

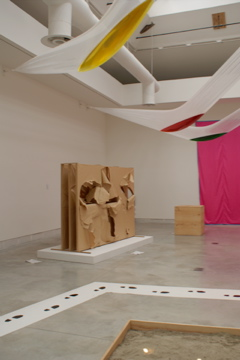
Instalación del grupo Gutai, en la Bienal de Venecia de 2009.

Posteriormente el arte de acción estuvo representado por dos grupos de artistas: Gutai, surgido en Japón, y Fluxus, de corte internacional. Los artistas de Gutai asimilaron la experiencia de la Segunda Guerra Mundial a través de acciones cargadas de ironía, con un gran sentimiento de crispación y agresividad latente. Entre sus miembros destacan: Jirō Yoshihara, Sadamasa Motonaga, Shozo Shimamoto y Katsuō Shiraga. Fluxus nació en 1961, agrupando a una serie de artistas de diversa procedencia, como George Maciunas (que ideó el nombre del grupo), Dick Higgins, George Brecht, Yoko Ono, Nam June Paik, Daniel Spoerri, Wolf Vostell, Joseph Beuys, Emmett Williams y otros. Para los miembros de Fluxus la vida puede experimentarse como arte, y otorgan igual relevancia a la música y la poesía que el chiste y el vodevil, al tiempo que asumen diversas influencias, desde el neodadaísmo y el Nuevo Realismo hasta el letrismo, el beat art, el funk art y la Internacional situacionista. También asumieron un claro compromiso político, añadiendo un componente reivindicativo a sus acciones, al tiempo que criticaban el mercantilismo del arte. Igualmente, buscaban la participación del espectador, participando de la idea de que cualquiera puede ser artista, que ejemplificaron en su eslogan «hazlo tú mismo». Maciunas manifestó en 1965 que pretendía «demostrar que cualquier cosa puede ser arte y cualquiera puede hacerlo».
La acción siguió desarrollándose entre los años 1960 y 1970, asumiendo muchas veces reivindicaciones políticas y sociales, como el racismo, el sexismo, el ecologismo, la guerra, la homofobia, el sida, etc. También recibió numerosas influencias y se abrió a un amplio abanico de actividades culturales, desde el teatro y el cine hasta el circo, el cabaret, el music-hall, la pantomima y el rock'n'roll, así como se relacionó estrechamente con el body art, como en la obra de Vito Acconci y Carolee Schneemann. También incorporó las nuevas tecnologías, en espectáculos multimedia que incluían vídeos, láser y otros elementos visuales, como en la obra de Laurie Anderson.
Por su parte, la instalación artística es una mezcla entre la obra de arte como objeto —generalmente en forma de assemblage— y el environment o espacio envolvente, pudiendo tener incluso un componente de acción como escenario de happenings o performances. Uno de sus pioneros fue nuevamente Marcel Duchamp, quien en 1942 realizó un montaje en el seno de la Exposición Surrealista de Nueva York titulado Milla de cuerda, donde llenó una galería de arte con cuerda enlazando los paneles que contenían los cuadros de la exposición. Otro precedente se encuentra en el Nuevo Realismo francés, con la exposición El vacío realizada en 1958 por Yves Klein, donde vendió el espacio vacío de la sala, contestada en 1960 por Arman con Lo lleno, una galería llena de basura. La instalación se desarrolló en los años 1960 en paralelo a la obra de artistas de acción como Allan Kaprow y Jim Dine, artistas funk como Edward Kienholz o pop como George Segal, Claes Oldenburg y Tom Wesselmann. También recogió numerosas influencias, como el minimalismo, el arte cinético, el arte povera, el sound art y el videoarte. Desde entonces se ha desarrollado como un medio de gran efectismo para el espectador, y numerosas galerías y museos han recogido instalaciones en sus exposiciones temporales, creándose incluso un museo específico para este medio, el Museum of Installation de Londres en 1990. Entre los artistas dedicados a este medio destacan: Maurizio Cattelan, Abel Azcona, Marina Abramović, Robert Gober, Mona Hatoum y Barbara Kruger

## Arte conceptual

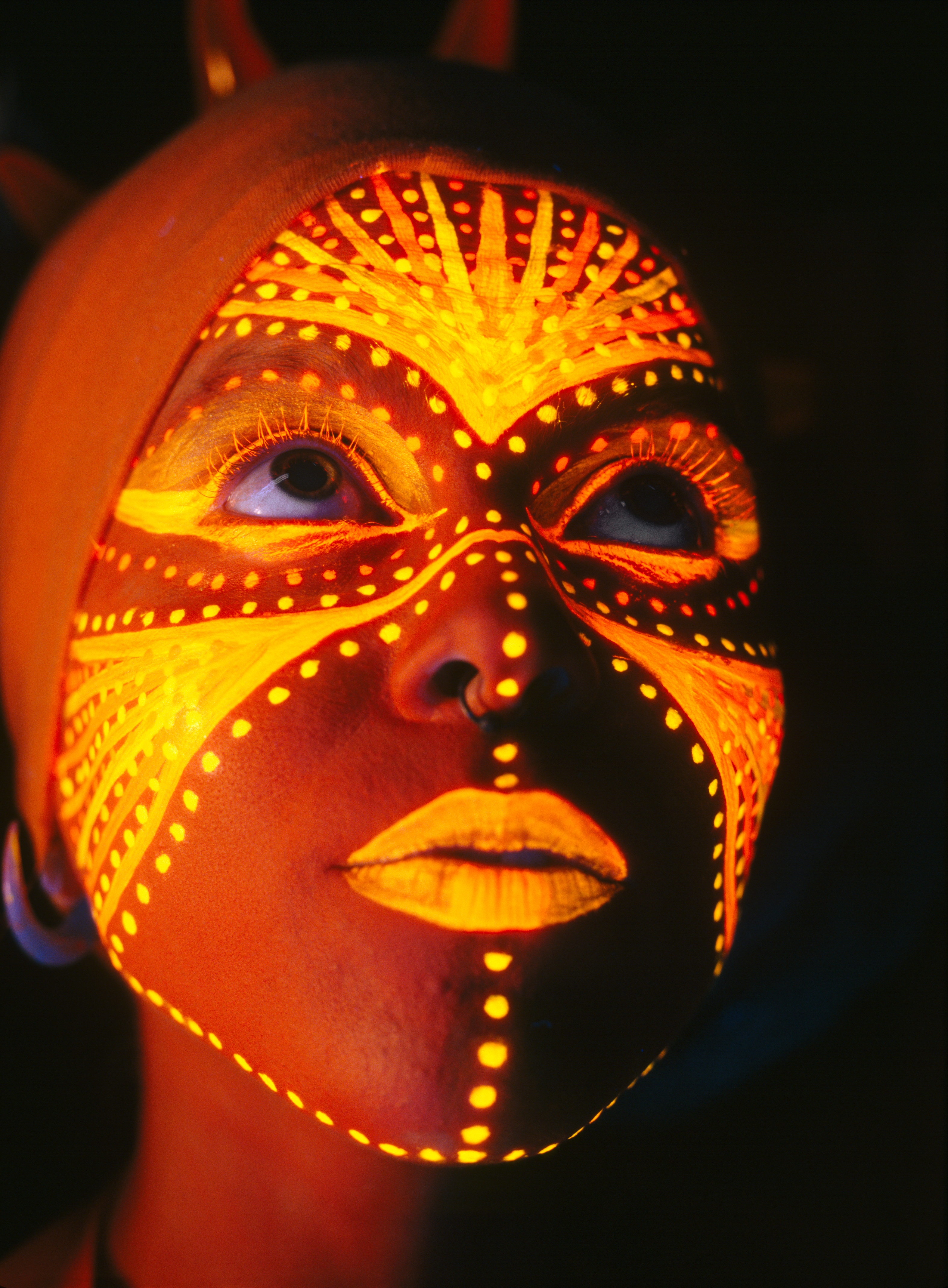
Ejemplo de body art.

El arte conceptual (también llamado project art o idea art) surgió a mediados de los años 1960 como un conjunto de manifestaciones artísticas que incidían en la idea del arte más que en su realización material. Tras el despojamiento matérico del minimalismo, el arte conceptual renunció al sustrato material para centrarse en el proceso mental de la creación artística, afirmando que el arte está en la idea, no en el objeto. Para estos artistas, el arte no se encuentra en la obra, sino en el proceso generativo o formativo que conduce a la obra. Un pionero en ese sentido fue Marcel Duchamp, quien con su Fuente de 1917 (un inodoro presentado como si fuese una escultura) ya pretendía reflexionar sobre la función del arte, trivializándolo para denunciar su reducción a un simple objeto usado con fines mercantilistas. El propio Duchamp expresó entonces que estaba «más interesado en las ideas que en el producto final». El arte conceptual incluye diversas tendencias, como el «arte conceptual lingüístico» o el arte povera, pero en el terreno de la efimeridad destacan el body art y el land art.

### Body art
El body art utiliza el cuerpo humano como medio de expresión artística. Surgido a finales de los años 1960 y desarrollado en los 1970, este movimiento tocó diversos temas relacionados con el cuerpo, en especial en relación con la violencia, el sexo, el exhibicionismo o la resistencia corporal a determinados fenómenos físicos. Se evidencian dos líneas principales: la estadounidense, más analítica, donde se valora más la acción, el componente vital, instantáneo, valorando más la percepción y la relación con el espectador, y se documentan con vídeos; y la europea, más dramática, que tiende más a tratar el cuerpo objetualmente y tocar temas como el travestismo, el tatuaje o el dolor, documentando los resultados mediante fotografías, notas o dibujos.
Uno de los pioneros de esta tendencia fue nuevamente Yves Klein, que en 1958 empezó sus «antropometrías», donde una modelo desnuda —que él llamaba sus «pinceles vivientes»—, embadurnada de pintura, se acostaba sobre un lienzo, dejando la huella de su cuerpo pintada en la tela, en diversas improntas que variaban según la posición del cuerpo, o según el movimiento, ya que a veces hacía girar a las modelos sobre la tela. En ocasiones, también realizaba «antropometrías en negativo», es decir, situando la modelo delante de la tela y pulverizando pintura, con lo que quedaba marcada su silueta. Estas experiencias estaban a medio camino entre el body art y el happening, por la escenificación que Klein confería a estas realizaciones, desarrolladas a menudo en galerías ante el público, en veladas con música y degustando un aperitivo.
Entre los principales artistas de esta tendencia destacan: Dennis Oppenheim, que experimentó con el bronceado, dejando partes del cuerpo en blanco; Gilbert and George, famosos por ejercer de «esculturas vivientes»; Bruce Nauman, autor de un Autorretrato como fuente (1966), en que se colocó él mismo detrás de un marco pictórico; Stuart Brisley se hacía manchas en el cuerpo, imitando la sangre; el grupo Wiener Aktionisten (Günther Brus, Otto Mühl, Hermann Nitsch y Rudolf Schwarzkogler) realizaban automutilaciones, incidiendo en su propio cuerpo; Youri Messen-Jaschin se centró en el body painting, recubriendo integralmente cuerpos desnudos con colores psicodélicos y biológicos; Urs Lüthi empleaba diversos medios (fotografía, pintura, escultura, vídeo), explorando su propio cuerpo, en autorretratos de estilo kitsch, con una fuerte carga irónica, que constituyen una reflexión sobre el cuerpo, el tiempo y la vida, así como la relación con los otros.

### Land art

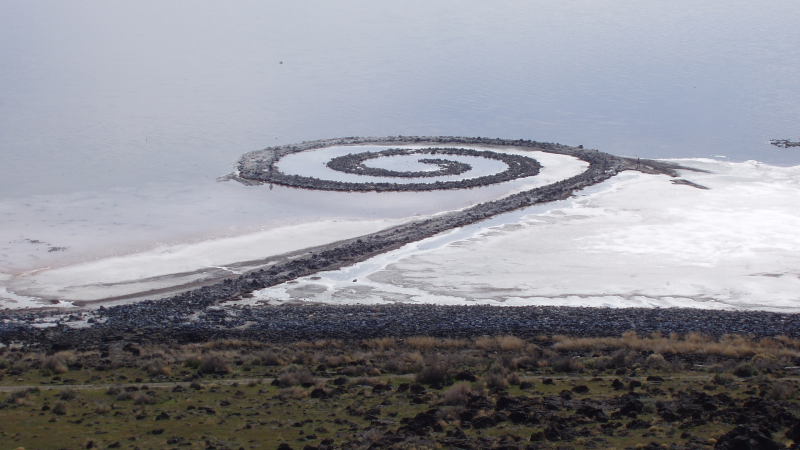
Spiral Jetty, considerada la obra más importante de Robert Smithson, una escultura earthwork construida en 1970 (fotografía de 2005).

El land art (o earth art, «arte de la tierra») es una tendencia que utiliza la naturaleza como soporte artístico. Surgió a finales de los años 1960, contraponiendo el retorno a la naturaleza frente al arte urbano del pop art de moda en el momento. En su génesis figura un fuerte componente de reivindicación ecológica, en una era de intensa industrialización y de destrucción de los recursos vitales del planeta. Vinculado principalmente a la cultura anglosajona, se desarrolló en Estados Unidos y el Reino Unido, con figuras como Robert Morris, Sol LeWitt, Christo, Walter de Maria, Robert Smithson, Richard Serra y Dennis Oppenheim. También estuvo vinculado al minimalismo, pudiéndose considerar la vertiente natural de ese movimiento, especialmente por lo concerniente al uso de la geometría para las realizaciones de este estilo. Su punto de partida fue la exposición Obras de la Tierra, organizada en la Dwan Gallery de Nueva York en 1968, que presentaba fotografías de obras earthwork («trabajo de la tierra») de diversos artistas. Por lo general, las obras se realizan en lugares remotos, como desiertos, montañas o praderas, donde la naturaleza se encuentra inalterada y el artista disfruta de la soledad necesaria para efectuar su trabajo.
Entre las principales realizaciones del land art se encuentran: Spiral Jetty de Robert Smithson (1970), un malecón en espiral de piedras negras de basalto y tierra enrojecida por las algas, en el Gran Lago Salado de Utah; El rayo en el campo de Walter de Maria (1977), un conjunto de 400 varas de acero situadas en un campo desértico de Nuevo México, que atraen los rayos, habituales en las tormentas de verano de la zona; y la obra de Christo y su compañera Jeanne-Claude, característica por el embalaje de paisajes, arquitecturas o monumentos de grandes dimensiones, con la intención de poner en evidencia el anonimato de los objetos en la sociedad consumista, enfatizándolos con el aire de misterio y sorpresa que presenta un objeto envuelto (Costa cubierta, Little Bay, Sídney, 1969; Cortina del valle, Rifle, Colorado, 1970-1972; Cerca corredera, costa de los condados de Sonoma y Marin, California, 1972-1976; Islas rodeadas, Biscayne Bay, Miami, 1980-1983).

## Nuevas tecnologías

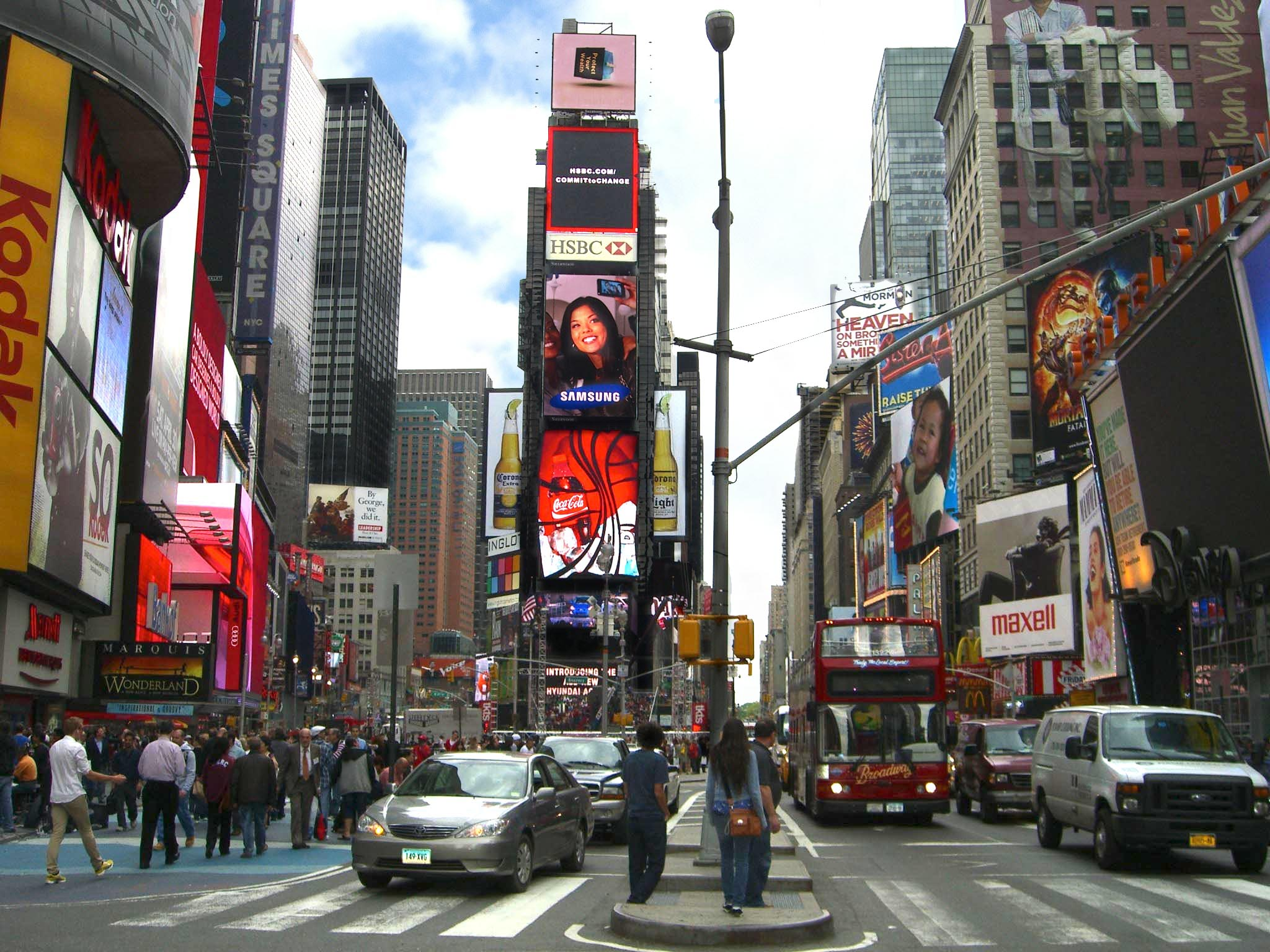
Carteles luminosos en Times Square, uno de los hitos urbanos de Nueva York.

### Arte nocturno: el neón
Desde antaño el ser humano ha buscado fuentes de luz alternativas al sol, especialmente para la iluminación nocturna, indispensable en la vida moderna de las ciudades. Desde velas y antorchas, pasando por el alumbrado de gas y llegando hasta la electricidad, la luz artificial se ha convertido con el tiempo en un elemento habitual en la vida del hombre moderno, que ha permitido prolongar su actividad diaria y crear ambientes nocturnos. Especialmente significativo fue el descubrimiento de la bombilla en 1879 por Thomas Edison, que permitió el alumbrado nocturno de los centros urbanos, siendo el primero Nueva York en 1882. Desde entonces incluso la arquitectura se adaptó a la luz eléctrica, que permitía nuevas posibilidades en el diseño de interiores, creando espacio y ambiente.
Posteriormente, fue determinante en el desarrollo de la iluminación nocturna la luz de neón, proveniente de un tubo con dos electrodos lleno de gas neón que se ilumina por el paso de la corriente eléctrica. Este invento fue el resultado de un largo proceso de experimentación por parte de varios investigadores: Heinrich Geissler creó en 1856 un tubo de vidrio cerrado dentro del cual produjo luz con corriente alterna; Nikola Tesla consiguió luz en 1892 bombardeando gases con corriente alterna de alta tensión; William Ramsay y Morris Travers aislaron el neón en 1897, con el que rellenaron tubos de Geissler; Georges Claude y Karl von Linde perfeccionaron en 1907 el proceso de fabricación de los tubos de neón, y lograron producir luces de diversos colores. En 1912 se instaló el primer anuncio de neón en una barbería de Montmartre (París), y desde entonces se difundió por todo el mundo, especialmente para uso comercial y publicitario. La multiplicidad de formas que puede adoptar el tubo de neón, así como su variado colorido, ha generado una nueva forma de expresión artística, de posibilidades ilimitadas y gran efecto estético, siendo un potente reclamo para el espectador. La iluminación nocturna y las luces de neón han cambiado la fisonomía de la ciudad, convirtiéndola en un gran espacio estético donde la combinación de luces y colores, de dibujos, letras y formas diversas, generan en el espectador una respuesta admirativa, de apreciación artística del espacio que lo envuelve. Un claro ejemplo es Las Vegas, donde las luces de neón enfatizan el carácter lúdico de esta ciudad, dedicada al juego y la diversión, al ocio nocturno.

### Vídeo
El vídeo es una técnica que consiste en la captación de imágenes mediante un aparato basado en la tecnología óptica y su almacenamiento en una cinta magnética, para posteriormente ser reproducido en una pantalla de televisión. Aunque está ligado a la cinematografía, tiene unas especificidades propias, empezando porque su fácil manejo permite la utilización individual y amateur de este medio. En el terreno del arte la imagen de vídeo tiene ilimitadas posibilidades, siendo el videoarte uno de los nuevos procesos artísticos que más ha crecido en los últimos tiempos. Así, el vídeo ha trascendido su inicial carácter meramente técnico para convertirse en un lenguaje expresivo, una nueva forma de comunicación y de creación artística. El videoarte surgió en 1965 con la aparición de la primera cámara de vídeo portátil (la Portapak de Sony). En esta modalidad destaca no solo su componente físico —la emisión de imágenes, generalmente en el marco de instalaciones o performances—, sino el mensaje inherente a la imagen filmada, fusionando el mundo de la comunicación con la cultura popular. Exponentes de esta modalidad son Nam June Paik, Dan Sandin, Bill Viola, Tony Oursler, etc.
El videoarte ha tenido una constante evolución desde sus inicios hasta nuestros días: la primera generación de videoartistas (liderada por Paik) asimilaron el lenguaje televisivo —caracterizado por la espontaneidad y un componente lúdico en cuanto medio de entretenimiento— transformándolo en una crítica a la simplificación de un medio potencialmente tan expresivo e idóneo para la difusión de la cultura. Para estos artistas, la tecnología era un medio para denunciar la pérdida de valores inherente a la nueva sociedad del consumo y de los medios de comunicación de masas, hecho que Paik sintetizó en su famosa frase «ridiculizo la tecnología». Poco a poco el videoarte entró en los circuitos del arte convencional, y ya en 1969 la Galería Howard Wise de Nueva York dedicó una exposición a este medio, titulada La televisión como medio creativo. El desarrollo de esta técnica artística fue paralelo al de los nuevos adelantos tecnológicos: Dan Sandin fue uno de los principales introductores de los efectos especiales, que tendrían un eco posterior en numerosas producciones televisivas y en vídeos musicales; Woody y Steina Vasulka introdujeron el articulador digital de imagen, que permitía numerosos efectos de posproducción. En los años 1970 y 1980 el videoarte fue uno de los medios preferidos por numerosos artistas por su versatilidad y su rico lenguaje expresivo, por lo que atrajo especialmente a colectivos como el feminista o los de reivindicación racial o de identidad sexual. Desde los años 1980 y durante los años 1990 el medio videoartístico se fue sofisticando, con creaciones cada vez más elaboradas que requerían un complejo trabajo de posproducción, como en la obra de Bill Viola, caracterizada por sus grandes instalaciones centradas a menudo en temas tan trascendentales como el nacimiento o la muerte. Por último, desde los años 1990 y en la primera década del nuevo milenio el videoarte se acercó al mundo de la informática, aprovechando los nuevos adelantos —especialmente la tecnología digital— para explorar nuevos campos de creatividad en el mundo de la imagen, siendo de destacar en ese contexto la obra de Tony Oursler, que explora la emotividad humana en campos tan diversos —y a veces contrapuestos— como el humor y el miedo.

### Láser

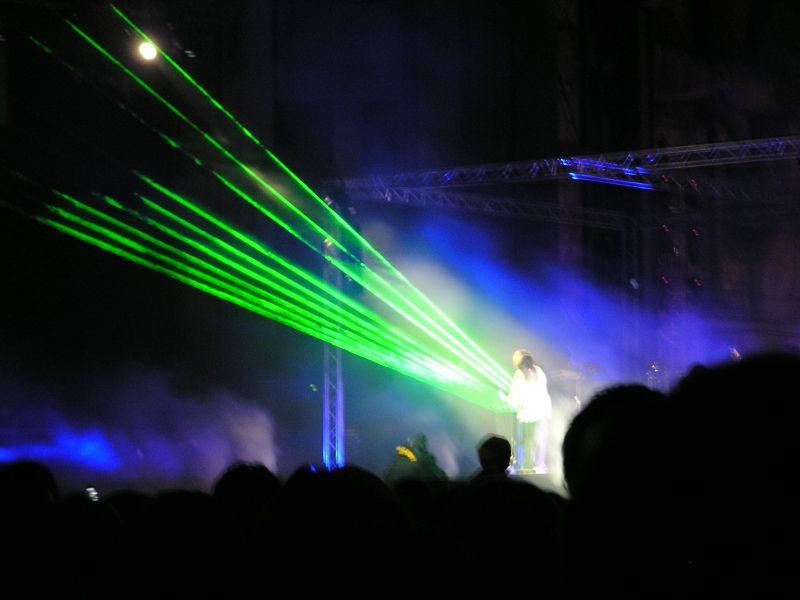
El músico francés Jean Michel Jarre empleando el instrumento musical conocido como Arpa láser, en la que las cuerdas son sustituidas por rayos láser.

El láser es un dispositivo amplificador de luz por emisión estimulada de radiación, que emite haces de luz de fase y amplitud controladas. Los fundamentos teóricos para su descubrimiento fueron formulados por Einstein en 1917, pero no se desarrolló en la práctica hasta 1960 gracias a Theodore Maiman. El láser tiene múltiples aplicaciones, desde las telecomunicaciones y la holografía hasta la medicina, e igualmente ha adquirido un valor artístico al ser utilizado como medio de expresión, ya que la luz ha sido siempre uno de los más potentes factores estéticos para el ser humano, dadas sus cualidades visuales y su naturaleza etérea e inasible. El láser emite una luz homogénea e inmutable, por lo que sus cualidades intrínsecas y predecibles permiten su manipulación y su concepción basada en un diseño previo. Otra característica que lo diferencia de otros medios artísticos basados en la tecnología es la tridimensionalidad, ya que diversos haces de luces generan volumen, por lo que en su concepción debe tenerse muy en cuenta la relación con el espacio que lo envuelve. Igualmente hay que apreciar en su percepción el factor temporal, indisoluble en un medio que genera formas en el espacio. En arte se utiliza básicamente en dos terrenos: la holografía láser y la animación láser. La holografía se basa en la reproducción de una imagen incorporando el fenómeno de la difracción, que está ausente en fotografía, por lo que ésta es bidimensional y el láser permite la reproducción tridimensional de una imagen. Esto se consigue con la interacción de las ondas originadas por una fuente luminosa y las reflejadas en un objeto determinado, incidiendo la luz difractada y la reflejada en la placa holográfica; al incidir el láser sobre el objeto éste se refleja en la placa, que luego restituye la imagen iluminando el holograma con el mismo tipo de luz, creando por sustracción una imagen virtual del objeto. Por su parte, la animación láser se usa preferentemente en espectáculos luminosos, dada la alta potencia luminosa de la radiación y su manipulabilidad de espesor y direccionalidad, así como las múltiples variantes ópticas derivadas de su capacidad de filtrado y coloración. Estas características permiten su aplicación en grandes espacios, por lo que el uso del láser es habitual en grandes eventos y espectáculos públicos, así como locales de ocio como discotecas.

### Informática

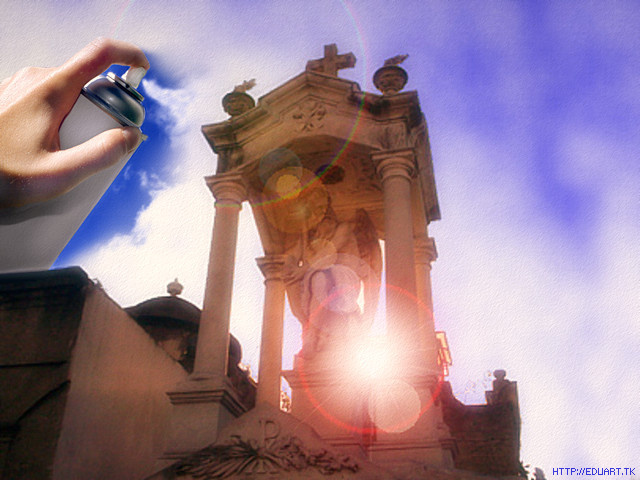
Escena realizada utilizando técnicas digitales.

El desarrollo de la informática ha generado nuevas formas de creación artística, dado que abre un número ilimitado de posibilidades en el terreno del diseño gráfico. En este campo la herramienta primordial es el computador, para cuyo funcionamiento hacen falta una serie de conocimientos específicos, no asequibles al profano en la materia. Así, en el computer art se conjugan ciencia y arte, rompiendo las clásicas distinciones entre los diversos géneros del conocimiento humano establecidos desde la Ilustración. En esta modalidad, el diseño y el proceso mental de la creación artística están supeditados a los conocimientos necesarios para plasmar el concepto ideado en un lenguaje adaptado al medio informático. Así como en otros procedimientos técnicos —como la fotografía y el cine— hay una relación entre el soporte y la obra, y ésta responde a las características específicas de esos soportes, en la informática esa relación se pierde, ya que el ordenador no reproduce las formas, sino que las genera. La creación es virtual, basada en una serie de procesos de computarización donde el diseño tiene un carácter unitario, desarrollado sobre un conjunto integrado de tratamiento de datos. Un ordenador no puede trabajar sobre la realidad, ya que incluso una imagen real debe ser digitalizada para poder ser tratada informáticamente. Esto provoca que cualquier proceso informático sea autogenerado, y que cualquier diseño gráfico sea producto de un proceso mental traducido a un lenguaje informático.
Uno de los medios que más ha favorecido la creación artística con tecnología informática ha sido Internet, que por su rapidez de difusión a nivel mundial ha permitido la interacción de numerosos artistas de todas partes del mundo. Esta modalidad ha recibido numerosos nombres, como arte interactivo, arte web o net.art, y desde los años 1990 ha sido de los sectores artísticos que más ha crecido, tanto a nivel de artistas consolidados como de artistas sin formación y amateurs. El aspecto más relevante de esta modalidad es el contacto inmediato entre artista y espectador, sin necesidad de intermediarios, con la opción en numerosas ocasiones de que el público participe en la creación artística, y que provoca que se diluya la determinación de la autoría artística. Así, artistas como Olia Lialina, Jake Tilson y Heath Bunting han sido los responsables de numerosas iniciativas de arte en la red que han tenido una rápida difusión internacional, algunas de ellas con planteamientos que trascendían el medio informático y conectaban con la vida real en un conjunto multidisciplinar cercano a la performance, como el proyecto King's-Cross Phone-In de Bunting, en el que anunciaba en Internet varios números de teléfono de una estación ferroviaria de Londres para que la gente llamara y estableciera comunicaciones entre personas al azar.

### Sonido
Otro de los terrenos de experimentación del arte en las últimas décadas del siglo XX ha sido el sonido, en una búsqueda por integrar este medio en las artes visuales, que generó una nueva forma de creación artística conocida como sound art o audio art. Iniciado en los años 1960, tuvo su apogeo en los 1990, cuando se integró el sonido de forma frecuente en diversos medios artísticos como la instalación, la performance, el ensamblaje o el arte cinético, a menudo en combinación con el vídeo y, más adelante, con la informática. Uno de los pioneros en la experimentación con el sonido fue John Cage en los años 1950, a través de la experimentación en sus composiciones musicales de la combinación entre sonidos y ruidos. Otro precedente fue el artista pop Robert Rauschenberg, que incluyó el sonido en muchas de sus instalaciones y obras tridimensionales, como Radiodifusión (1959), donde instaló tres radios detrás de un lienzo, con sus botones de sintonización en la parte delantera del cuadro. La creciente utilización del sonido en el arte tuvo un primer reconocimiento en la exposición Para los ojos y los oídos, celebrada en la galería Cordier & Ekstrom de Nueva York en 1964, con obras de Rauschenberg, Billy Klüver, Jean Tinguely o Vassilakis Takis. Cabe destacar en estos primeros años la usual colaboración entre artistas y músicos, e inclusive con ingenieros de sonido en numerosas ocasiones.
El principal desarrollo de esta modalidad artística se produjo entre los años 1970 y 1990, con artistas como Laurie Anderson, Lee Ranaldo, Brian Eno y Robin Rimbaud (apodado Scanner). Desde entonces, esta modalidad se ha enriquecido con las nuevas tecnologías, y ha proliferado sobre todo gracias a Internet. El año 2000, la exposición Estampido sónico: el arte del sonido, organizada en la Hayward Gallery de Londres, puso de manifiesto el creciente interés de los nuevos artistas por el sonido, cada vez más ligado a la imagen en las nuevas creaciones multimedia de los artistas experimentales.